# Chronik des russischen Überfalls auf die Ukraine, Mai und Juni 2022

Animierte Darstellung des Verlaufs der russischen Invasion in der Ukraine ab dem 24. Februar 2022

Diese Chronik stellt eine Übersicht zur Chronologie des russischen Überfalls auf die Ukraine von Anfang Mai 2022 bis Ende Juni 2022 dar.

## Mai

### 1. Mai

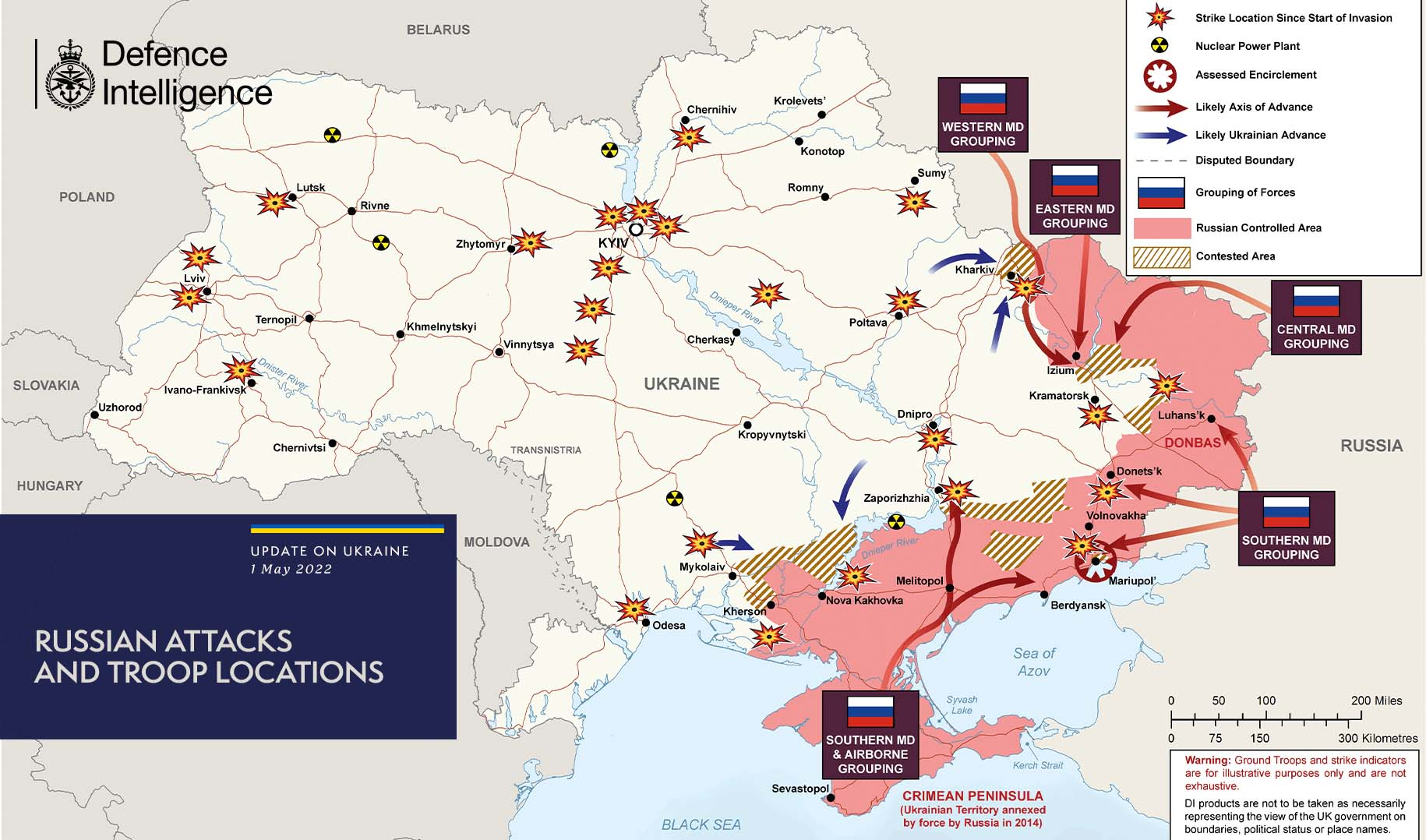
Lagebild in einer Veröffentlichung des britischen Verteidigungsministeriums am 1. Mai

Der Chef des russischen Generalstabs, Waleri Gerassimow, der laut des ukrainischen Defense Express vor wenigen Tagen das Kommando über die russische Front bei Isjum übernommen hatte, war laut UNIAN nach einem ukrainischen Artillerieangriff verwundet worden; mehrere Offiziere wurden getötet. Etwa 100 Zivilisten konnten aus dem von russischen Kräften belagerten Asowstahl-Stahlwerk in Mariupol evakuiert werden. An der Grenze zur Ukraine, bei Konopelka (Oblast Kursk), wurde eine Schienenbrücke, die als Nachschubweg für russische Truppen in der Ostukraine fungierte, gesprengt. In der Nacht gaben ukrainische Sicherheitsbehörden bekannt, einen Ring russischer Agenten in den eigenen Reihen (darunter ein Spion im ukrainischen Generalstab) enttarnt zu haben. Ihr Ziel sei unter anderem gewesen, ein Passagierflugzeug über Russland oder Belarus mit ukrainischen Waffen abzuschießen.
Die Lagedarstellung des britischen Verteidigungsministeriums hob auf die Bemühungen der russischen Seite ab, im besetzten Cherson eine prorussische Verwaltung zu etablieren, da der erzielte Status nun von Dauer sei und die Verwendung des Rubels als Zahlungsmittel erfolgen solle. Die Briten leiteten daraus den Charakter Chersons als Schlüsselgelände weiterer russischer Operationen im Nordwesten und die Absicherung der Krim ab.
In einem Interview mit dem italienischen Sender Rete 4 relativierte der russische Außenminister Sergei Lawrow das auf die seine Kriegsbegründung („Denazifizierung der Ukraine“) folgende Gegenargument, nach dem der ukrainische Präsident Wolodymyr Selenskyj ein Jude sei und daher kein Nazi sein könne, durch die wissenschaftlich unhaltbare Frankenberger-These zu entkräften: „Adolf Hitler hatte auch jüdisches Blut“. Israel bestellte daraufhin den russischen Botschafter ein und verlangte eine Entschuldigung zu den antisemitischen Behauptungen. In der Folge doppelte Russland nach und nannte die Äußerungen des israelischen Außenministers Jair Lapid „ahistorisch“; diese würden Israels Unterstützung für das „neonazistische Regime in Kiew“ erklären. Diese weitere Eskalation führte zu einer Neubewertung der bislang äußerst neutralen Aussagen der israelischen Politiker zu Russland; der Premier hatte Wochen zuvor nicht einmal Russland beim Namen genannt, als der den Krieg verurteilte; nun stand eine klarere Parteinahme für die Ukraine zur Debatte. Laut israelischen Angaben entschuldigte sich daraufhin Präsident Putin.
Laut Welternährungsprogramm der Vereinten Nationen können etwa 4,5 Millionen Tonnen Getreide in ukrainischen Häfen wegen der Seeblockade Russlands nicht verschifft werden.

### 2. Mai
Ukrainische Streitkräfte wehrten nach eigener Darstellung eine Reihe russischer Angriffe in Richtung der Großstadt Saporischschja im Süden des Landes ab und stabilisierten die Fronten südöstlich der Stadt. Russland beschoss nach ukrainischen Angaben mehrmals eine an der Mündung des Dnister liegende Brücke (die einzige Straßen- und Eisenbahnverbindung) zu einem großen Bereich im Süden der Oblast Odessa, sie wurde jedoch nicht zerstört. Mittels einer Kampfdrohne zerstörten die ukrainischen Streitkräfte nach eigener Meldung zwei russische Patrouillenboote der Raptor-Klasse.
Bei einem Raketenangriff auf Odessa starben nach Angaben des Gouverneurs Maksym Martschenko mehrere Menschen. In einer Munitionsfabrik in der russischen Stadt Perm brach ein Feuer aus.

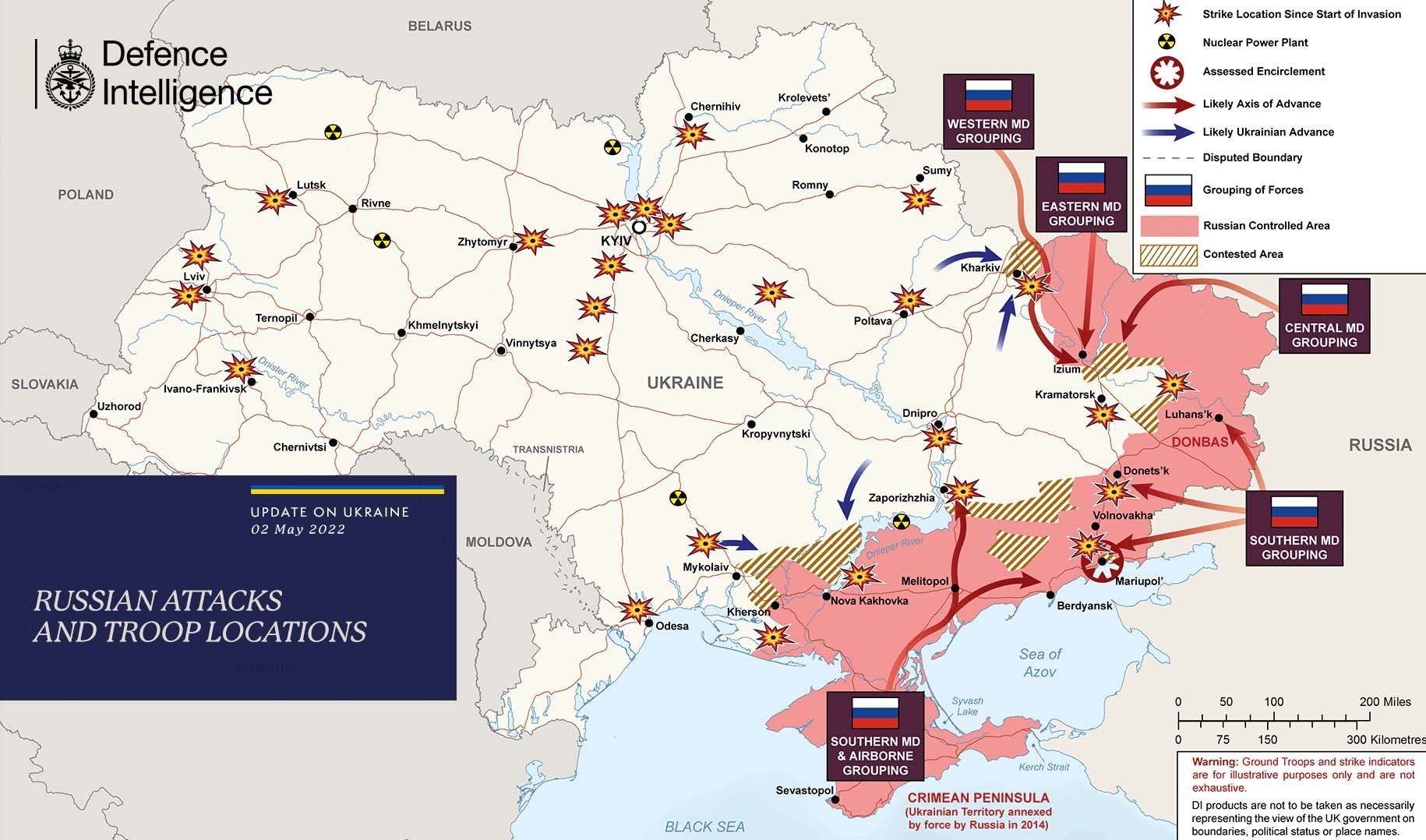
Lagebild in einer Veröffentlichung des britischen Verteidigungsministeriums am 2. Mai

In der Lagebeurteilung des 2. Mai ging das britische Verteidigungsministerium davon aus, dass Russland zu Kriegsbeginn mit 120 taktischen Bataillonskampfgruppen etwa zwei Drittel seiner gesamten Landstreitkräfte eingesetzt habe. Ein Viertel davon sei nun kampfunfähig, wobei Spezialkräfte wie die Luftlandetruppen die höchsten Verluste erlitten hätten. Es würde Jahre dauern, diese Verbände wieder aufzubauen. Ein Gutachten des wissenschaftlichen Dienstes des Bundestags kam zu dem Ergebnis, dass die Ausbildung ukrainischer Soldaten an westlichen Waffen (wie dies bereits in Deutschland durch US-Amerikaner vorgenommen wird), die ins Kampfgebiet geliefert werden, völkerrechtlich eine Kriegsbeteiligung durch den Westen darstellen kann.
Der russische Friedensnobelpreisträger und Journalist Dmitri Muratow beschrieb anlässlich des bevorstehenden Tages der Pressefreiheit die Propaganda der Russischen Föderation als der eigentliche Krieg selbst. Die aktuelle Propaganda sei zudem eine Vorab-Gewöhnung der Bevölkerung für einen Atomwaffeneinsatz gegen den Westen.

### 3. Mai

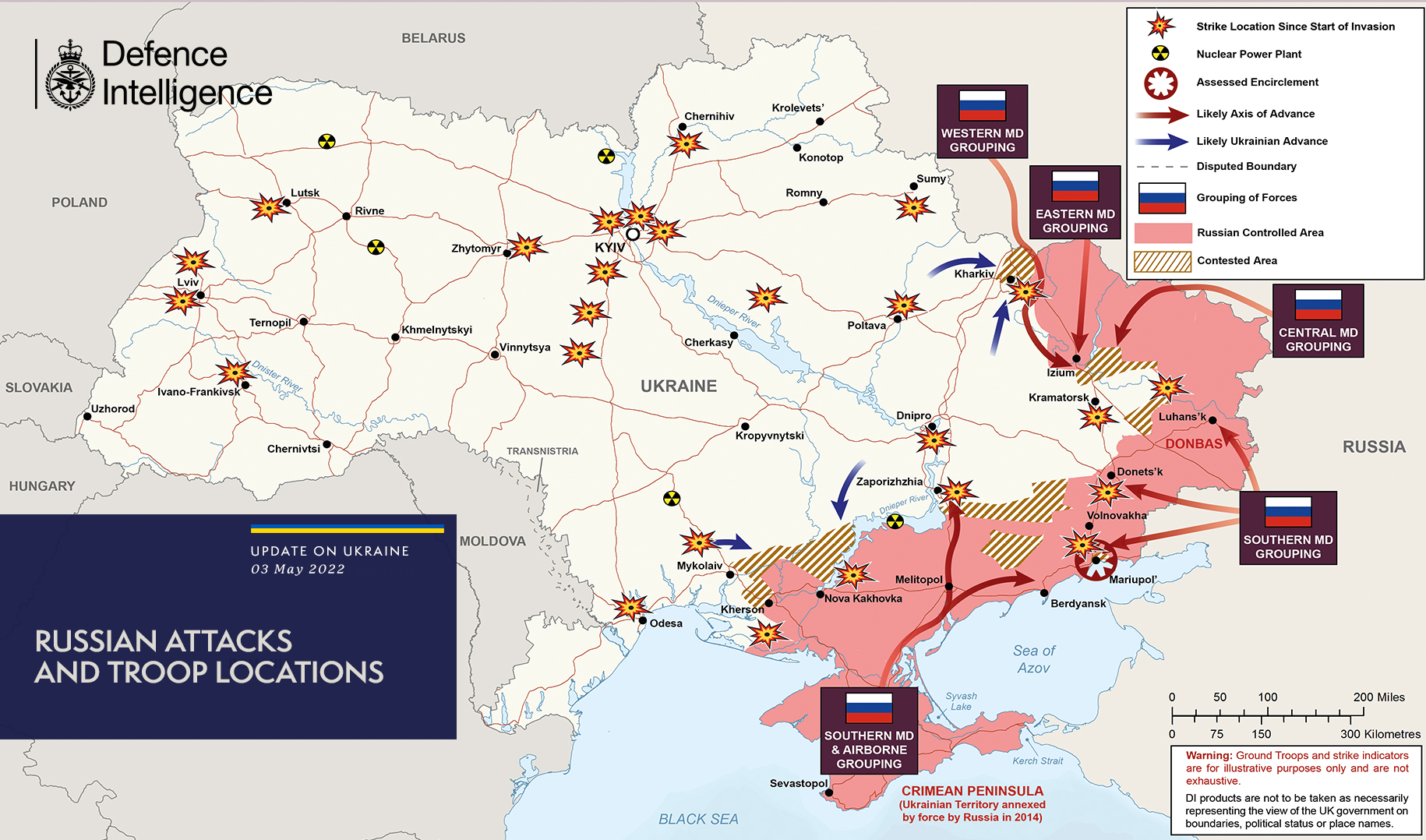
Lagebild in einer Veröffentlichung des britischen Verteidigungsministeriums am 3. Mai

Trotz gescheiterter weiterer Evakuierungen von Zivilisten aus dem belagerten Stahlwerk Asowstahl haben russische Truppen die Beschießung des Geländes und Erstürmung wieder aufgenommen. Russland hat nach eigenen Angaben ein Logistikzentrum auf einem Militärflugplatz bei Odessa mit Raketen beschossen und dabei Hangars mit westlichen Waffenlieferungen zerstört.
Frankreichs Präsident Macron forderte den russischen Präsidenten Putin in einem langen Telefonat auf, „seiner internationalen Verantwortung als Mitglied des UN-Sicherheitsrates gerecht zu werden“ und den „verheerenden Angriff“ zu beenden. CDU-Partei- und Fraktionschef Friedrich Merz traf in Kiew den ukrainischen Präsidenten. Großbritannien sagte der Ukraine weitere Waffenlieferungen in Höhe 300 Millionen £ zu. Neben Drohnen, Radfahrzeugen und Radargeräten sollen auch Präzisionsflugkörper Brimstone mit einer Reichweite von ca. 50 km bereitgestellt werden.

### 4. Mai

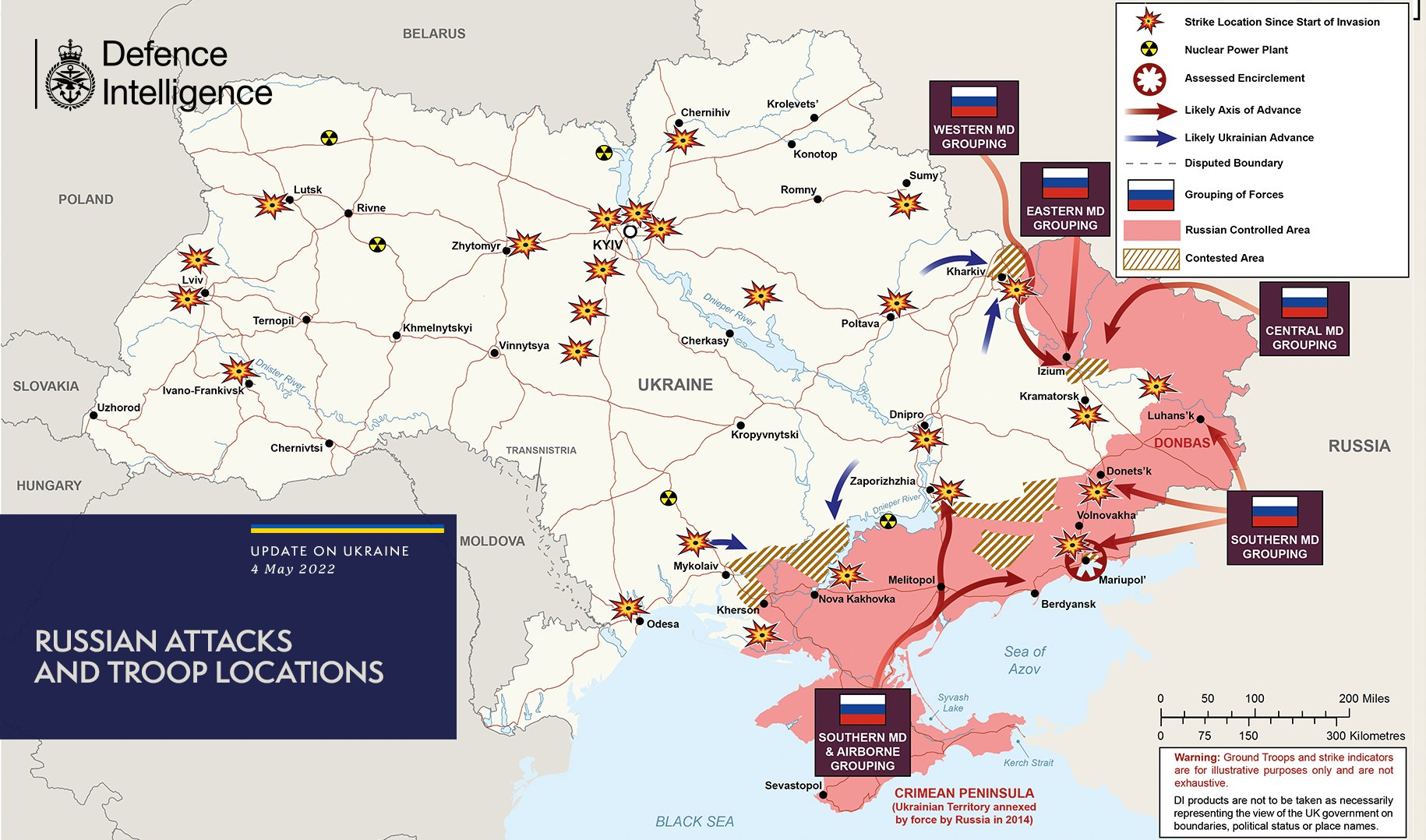
Lagebild in einer Veröffentlichung des britischen Verteidigungsministeriums am 4. Mai

Die USA halfen der Ukraine laut einem Bericht der New York Times bei der Tötung russischer Generäle. Die ukrainische Armee hatte nach eigenen Angaben 12 russische Generäle getötet. Der Sprecher des US-Verteidigungsministeriums, John Kirby, bestätigte allgemein, dass die USA der Ukraine Informationen lieferten. Dementiert wurde aber, dass Informationen über einen Frontbesuch General Gerassimows, des Chefs des Generalstabs der Streitkräfte der Russischen Föderation, weitergegeben wurden, die zu seiner Verletzung am 1. Mai führten.
In der täglichen Lagemitteilung des britischen Verteidigungsministeriums wurde ein Einsatz von 22 russischen Bataillonen im Raum Isjum so bewertet, dass auf Kramatorsk und Sjewjerodonezk vorgestoßen werden solle. So könne die Kontrolle über den Nordosten des Donbass konsolidiert und ein Zwischenziel zur Einkesselung ukrainischer Truppen gewonnen werden. Obwohl diese Operationen im Osten nicht Raum griffen, setzte Russland seine Angriffe mit Raketen im Westen der Ukraine fort, um die Nachversorgung der ukrainischen Truppen zu stören. Ebenso würden zivile Ziele wie Schulen, Krankenhäuser und Wohnbereiche angegriffen mit dem Ziel, den ukrainischen Widerstandswillen zu brechen. Die weiteren russischen Angriffe auf Odessa, Cherson und Mariupol unterstrichen die russische Absicht, die vollständige Kontrolle über die Zugänge zum Schwarzen Meer zu gewinnen, um die ukrainischen Versorgungswege zu unterbrechen und die Wirtschaft nachhaltig zu schädigen.
Das ukrainische Agrarministerium gab bekannt, Russland habe aus den besetzten Gebieten 400.000 Tonnen Getreide abtransportieren lassen und damit ein Drittel der Vorräte in den Regionen Cherson, Saporischschja, Donezk und Luhansk. Werde der Getreidebestand weiter reduziert, drohe eine Hungersnot; in Mariupol herrsche sie bereits seit März.
Gegenüber dem Wall Street Journal erklärte der ukrainische Präsident, dass er kein Waffenstillstandsabkommen akzeptieren werde, das den russischen Streitkräften erlauben würde, in besetzten Gebieten zu bleiben. Sein Land werde „keinen eingefrorenen Konflikt akzeptieren“.
Nach Schätzungen des Center for Strategic and International Studies (CSIS) starteten die Streitkräfte Russlands seit Beginn des Überfalls über 1950 ballistische Raketen und Marschflugkörper gegen Ziele in der Ukraine.
Bei einer Übung „simulierten“ rund 100 russische Soldaten in Kaliningrad nach Angaben des russischen Verteidigungsministeriums einen „elektronischen Start“ von nuklearwaffenfähigen Iskander-Raketen sowie Angriffe und eine Reaktion auf einen Gegenschlag.
Belarus übte in einem unangekündigten Militärmanöver mit seiner schnellen Eingreiftruppe die Abwehr von Boden- und Luftangriffen. Die Militärübung berge „keine Gefahr, weder für die europäische Gesellschaft im Ganzen noch für die Nachbarländer im Besonderen“, betonte die belarussische Führung.

### 5. Mai

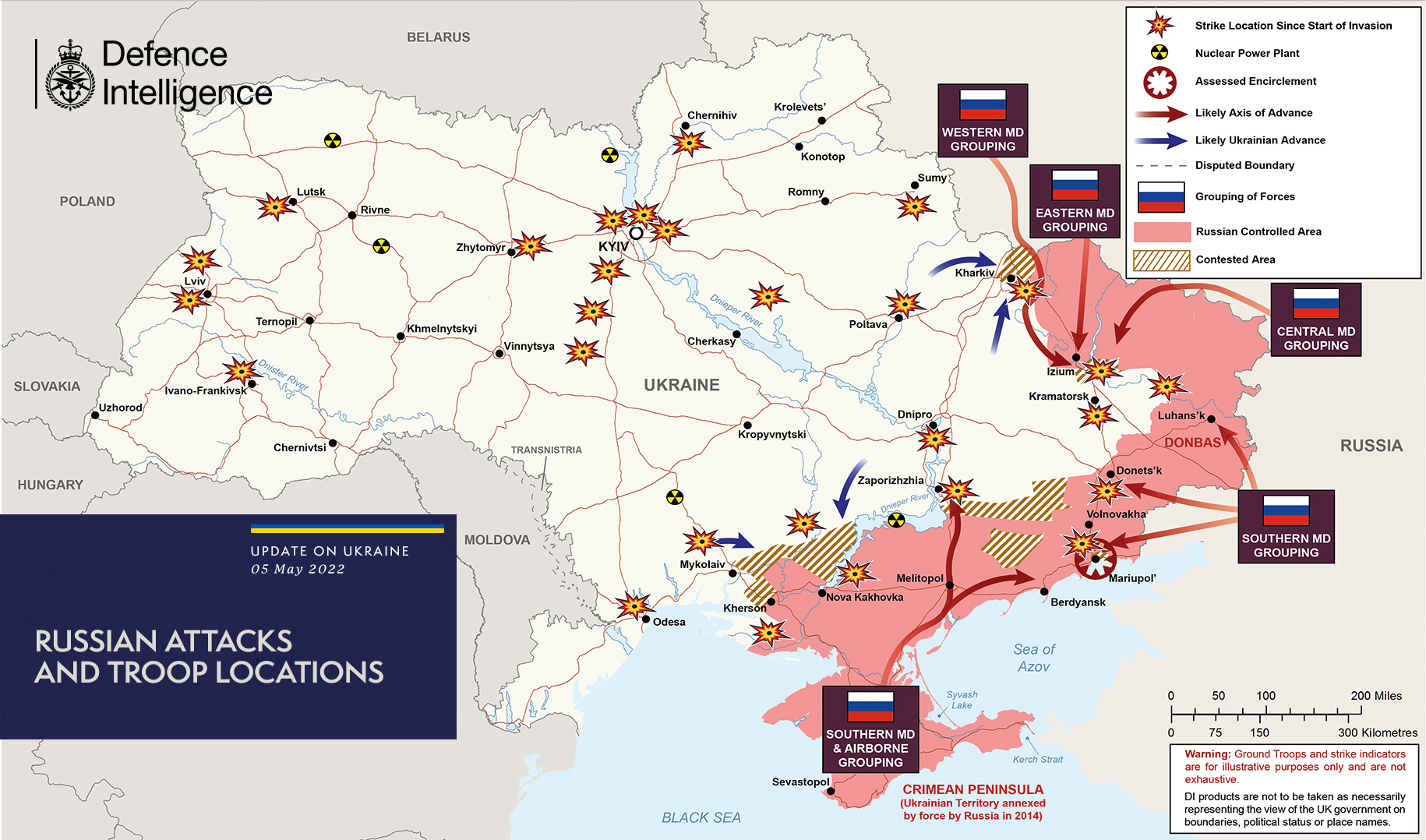
Lagebild in einer Veröffentlichung des britischen Verteidigungsministeriums am 5. Mai

Nach Einschätzung des britischen Verteidigungsministeriums bildeten die am Vortag begonnenen belarussischen Manöver normale Aktivitäten, die aber für Russland vorteilhaft seien, da sie ukrainische Kräfte im Norden binden würden. Der belarussische De-facto-Präsident und Diktator Aljaksandr Lukaschenka erklärte gegenüber Associated Press, dass Belarus alles tue, um den Krieg in der Ukraine zu beenden, und dass er selbst mit einem schnellen Sieg Russlands gerechnet habe.
In der Nacht zum 5. Mai hatte das russische Militär nach eigenen Angaben bei Artillerieangriffen 600 ukrainische Kämpfer getötet. Ebenso seien ein Militärflughafen nahe Kirowohrad bekämpft, in Mykolajiw ein Munitionsdepot vernichtet und ein Treibstofflager zerstört worden. Ukrainische Stellen meldeten nach russischem Beschuss in Kramatorsk, Tschassiw Jar, Marjinka und Awdijiwka die Beschädigung von Gebäuden; mindestens ein Toter und 25 Verletzte seien zu beklagen. Der ukrainische Generalstab meldete, dass die russische Armee erfolglos versucht habe, in den Regionen Charkiw und Donezk vorzurücken. Die Russen würden außerdem weiter mit Raketen auf Transportinfrastruktur feuern, um die Lieferung von Hilfsgütern und Waffen zu verhindern.
Bei einem Gespräch des britischen Premierministers Johnson mit dem ukrainischen Präsidenten Selenskyj wurden Lieferungen mit Waffen höherer Reichweite erörtert, um es russischen Kräften zu erschweren, zivile Ziele aus der Entfernung anzugreifen.
Nachdem Lawrows als antisemitisch kritisierte Äußerung vom 1. Mai international Empörung ausgelöst hatte, hat nach Angaben Israels Russlands Präsident Putin in einem Telefonat mit dem israelischen Ministerpräsidenten Bennett um Verzeihung gebeten.

### 6. Mai

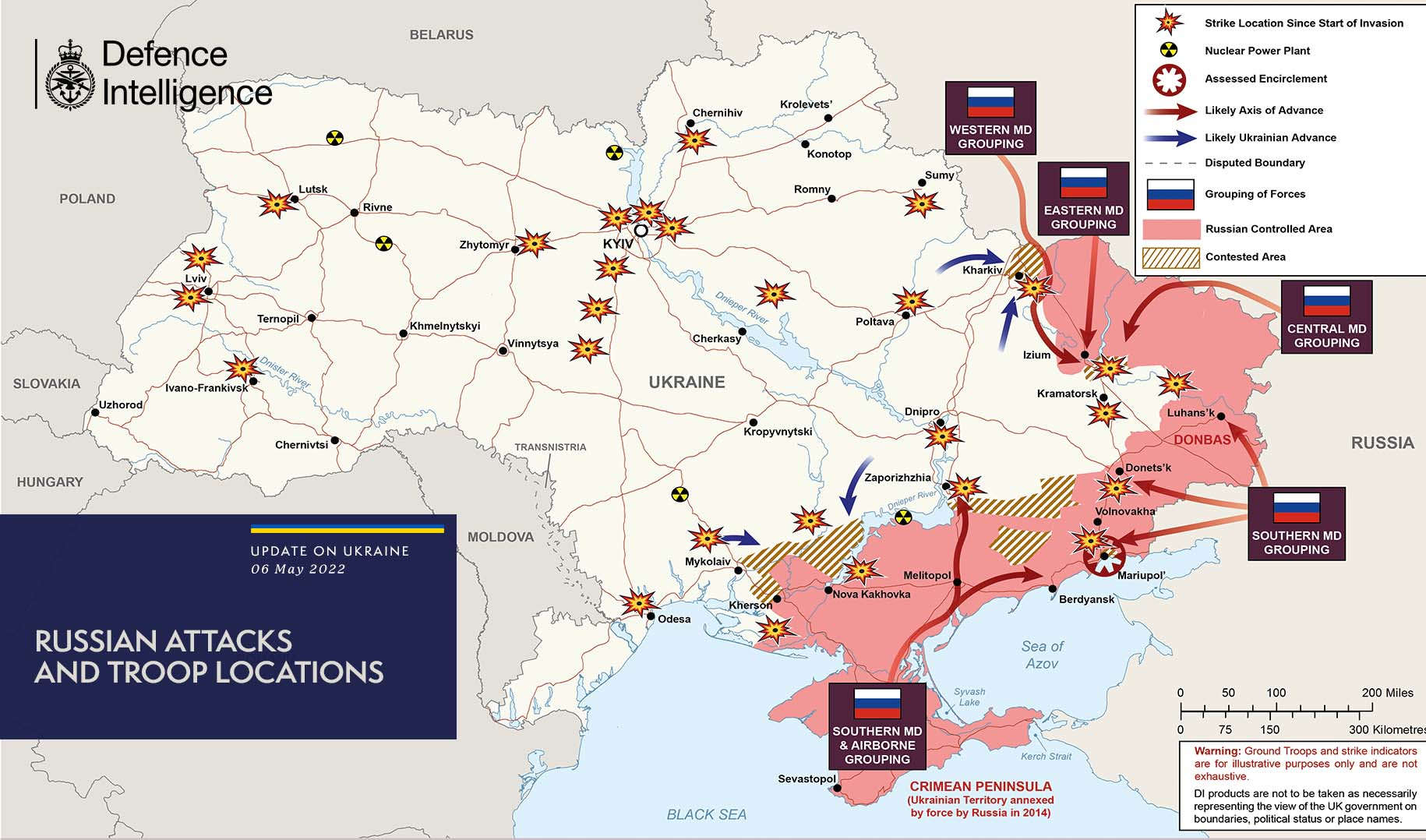
Lagebild in einer Veröffentlichung des britischen Verteidigungsministeriums am 6. Mai

Das britische Verteidigungsministerium berichtete von russischen Angriffen auf das Stahlwerk Asowstahl am zweiten Tag in Folge; dies stehe im Widerspruch zu offiziellen russischen Angaben, denen zufolge das Werk nur abgeriegelt werden solle. Diese Operationen wurden von britischer Seite im Zusammenhang mit dem kommenden nationalen Feiertag am 9. Mai zum Gedenken an den russischen Sieg im Zweiten Weltkrieg und Präsident Putins Wunsch nach einem symbolischen Erfolg in der Ukraine gesehen; entsprechend würden, so das britische Ministerium, Personal, Material und Munition aufgewendet, was die übrigen Operationen Russlands im Donbass beeinträchtigen werde. Im Donbass versucht das russische Militär laut dem US-amerikanischen Militärexperten Michael Kofman eine Einkesselung ukrainischer Verbände bei Sjewjerodonezk und bei Slowjansk/Kramatorsk.
Bis Anfang Mai 2022 hatte das russische Militär durch den Krieg 15 bis 20 Prozent seiner Panzer und schweren gepanzerten Kampffahrzeuge verloren. Zugleich hatte die Militärverwaltung der russischen Streitkräfte Schwierigkeiten, neue Zeit- und Berufssoldaten zu gewinnen und bestehende Verträge zu verlängern.

### 7. Mai

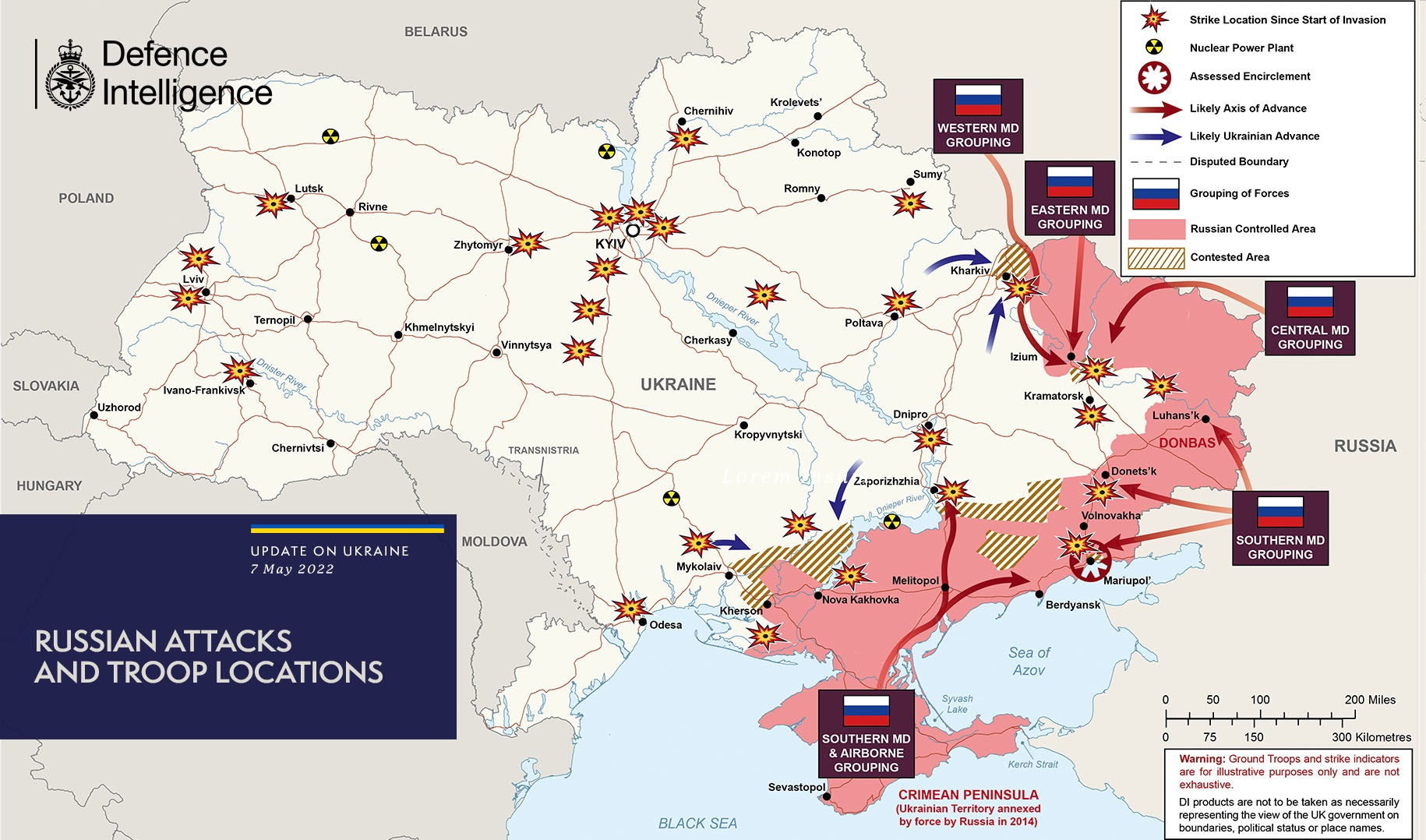
Lagebild in einer Veröffentlichung des britischen Verteidigungsministeriums am 7. Mai

Nach Analyse der US-amerikanischen Denkfabrik Institute for the Study of War (ISW) vom 7. Mai macht die ukrainische Gegenoffensive nordöstlich von Charkiw erhebliche Fortschritte. Die russischen Streitkräfte wichen angesichts erfolgreicher ukrainischer Angriffe aus und zerstörten drei Brücken, um den ukrainischen Angriff zu verlangsamen. Die Zerstörung der Brücken deute darauf hin, dass die russischen Streitkräfte absehbar hier keine Gegenoffensive planen würden.
Die russische Gruppe Wagner, von der Kräfte auf russischer Seite in der Ukraine eingesetzt sind, veröffentlichte in ihrem Telegram-Kanal die Forderung, 600.000 bis 800.000 Soldaten einzusetzen, um den Sieg über die Ukraine sicherzustellen.
Die russische Hackergruppe Killnet hat sich im Messengerdienst Telegram zu Attacken unter anderem gegen das deutsche Bundesverteidigungsministerium, den Bundestag, die Bundespolizei sowie mehrere Landespolizeibehörden bekannt. Auch die Website der SPD sei betroffen gewesen. Der SPD-Vorsitzende Lars Klingbeil hat eine Neuausrichtung der Ostpolitik seiner Partei angekündigt. Der Satz im Grundsatzprogramm der SPD, wonach Sicherheit in Europa nur mit Russland zu erreichen sei, stimme vor dem Hintergrund des Ukraine-Krieges nicht mehr. Künftig müsse man stärker mit den osteuropäischen Staaten kooperieren. Aus dem belagerten Stahlwerk Asowstahl in der ukrainischen Hafenstadt Mariupol sind offiziellen Angaben zufolge die letzten Frauen, Kinder und älteren Menschen evakuiert worden. Die Menschenrechtskommissarin des Europarats, Dunja Mijatović, hat nach einem viertägigen Besuch in der Region Kiew umfassende Menschen- und Völkerrechtsverletzungen durch russische Streitkräfte beklagt. Ausmaß und Schwere der Taten seien „erschütternd“, erklärte Mijatović.
Die pro-russische Separatistenregion Transnistrien meldete erneut Angriffe. Im Bereich eines Flugplatzes bei der Ortschaft Woronko nahe der ukrainischen Grenze habe es wie am Vortag Explosionen gegeben. Kiew wirft Russland vor, die Region destabilisieren zu wollen.

### 8. Mai

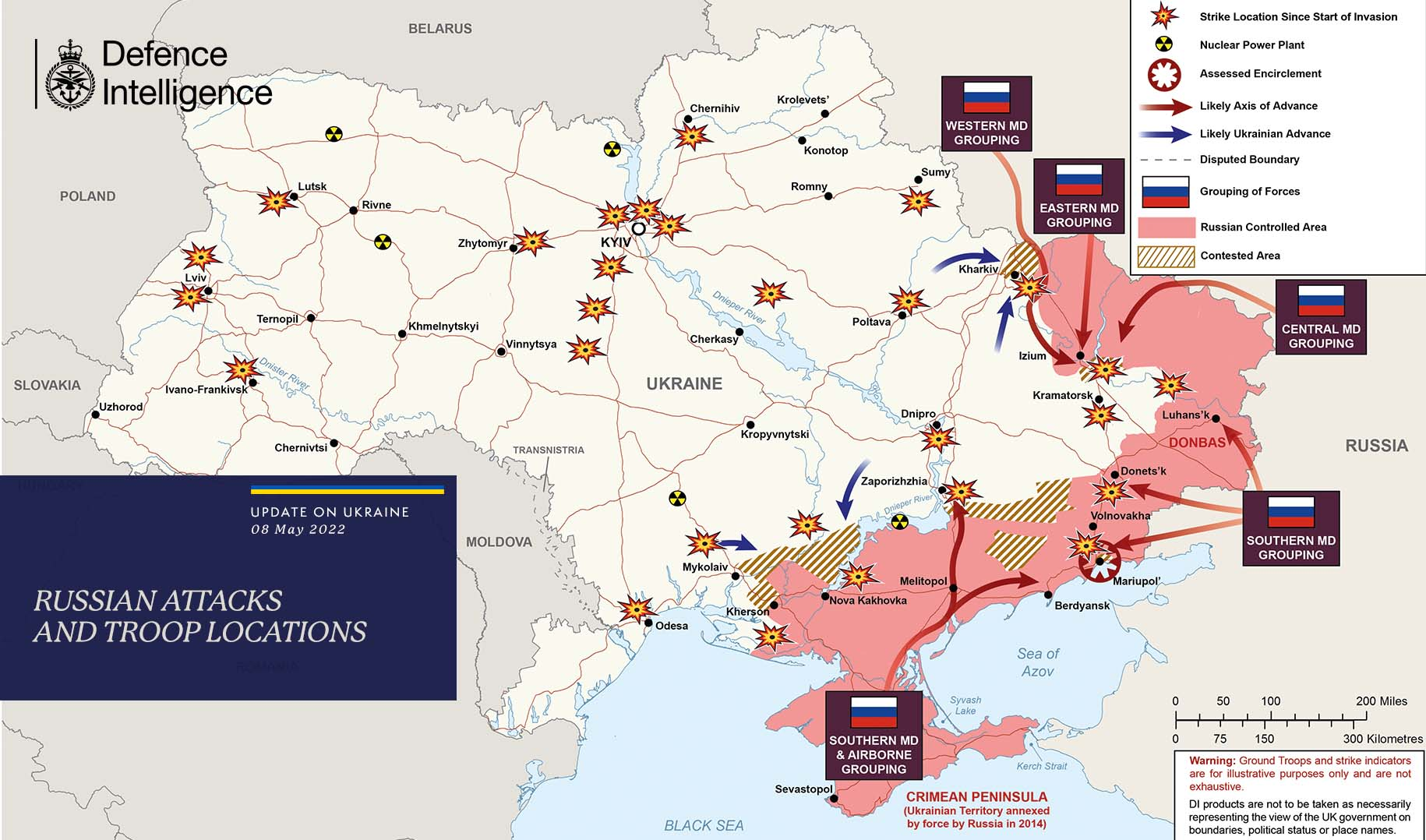
Lagebild in einer Veröffentlichung des britischen Verteidigungsministeriums am 8. Mai

Am 8. Mai traf der ukrainische Präsident Wolodymyr Selenskyj sowohl die Bundestagspräsidentin Bärbel Bas als auch den kanadischen Premier Justin Trudeau in Kiew. Anlässlich des Tages der Befreiung wendete sich der ukrainische Präsident mit einem neben den täglichen Videoansprachen gesonderten Statement an die Bevölkerung. Auch der russische Präsident, Wladimir Putin, veröffentlichte eine Grußbotschaft: „Leider erhebt der Nationalsozialismus heute wieder sein Haupt“, heißt es in einer an die Ukrainer gerichteten Passage. „Unsere heilige Pflicht ist es, die ideologischen Erben derer, die besiegt wurden“, daran zu hindern, sich „ihre Revanche“ zu verschaffen.
Der Gouverneur der Oblast Luhansk, Serhij Hajdaj, meldete, dass russische Truppen die Kleinstadt Popasna erobert haben und ukrainische Truppen auf Stellungen außerhalb der Stadt ausgewichen seien. Darüber hinaus sei Popasna aufgrund eines zweimonatigen Beschusses „bis auf die Grundmauern zerstört“. In derselben Oblast wurde eine Schule in Bilohoriwka, in der 90 Personen in einem darin befindlichen Bunker Zuflucht gesucht hatten, beschossen. Zunächst konnten dort 30 Menschen lebend aus den Trümmern gerettet werden.
Der ukrainische Generalstab meldete, dass russische Truppen außerdem im Donbass versuchten, auf Slowjansk, Sjewjerodonezk, Kurachowe, Nowomychajliwka und Awdijiwka vorzurücken. Auch im nördlichen Gebiet der Oblast Charkiw habe es Kämpfe gegeben. Dort jedoch seien die russischen Truppen in die Defensive geraten.
Laut Meldungen sowohl von russischer als auch von ukrainischer Seite gab es bei den Kämpfen um die Schlangeninsel am und in den Tagen vor dem 8. Mai Materialverluste auf beiden Seiten. Das ukrainische Militär meldete die Zerstörung eines russischen Landungsbootes, während die russischen Streitkräfte erklärten, drei Su-24-Bomber, einen Mi-24-Hubschrauber, einen Su-27-Kampfjet, eine Korvette und eine Bayraktar-Drohne zerstört zu haben.

### 9. Mai

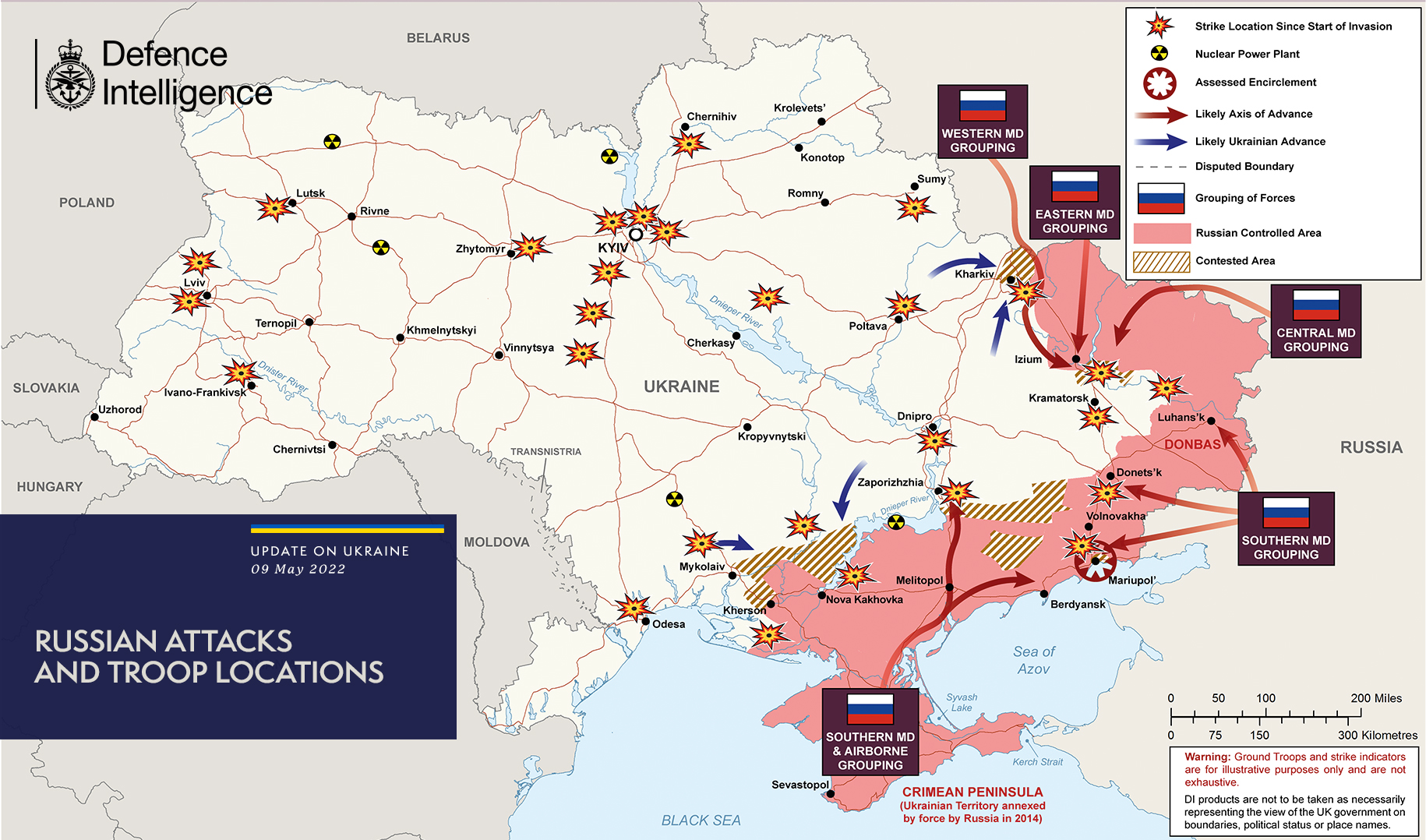
Lagebild in einer Veröffentlichung des britischen Verteidigungsministeriums am 9. Mai

Analysten des ISW stellten nach US-Regierungsquellen am 9. Mai den Einsatz von insgesamt 97 russischen taktischen Bataillonskampfgruppen in der Ukraine dar. Die Verbände würden jedoch fortlaufend aus dem Gefecht herausgezogen, umgegliedert, aufgefrischt und dann wieder eingesetzt. Die Begründung läge darin, dass die russischen Bodenkräfte weiterhin substantielle Verluste erleiden würden. Aus ukrainischen Quellen berichtete das ISW, dass immer noch schlecht ausgebildete und mangelhaft ausgerüstete Wehrpflichtige trotz anderslautender Behauptungen des Kremls eingesetzt würden. Ebenso ging aus einer Quelle des US-Verteidigungsministeriums hervor, dass Kampfmoral und Disziplin russischer Truppen insbesondere im umkämpften Raum Saporischschja mangelhaft wären und u. a. zu Alkoholmissbrauch und zur Sabotage eigenen Geräts führten.
Anlässlich des Feiertags zum Gedenken des sowjetischen Sieges im Zweiten Weltkrieg hielt der russische Präsident Wladimir Putin bei einer Militärparade auf dem Roten Platz eine Ansprache an die Bevölkerung. Unter anderem führte er aus, die russische „Intervention“ in der Ukraine sei notwendig gewesen, weil der Westen „sich auf eine Strafaktion gegen den Donbass und die Invasion unserer historischen Gebiete, einschließlich der Krim, vorbereitete“. Während der Feierlichkeiten kam es in mehreren russischen Städten zu Protestaktionen durch Einzelpersonen gegen den Krieg in der Ukraine, ebenso wurden Proteste in Fernsehsendern, teils durch Manipulation von Mitarbeitern, teils durch Hackerangriffe veröffentlicht. Anlässlich einer geplanten Kranzniederlegung durch den russischen Botschafter auf einem sowjetischen Soldatenfriedhof in Warschau kam es zu einem Farbbeutelanschlag durch pro-ukrainische Aktivisten. Botschafter Sergei Andrejew und andere Diplomaten wurden mit roter Farbe übergossen, die Veranstaltung wurde abgebrochen. Das russische Außenministerium bewertete das als Tat der „Bewunderer von Neo-Faschisten“.
Aufgrund der Besetzung der Stadt Cherson durch russische Streitkräfte verließen nach Angaben des Gebietsverwaltungsleiters bis Mai 2022 etwa 45 Prozent der Bevölkerung die Stadt.
Erstmals in diesem Konflikt starteten russische Tu-22M-Bomber Raketen vom Typ Ch-22 gegen Ziele in der Ukraine. Die aus der Sowjetzeit stammenden Raketen wurden gegen Ziele in der Region Donezk eingesetzt.
Der Besuch von EU-Ratspräsident Charles Michel in der ukrainischen Hafenstadt Odessa ist wegen eines Raketenangriffs vorübergehend unterbrochen worden. Er besprach mit Mitgliedern der ukrainischen Staatsführung u. a. Maßnahmen für den Wiederaufbau der Ukraine.
Am 9. Mai unterschrieb US-Präsident Joe Biden das Gesetz mit dem Namen Ukraine Democracy Defense Lend-Lease Act of 2022. Damit kann der Ukraine eine Belieferung mit US-amerikanischen Militärgütern in der Weise zuteilwerden, wie dem Vereinigten Königreich und weiteren Alliierten im Zweiten Weltkrieg durch das Leih- und Pachtgesetz.
Die Nachrichtenagentur Reuters berichtete von einer Einberufung des UN-Menschenrechtsrats am 12. Mai zur Befassung mit den in der Ukraine begangenen Kriegsverbrechen. 

### 10. Mai

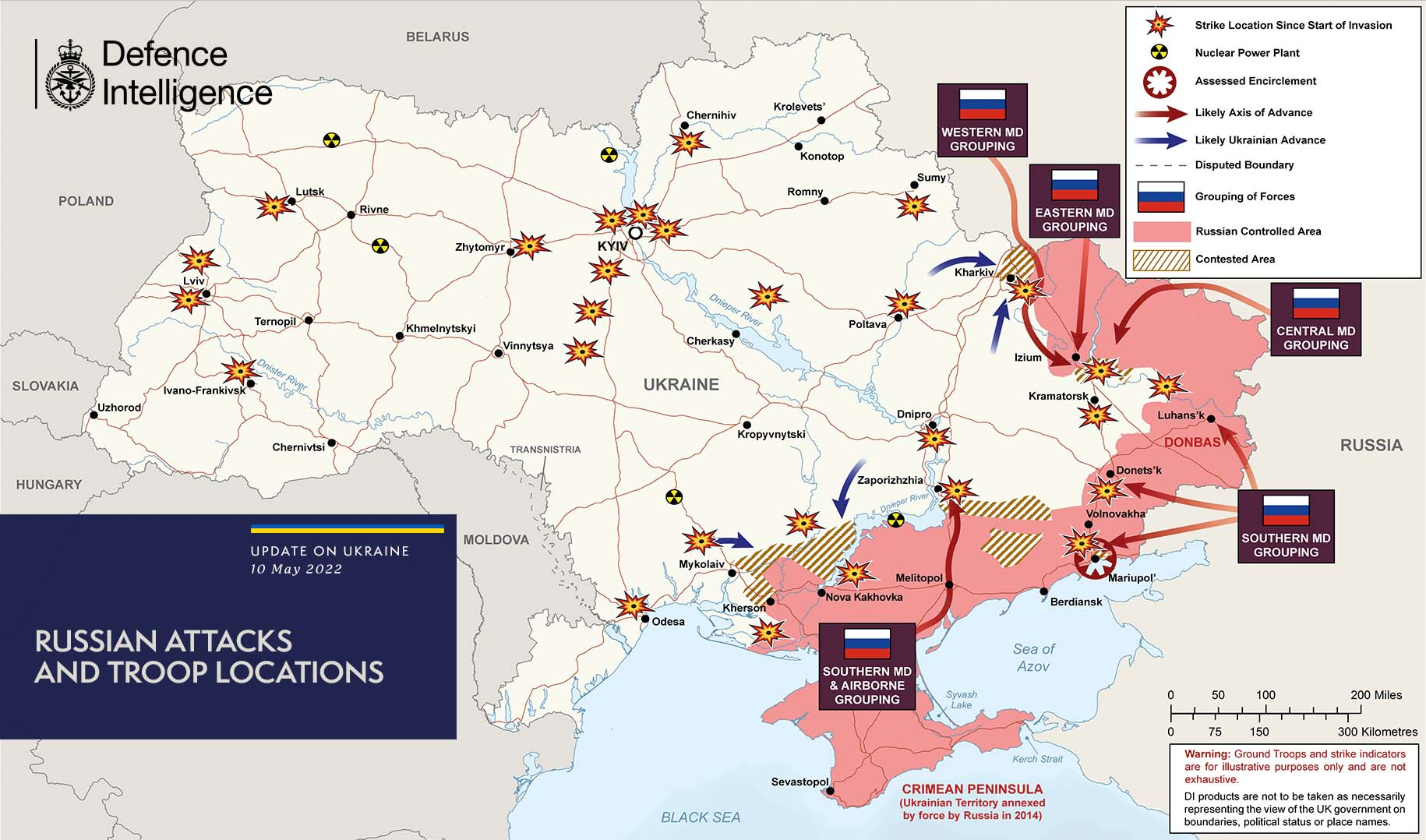
Lagebild in einer Veröffentlichung des britischen Verteidigungsministeriums am 10. Mai

In der Nacht auf den 10. Mai gab es nach ukrainischen Angaben Bombardierungen auf die Stadt Odessa mit Kinschal-Raketen.
Das ISW berichtete, dass die ukrainische Gegenoffensive nördlich von Charkiw die russischen Truppen am 10. Mai weiterhin erfolgreich in Richtung der russisch-ukrainischen Grenze drängte. Ukrainische Streitkräfte befreiten demzufolge mehrere Städte nördlich von Charkiw und nahmen weiteres Gelände weiter nördlich des kürzlich befreiten Staryj Saltiw.
Nach der Einnahme von Popasna sind die prorussischen Separatisten in der Ostukraine nach Militärangaben aus Moskau an der Verwaltungsgrenze der Oblast Luhansk angekommen. Der Luhansker Gouverneur Serhij Hajdaj bezeichnete diese Aussagen hingegen als „Fantasie“.
Russische Streitkräfte würden aus dem Gebiet Isjum nach Norden verlegt, um zu versuchen, den Druck dieser Gegenoffensive zu mindern und weitere Vorstöße nach Norden in Richtung der russischen Grenze zu verhindern. Beginn der viertägigen Schlacht am Siwerskyj-Donez-Bogen rund 25 Kilometer von Lyman entfernt. Russische Truppen überquerten den Fluss und wurden sofort unter Feuer genommen. Der belarussische Verteidigungsminister Wiktar Chrenin kündigte am 10. Mai eine zweite Phase der laufenden Übungen der belarussischen Streitkräfte als Reaktion auf die Stationierung von Truppen der NATO in Polen und in den Baltischen Staaten sowie die laufenden Übungen der NATO an, die er als NATO-Eskalation bezeichnete. Der erste stellvertretende belarussische Verteidigungsminister Wiktar Hulewitsch beschuldigte die USA und ihre Verbündeten, eine Militärpräsenz an den belarussischen Grenzen aufgebaut zu haben, und behauptete, dass Polen und die baltischen Staaten belarussisches Territorium durch Aufklärung, Sabotage und Spezialoperationen bedrohen. Das ISW bewertete diese Erklärungen als in Belarus gewohnte Rhetorik seit Ausbruch des Krieges und nicht als Anzeichen für einen möglichen Kriegseintritt. Die innenpolitische Lage in Belarus sei zu fragil und ein Kriegseintritt von Belarus für die Stabilität des Regimes zu risikoreich.
Nach dem Farbanschlag auf den russischen Botschafter in Polen erklärte der russische Außenminister, dass Russland jedoch nicht beabsichtige, die eigenen Botschaften in Europa zu schließen.
Der nordkoreanische Machthaber Kim Jong-un hat seine Solidarität mit Russland bekundet.
Mit der Außenministerin Annalena Baerbock traf erstmals ein Mitglied der deutschen Bundesregierung in Kiew ein. Dort traf sie sowohl den Außenminister der ukrainischen Regierung, Dmytro Kuleba, als auch den ukrainischen Präsidenten. Zugleich wurde die Deutsche Botschaft in Kiew wiedereröffnet.
Bei einer Anhörung im US-Senat äußerte US-Geheimdienstkoordinatorin Avril Haines die Erwartung, dass sich Russland nicht mit einer vollständigen Annexion des Donbass begnügen, sondern weiterhin seine strategischen Ziele in Europa verfolgen und sich auch auf eine längere Kriegsführung einstellen werde. Russland rechne mit einem Nachlassen des US-amerikanischen und europäischen Engagements in der Ukraine angesichts steigender Inflation und Lebensmittelknappheit. Es sei daher nicht mit einer russischen Verhandlungsbereitschaft zu rechnen.

### 11. Mai

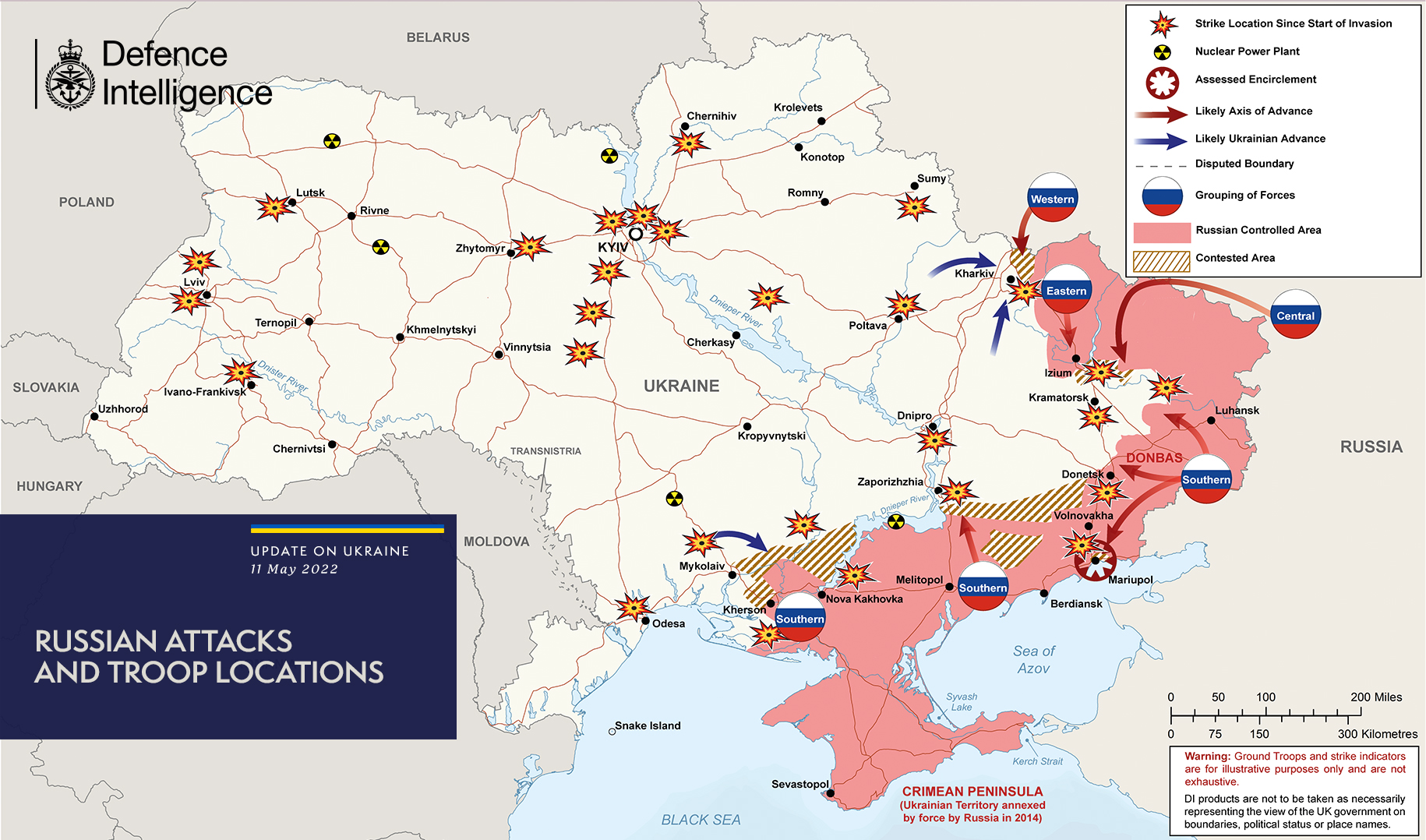
Lagebild in einer Veröffentlichung des britischen Verteidigungsministeriums am 11. Mai

In seiner täglichen Analyse berichtete das ISW, dass die russischen Streitkräfte nirgendwo in der Ukraine nennenswerte Fortschritte machten, während die ukrainischen Streitkräfte nordöstlich von Charkiw weiter Gelände nehmen konnten. Die ukrainische Gegenoffensive nördlich von Charkiw-Stadt hat russische Truppen in die Defensive gedrängt und Verstärkungs- und Nachschubmaßnahmen erforderlich gemacht, um weitere ukrainische Vorstöße in Richtung der russischen Grenze zu verhindern. Die russischen Bemühungen entlang der Südachse auf Odessa und in den Oblasten Donezk und Luhansk waren ähnlich ins Stocken geraten und die russischen Streitkräfte haben angesichts der anhaltend erfolgreichen ukrainischen Verteidigung keine nennenswerten Fortschritte erzielt. Das britische Verteidigungsministerium berichtete von einer Intensivierung von Gefechten um die Schlangeninsel und den dortigen Seeraum. Russland versuche, seine exponierte Stellung dort zu verstärken, um mit Einsatz von Luftverteidigung und Marschflugkörpern das nordwestliche Schwarze Meer zu dominieren. Die Ukraine hatte russische Luftverteidigungs- und Versorgungsschiffe erfolgreich mit Bayraktar-Drohnen angegriffen. Nach einem Rückzug der russischen Marine auf die Krim sowie nach dem Verlust der Moskwa hätten Russlands Versorgungsschiffe im westlichen Schwarzen Meer nur minimalen Schutz.
Das Repräsentantenhaus in Washington hat ein von US-Präsident Joe Biden beantragtes Hilfspaket für die Ukraine um fast vierzig Milliarden Dollar aufgestockt und mit großer Mehrheit verabschiedet. In Deutschland begann die Ausbildung ukrainischer Soldaten an der Panzerhaubitze 2000. Die prorussischen Behörden im besetzten Cherson wollen der Nachrichtenagentur TASS zufolge unter Berufung auf einen Beamten der Besatzungsverwaltung von Cherson um die Eingliederung der südukrainischen Region in Russland bitten. Offenbar zur Erleichterung eigener Angriffe hat die russische Militärführung internationale Organisationen zur Evakuierung ostukrainischer Orte aufgerufen. Schweden und Großbritannien haben anlässlich des Besuchs von Premierminister Boris Johnson einen militärischen Beistandspakt geschlossen, der beiden Ländern die Hilfe des jeweils anderen im Angriffsfall garantiert. Bei seiner Weiterreise nach Finnland wurde ein gleichartiger Vertrag auch mit der dortigen Regierung unterzeichnet. Die prorussische Hackergruppe Killnet hat die Websites mehrerer staatlicher Stellen in Italien angegriffen. Die Internetauftritte des italienischen Verteidigungsministeriums und des Senats in Rom waren nicht erreichbar. Die Ukraine hat seit den Morgenstunden kriegsbedingt die Lieferungen von russischem Gas über die besonders umkämpfte ostukrainische Oblast Luhansk in Richtung Europa reduziert.

### 12. Mai

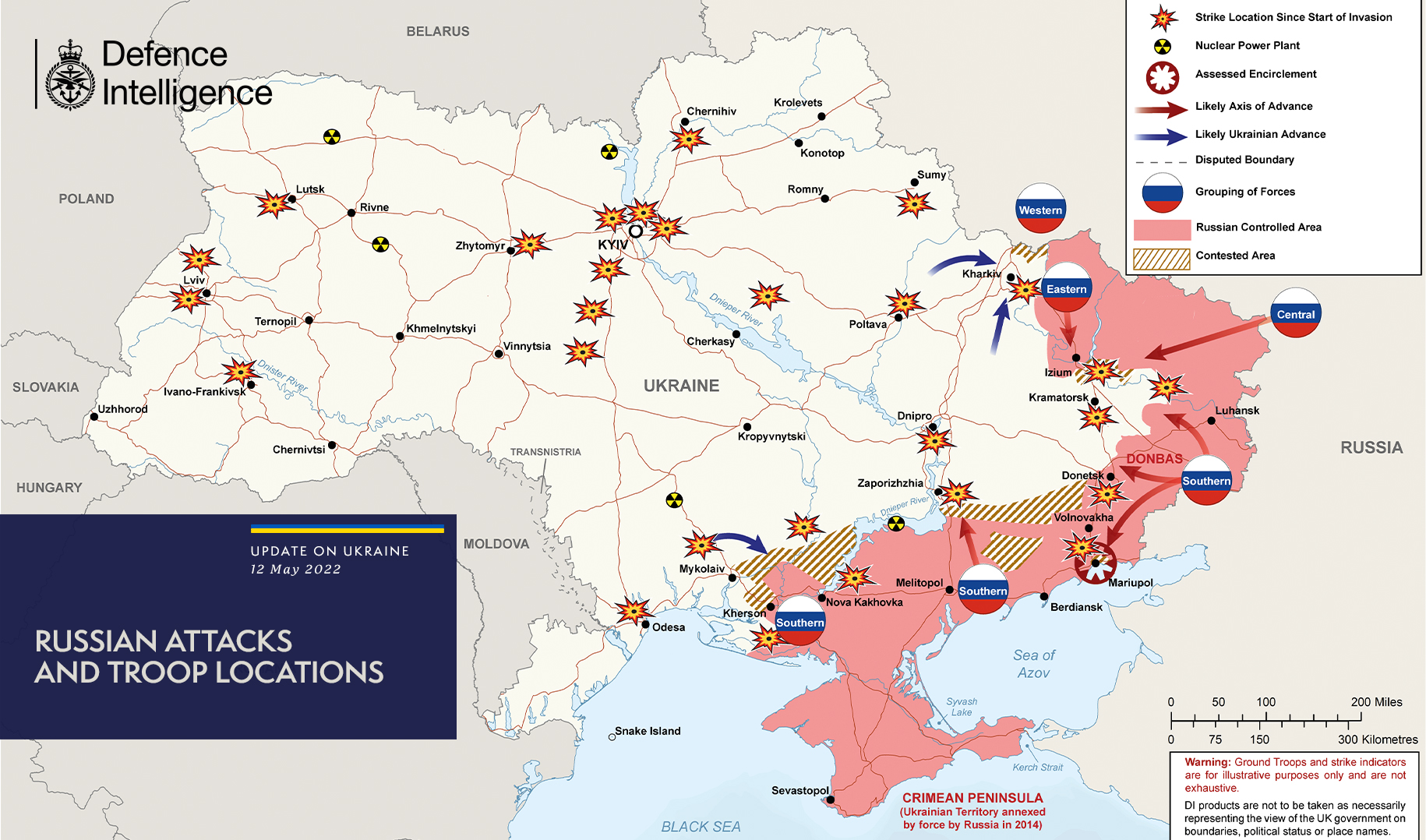
Lagebild in einer Veröffentlichung des britischen Verteidigungsministeriums am 12. Mai

Am zweiten Tag der viertägigen Schlacht am Siwerskyj-Donez-Bogen rund 25 Kilometer von Lyman entfernt erlitten zwei russische Bataillone schwere Verluste, als dutzende Panzer und weitere Fahrzeuge mithilfe einer Pontonbrücke den Siwerskyj Donez überqueren wollten und dabei von Artillerie und Raketen beschossen wurden. Dabei wurden mehr als 80 Militärfahrzeuge zerstört und etwa 480 Soldaten getötet oder verwundet.
Im Morgenbericht konstatierte ein Sprecher des ukrainischen Generalstabs, dass es dem Gegner trotz Zerstörung dieser Pontonbrücken und Zerschlagung einer taktischen Bataillonskampfgruppe gelungen sei, über den Fluss zu gelangen: „Die Situation hat sich bedeutend verschlechtert.“ Die Versorgungsroute von den Orten Bachmut nach Lyssytschansk und Sjewjerodonezk ist demnach zusammen mit den russischen Vorstößen vom eroberten Popasna aus weiter akut gefährdet. Die russischen Streitkräfte hatten nach ukrainischen Angaben ihre Angriffe im Osten des Landes verstärkt und dabei teilweise in der Region Donbass Geländegewinne erzielt. Unterstellt wurden dabei die Zielsetzung einer vollständigen Kontrolle der Oblaste Donezk und Luhansk sowie der Oblast Cherson. Die russischen Attacken im Donbass zielten demnach auf die Städte Sjewjerodonezk, Lyman, Bachmut, Awdijiwka und Kurachowe sowie das großteils schon von russischen Kräften besetzte Rubischne. Wenig Veränderungen gibt es dem Lagebericht nach hingegen in Mariupol. Dort würden die im Stahlwerk verschanzten Verteidiger weiterhin von der russischen Luftwaffe bombardiert. Außerdem wurden Artilleriegefechte aus dem Süden der Ukraine gemeldet, sowohl aus dem Gebiet Saporischschja als auch Richtung Mykolajiw und Krywyj Rih.
Das russische Verteidigungsministerium erklärte demgegenüber, russische Streitkräfte hätten am 11. und 12. Mai mit Luft- und Raketenangriffen mehr als 320 ukrainische Soldaten getötet und 72 Militärfahrzeuge außer Gefecht gesetzt. Es seien 400 Truppenansammlungen und Militärkonvois, zwölf Gefechtsstände und 26 gegnerische Artilleriestellungen unter Feuer genommen worden. Zerstört worden seien unter anderem ein S-300-Luftabwehrraketensystem in der Region Charkiw, eine Radarstation bei Odessa und zwei Munitionslager bei Tschernihiw. Laut dem ehemaligen militärpolitischen Berater von Bundeskanzlerin Angela Merkel, Brigadegeneral a. D. Erich Vad, ist eine Befreiung des Donbass von russischen Streitkräften gegenwärtig unmöglich. So ständen dort auf einer circa 500 Kilometer breiten Front 100.000 russische Soldaten, die „am Boden und in der Luft die militärische Dominanz“ hätten.
The Moscow Times berichtete, dass Wladimir Putin die Zuständigkeit für die nachrichtendienstliche Aufklärung dem bisher verantwortlichen FSB bereits längere Zeit entzogen und dem GRU übertragen habe. Der Wechsel sei durch die Berichterstattung eines regierungsnahen TV-Senders aber jüngst öffentlich geworden. Der stellvertretende Leiter des GRU, Wladimir Alexejew, wurde in dem Bericht als verantwortliche Person benannt. The Moscow Times analysiert als Grund ein Versagen des FSB in Vorbereitung des Überfalls auf die Ukraine durch Fehlinterpretationen der Lage in der Ukraine und frühzeitige Aufdeckung der Invasionspläne durch westliche Nachrichtendienste.
Nachdem sich der finnische Präsident Sauli Niinistö und Ministerpräsidentin Sanna Marin für einen unverzüglichen NATO-Beitritt ihres Landes ausgesprochen hatten, erklärte das russische Außenministerium, dass Russland dann gezwungen sein würde, „sowohl militärisch-technische als auch andere Gegenmaßnahmen zu ergreifen, um wachsende Bedrohungen für seine nationale Sicherheit zu stoppen.“
Russland und mit ihm verbündete bewaffnete Gruppen waren nach Angaben der UN-Menschenrechtskommissarin Michelle Bachelet für die meisten zivilen Opfer im Ukraine-Krieg verantwortlich. Der Menschenrechtsrat der Vereinten Nationen habe eine Kommission eingerichtet, die Beweismaterial für etwaige Kriegsverbrecherprozesse sammeln soll.
Die ukrainische Generalstaatsanwaltschaft hat den ersten Prozess wegen Kriegsverbrechen gegen einen russischen Soldaten angekündigt. Laut einer Mitteilung wurde ein 21-jähriger Russe beschuldigt, aus dem Fenster eines gestohlenen Autos heraus einen Zivilisten getötet zu haben, der Zeuge des Diebstahls war.
Nach rund 170 Jahren stellte der Industriekonzern Siemens wegen des Ukraine-Kriegs sein Geschäft in Russland ein, erklärte Konzernchef Roland Busch.
Nach Angaben des russischen Gazprom-Konzerns fiel der Transit russischen Gases durch die Ukraine am Donnerstag um fast ein Drittel geringer aus.

### 13. Mai

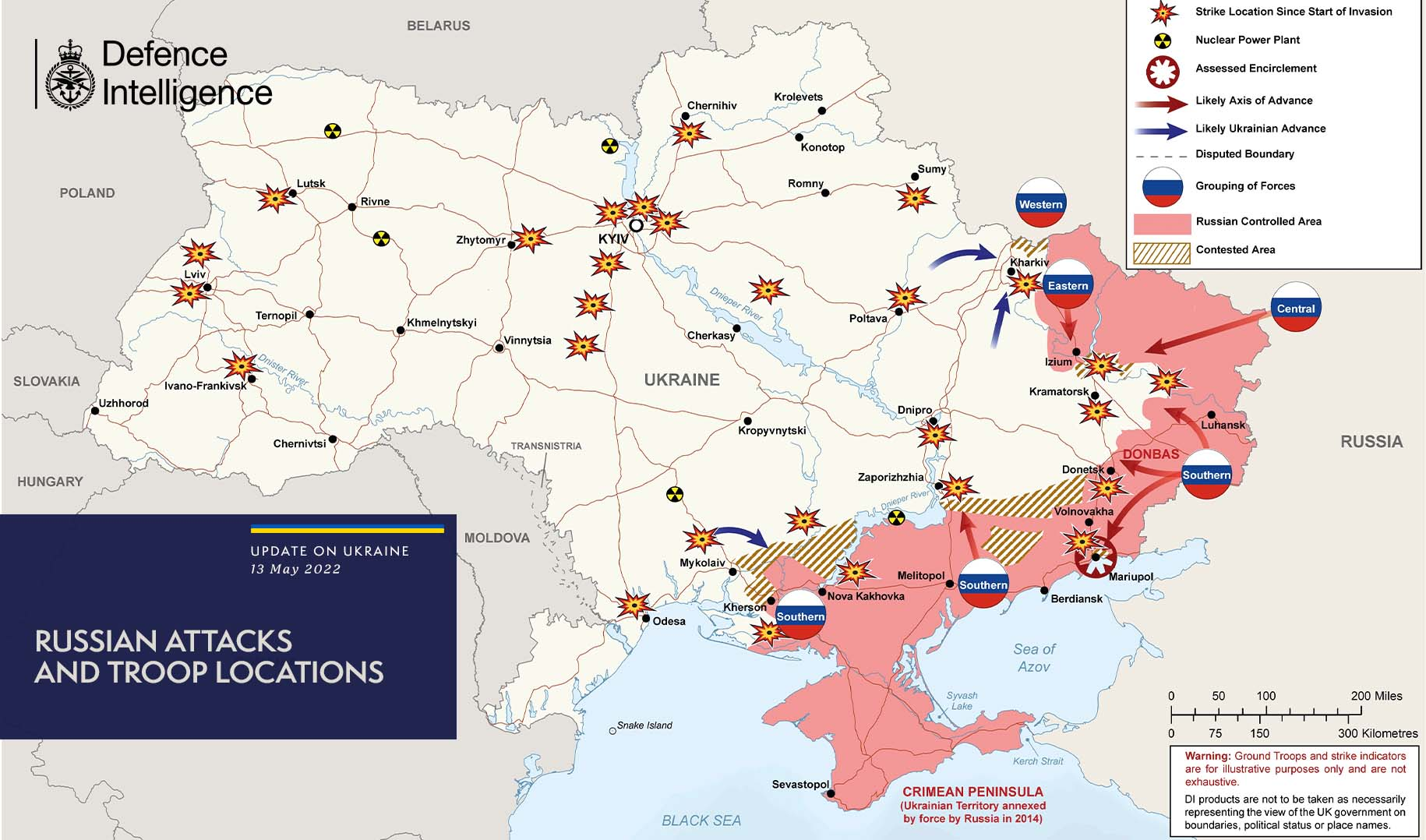
Lagebild in einer Veröffentlichung des britischen Verteidigungsministeriums am 13. Mai

Russland verstärkte nach Analysen des britischen Verteidigungsministeriums am Morgen seine Operationen im Raum Isjum und Sjewjerodonezk, um einen Durchbruch in Richtung Slowjansk und Kramatorsk zu erreichen. Man vermutete die russische Absicht darin, die ukrainischen Streitkräfte in diesem Raum einzuschließen und sie von der Unterstützung im Westen des Landes abzuschneiden. Die russischen Streitkräfte hatten jedoch trotz der Konzentration der Streitkräfte in diesem Gebiet nach dem Abzug und der Umverteilung von Einheiten aus den Oblasten Kiew und Tschernihiw keine nennenswerten Fortschritte erzielt. Ebenso wurde die gescheiterte Überquerung des Siwerskyj Donez westlich von Sjewjerodonezk am 11. oder 12. Mai 2022 mit Zerschlagung einer taktischen Bataillonskampfgruppe und Zerstörung des Brückengeräts analysiert: Die Durchführung von Flussüberquerungen in einem umkämpften Umfeld wäre ein höchst riskantes Manöver und spräche für den Druck, unter dem die russischen Kommandeure stehen, um bei ihren Operationen in der Ostukraine Fortschritte zu erzielen.
Das ISW zog in seiner Analyse einen nachhaltigen Erfolg der russischen Operationen in den Gefechten um Sjewjerodonezk und Lyssytschansk in Zweifel: Das Gelände wäre dort wieder überwiegend urban geprägt, was bisher immer ein ausschlaggebender Vorteil für die ukrainischen Streitkräfte war. Das ISW verwies auch auf zunehmende Berichte von Demoralisierung und Gehorsamsverweigerung bei den russischen Truppen im Osten der Ukraine. Auch die ukrainische Gegenoffensive um Charkiw zwänge die russische Truppenführung im Gegensatz zur ursprünglichen Absicht zu Abwehrgefechten.
Satellitenbilder des US-Unternehmens Maxar zeigten ein vermutlich durch einen ukrainischen Raketenangriff getroffenes russisches Versorgungsschiff der Serna-Klasse im Schwarzen Meer. Nach Angaben des Unternehmens befand sich das beschädigte Landungsschiff unweit der Schlangeninsel nahe der ukrainischen Seegrenze zu Rumänien.
In der von Moskau unterstützten abtrünnigen Region Transnistrien in der Republik Moldau hat es nach Behördenangaben zwei Anschlagsversuche in der Regionalhauptstadt Tiraspol gegeben. Eine strategische Zielanalyse des ISW vermutete in den aktuellen Versuchen, von den russischen Streitkräften annektierte Gebiete in der Süd- und Ostukraine in die Russische Föderation einzugliedern, einen neuen strategischen Ansatz: Ukrainische Angriffe auf diese Gebiete könnten als Angriff auf russisches Territorium interpretiert werden und dazu führen, dass die Ukraine und ihre Partner nach der aktuellen russischen Nukleardoktrin mit Nuklearwaffen bedroht werden.
Erstmals seit Kriegsbeginn sprach US-Verteidigungsminister Lloyd Austin mit dem russischen Verteidigungsminister Sergei Schoigu. Bei dem Telefonat forderte Austin eine „sofortige Waffenruhe“. Bundeskanzler Olaf Scholz forderte in einem Telefonat mit Präsident Putin ein Ende der Kampfhandlungen in der Ukraine. Thematisiert wurden ferner die Verbesserung der humanitären Lage in der Ukraine sowie die angespannte Lebensmittellage auf dem Weltmarkt. Von Seiten des Kreml hieß es zu dem Telefonat, Putin habe seine These bekräftigt, Russland würde in der Ukraine der „Nazi-Ideologie“ entgegentreten und dass das Land „demilitarisiert“ werden müsse. Zudem behauptete Putin den Angaben aus Moskau zufolge, die Ukraine würde Friedensbemühungen „blockieren“ und „Terror-Methoden“ anwenden.
Der türkische Präsident Recep Tayyip Erdoğan äußerte sich kritisch zu einem NATO-Beitritt Finnlands und Schwedens und verwies auf deren Haltung in der Kurdenfrage.

### 14. Mai
Die russischen Streitkräfte zogen weiter aus der Region nördlich von Charkiw ab, um sich wahrscheinlich auf die Verteidigung ihrer Versorgungsstraßen über Wowtschansk nach Isjum zu konzentrieren. Auch entlang der Südachse auf Odessa führten die russischen Streitkräfte keine Vorstöße durch, sondern setzten Artilleriefeuer auf ukrainische Stellungen in der gesamten Region fort. Russische Streitkräfte begannen, die Luftverteidigungssysteme auf der Schlangeninsel vor der rumänischen Küste als Reaktion auf ukrainische Angriffe auf die Insel zu verstärken. Es wurde von russischen Militär-Internetblogs berichtet, in denen russische Blogger die Verluste einer russischen taktischen Bataillonskampfgruppe bei der gescheiterten Flussüberquerung des Siwerskyj Donez am 11. Mai thematisieren und der russischen Militärführung Inkompetenz unterstellten. Die ukrainische Artillerie zerschlug dort russische Panzermassierungen vor, auf und hinter der Kriegsbrücke, Drohnenbilder von den Wracks kursierten im Internet. Am 16. Mai berichtete auch der Focus über die offene Kritik der russischen Internetblogger und nennt Namen sowie detaillierte Zitate der Aussagen.
Die Analyse des ISW stellte folgende Bewertungen auf: Die russische Militärführung hätte sich wahrscheinlich dazu entschieden, sich angesichts der allgemeinen Lageentwicklung vollständig von seinen Stellungen um die Stadt Charkiw zurückzuziehen. Russische Einheiten hätten bisher mit wenigen Ausnahmen nicht versucht, sich gegen ukrainische Streitkräfte zu behaupten. Russische Truppen setzten ihre Bemühungen fort, entlang der Peripherie der Stadt Isjum-Donezk vorzurücken, machten jedoch nur geringe Fortschritte. Die Hauptbemühungen Russlands wären weiterhin Versuche, Sjewjerodonezk und Lyssytschansk von Norden und Süden einzukreisen. Russische Truppen, die von Popasna im Norden angreifen, hatten in den letzten 24 Stunden jedoch keine nennenswerten Fortschritte gemacht. Russische Streitkräfte, die von Nord nach Süd kamen, hatten es nicht geschafft, den Fluss Siwerskyj Donez zu überqueren, und haben bei ihren Versuchen verheerende Verluste erlitten. Die Russen hätten möglicherweise nicht genug zusätzliche frische Kampfkraft, um diese Verluste auszugleichen und die Offensive in einem ausreichend großen Umfang fortzusetzen, um die Einkreisung abzuschließen, obwohl sie dies wahrscheinlich weiterhin versuchen werden. Die ukrainischen Verteidiger von Mariupol kämpften trotz aller Widrigkeiten weiter, obwohl russische Angreifer offenbar in das Asowstahl-Stahlwerk eingedrungen sind.
Das ISW berichtete in seiner Analyse des 14. Mai, dass russische Streitkräfte Boden-, Luft- und Artillerieangriffe auf das Stahlwerk durchführten, die ukrainischen Streitkräfte jedoch weiterhin die Verteidigungsstellungen hielten. In der Anlage würden über 600 verwundete ukrainische Soldaten unter unhygienischen Bedingungen im Asowstahl überleben. Die russischen Besatzungsbehörden intensivierten weiterhin die Kontrolle über den Rest von Mariupol und stellten den verbleibenden 150.000 Einwohnern begrenzte Mengen an Lebensmitteln zur Verfügung. Satellitenbilder vom 7. April bis 8. Mai zeigten auch, dass die russischen Behörden dort Massenbestattungen beschleunigten.

### 15. Mai
Die russische 810. Garde-Marineinfanterie-Brigade erhielt nach zugrundeliegenden Berichten Personal von anderen Einheiten der Schwarzmeerflotte, darunter Besatzungsmitglieder von Marineschiffen, deren Gefechtswert das ISW als gering einstufte. Russische Streitkräfte verstärkten jedoch besetzte Siedlungen in der Südukraine, was darauf hindeutete, dass versucht würde, eine dauerhafte Kontrolle in der Region zu errichten. Ukrainische Quellen berichteten, dass russische Streitkräfte in nicht näher bezeichneten Gebieten der Oblaste Mykolajiw und Cherson, in der Nähe von Melitopol und in der westlichen Oblast Saporischschja mit dem Ausheben von Schützengräben und dem Bau von Betondeckwerken begonnen hätten.

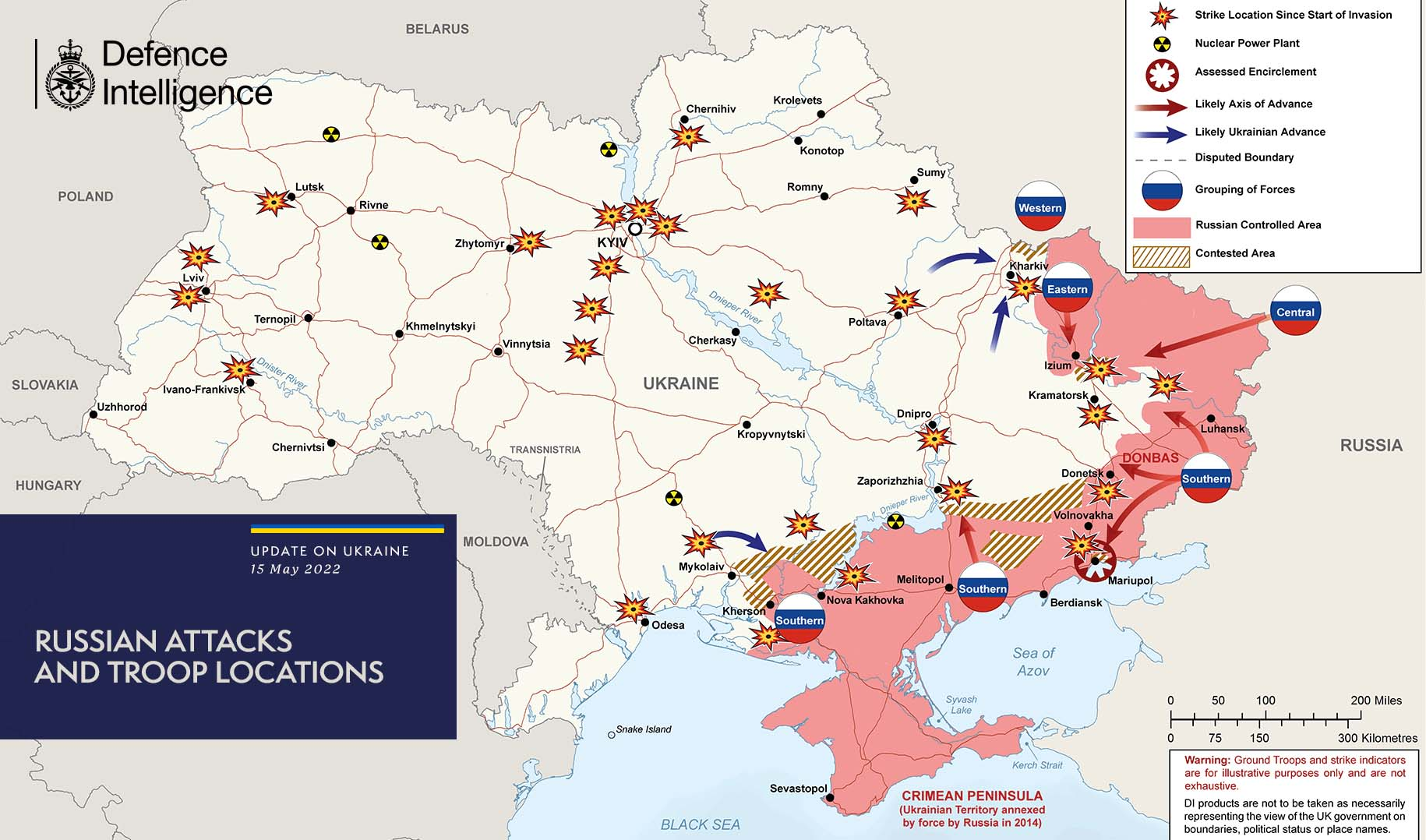
Lagebild in einer Veröffentlichung des britischen Verteidigungsministeriums am 15. Mai

Die Analyse des britischen Verteidigungsministeriums zog eine Bilanz der bisherigen militärischen Lage: Russland hatte bis Mitte Mai wahrscheinlich ein Drittel seiner im Februar eingesetzten Bodenkampftruppen verloren. Diese Verluste würden mit ziemlicher Sicherheit durch den Verlust wesentlicher Unterstützungskräfte wie Brückenpioniere und Aufklärungskräfte mit Überwachungs- und Aufklärungsdrohnen in ihren Auswirkungen noch verschärft. Russisches Brückengerät wäre während des gesamten Konflikts nicht ausreichend verfügbar gewesen, Offensivmanöver wurden daher verlangsamt und eingeschränkt. Russische UAVs wären für die Lagefeststellung und die Führung von Artillerie von entscheidender Bedeutung. Russische Streitkräfte wären zunehmend durch abnehmenden Angriffsschwung eingeschränkt, mit in Folge anhaltender niedriger Kampfmoral und reduzierter Wirksamkeit auf dem Gefechtsfeld. Viele der erforderlichen russischen Fähigkeiten würden nicht schnell ersetzt oder wiederhergestellt werden können und dürften weiterhin russische Operationen in der Ukraine behindern. Unter den herrschenden Bedingungen wäre es unwahrscheinlich, dass Russland sein Vormarschtempo in den nächsten 30 Tagen wesentlich beschleunigen könne. Das ISW stellte in seiner Analyse fest, dass den russischen Streitkräften wahrscheinlich die kampfbereiten Reservisten ausgegangen sind. Das russische Militärkommando wäre gezwungen, Soldaten aus vielen verschiedenen Truppenteilen, einschließlich privater Militärunternehmen und Milizen der Separatistenregionen zu angeblich regulären Armeeeinheiten und Marineinfanterie zusammenzufassen. Demnach bildeten private russische Militärunternehmen aufgrund erheblicher Personalverluste kombinierte Einheiten mit Luftlandeverbänden. Die Durchmischung von Elite-Luftlandeeinheiten mit Söldnern bewertete das ISW als schockierend und bisher deutlichsten Hinweis darauf, dass Russland seine verfügbaren kampfbereiten Personalreserven erschöpft hat.
Nach Angaben des russischen Verteidigungsministeriums verlor die Ukraine bis zum 15. Mai insgesamt 3.098 gepanzerte Fahrzeuge (darunter Panzer), 2.934 anderweitige Militärfahrzeuge, 165 Flugzeuge, 125 Helikopter, 879 Drohnen, 1.525 Artilleriestände und Mörser, 381 Mehrfachraketenwerfer und 306 Flugabwehr-Systeme.

### 16. Mai

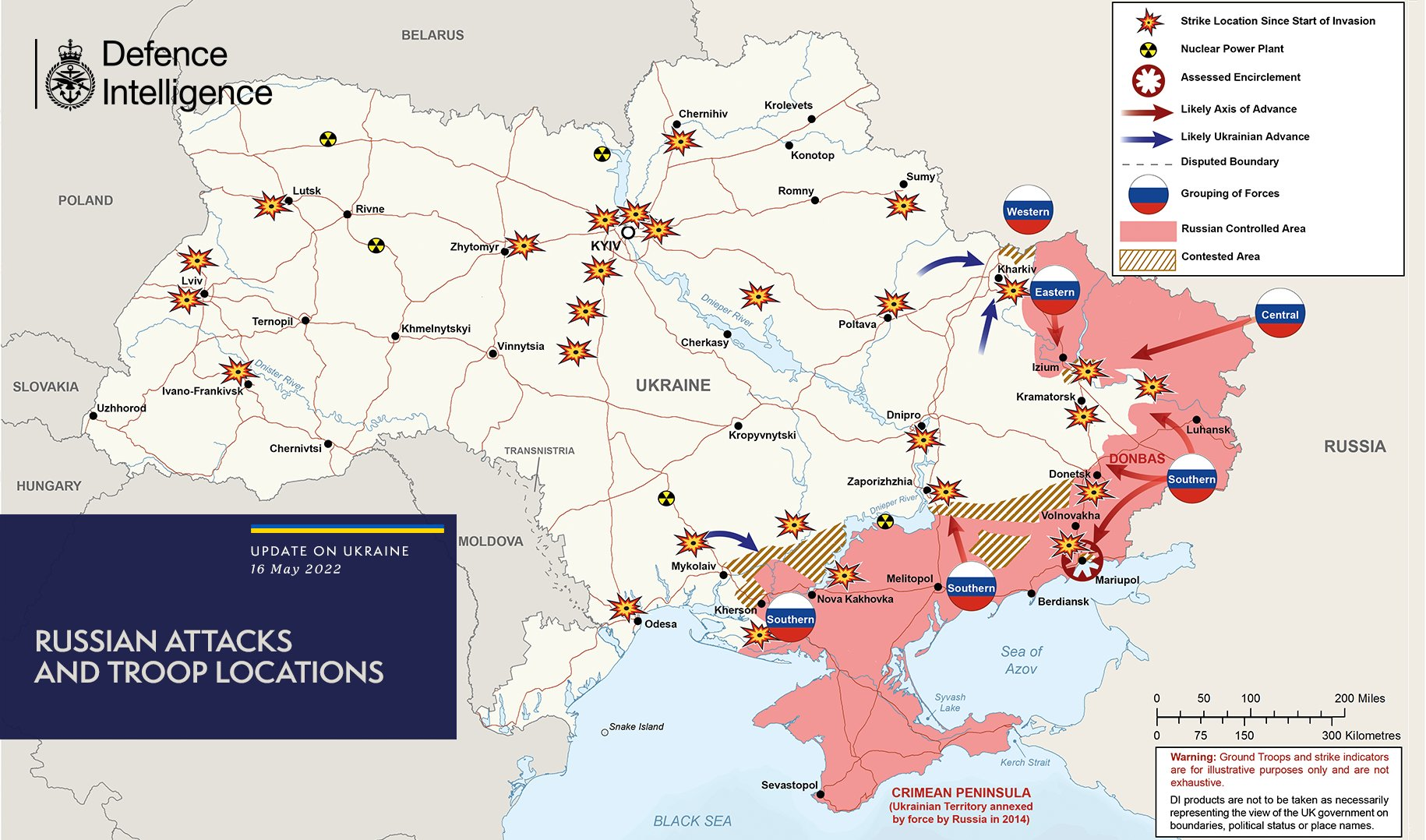
Lagebild in einer Veröffentlichung des britischen Verteidigungsministeriums am 16. Mai

Die ukrainischen Streitkräfte greifen nach Angaben der ukrainischen Regierung russische Einheiten im Osten an. Damit könnten ukrainische Soldaten den russischen Truppen in den Rücken fallen. In der Gegend um die Stadt Charkiw hat ein ukrainisches Bataillon die russische Grenze erreicht. Die Soldaten feierten ihren Erfolg mit einem Video, in dem sie sich an Präsident Wolodymyr Selenskyj wandten. Durch russischen Beschuss auf die ostukrainische Stadt Sjewjerodonezk sind nach Angaben des Gouverneurs der Region Luhansk, Serhij Gajdaj, bei Telegram mindestens zehn Menschen getötet worden. Etwa 260 ukrainische Soldaten haben sich aus dem Asow-Stahlwerk in Mariupol in Kriegsgefangenschaft begeben. Jedoch teilte der ukrainische Generalstab mit, dass ein Gefangenenaustausch geplant sei.
Die Nachrichtenagentur AP berichtete, dass ein Raketenangriff auf die westukrainische Region Lwiw am 15. Mai nach Einschätzung des US-Militärs einem Trainingszentrum der ukrainischen Armee galt, das nur knapp 25 Kilometer von der polnischen Grenze entfernt lag. Nach bisherigen Erkenntnissen seien bis zu sechs Raketen abgefeuert worden, es seien aber nur einige kleinere Gebäude beschädigt worden, über Opfer gebe es bisher keine Berichte. Die Raketen seien wahrscheinlich von einem russischen U-Boot im Schwarzen Meer aus abgefeuert worden. Ein russischer Angriff hat nach ukrainischen Angaben in der Region um die Stadt Charkiw ein Lager mit hochentzündlichem Ammoniumnitrat getroffen. Der Gouverneur der Nachbarregion Donezk teilte im Messengerdienst Telegram ein Foto einer orangefarbenen Rauchwolke über Feldern, ergänzte aber, die Explosion stelle „keine Gefahr für die örtliche Bevölkerung dar“.
In der Analyse des ISW wurde u. a. von einer Fortsetzung der Kritik pro-russischer Internetblogger an der russischen Operationsführung berichtet. Zitiert wurde der Blogger Igor Strelkow, besser bekannt unter dem Namen Igor Girkin, der behauptete, dass die russische Offensive zur Einnahme des Donbass letztendlich gescheitert sei und dass „keine einzige große Siedlung“ befreit worden sei. Strelkow hätte insbesondere behauptet, dass ihn russische Fehlschläge bisher nicht überrascht hätten, weil die Absicht des russischen Kommandos während der gesamten Operation so offensichtlich gewesen sei, dass die ukrainischen Truppen genau wüssten, wie sie am besten reagieren könnten. Er warnte, dass die russischen Truppen bis zur Erschöpfung kämpften unter „vom Feind vorgeschlagenen Regeln.“ Die anhaltende Enttäuschung prorussischer Milblogger (Militärblogger) über die russischen Kriegsanstrengungen könnte nach Bewertung des ISW die Unzufriedenheit in Russland selbst schüren, insbesondere wenn Moskau weiterhin auf Rekrutierungs- und Wehrpflichtbemühungen drängen und damit schlecht ausgebildetes Personal mit wenig Überlebenschancen an die Front schicken würde.
Das britische Verteidigungsministerium berichtete in seiner Morgenlage, dass Belarus nach den Übungsaktivitäten Anfang dieses Monats die Stationierung von Spezialeinheiten entlang der ukrainischen Grenze sowie von Luftverteidigungs-, Artillerie- und Raketeneinheiten auf Übungsplätzen im Westen des Landes angekündigt hat. Die Präsenz belarussischer Streitkräfte in der Nähe der Grenze würde wahrscheinlich ukrainische Truppen im Norden binden, sodass sie nicht zur Unterstützung von Operationen im Donbass eingesetzt werden können. Der belarussische Präsident Aljaksandr Lukaschenka würde wahrscheinlich einen russischen Wunsch zur Unterstützung der Invasion mit direkter militärischer Beteiligung gegen das Risiko weiterer westlicher Sanktionen, ukrainischer Vergeltungsmaßnahmen und möglicher schwerwiegender Probleme im belarussischen Militär abwägen.
Die westlichen Sanktionen gegen Belarus verursachten nach Angaben der staatlichen Nachrichtenagentur Belta Ausfälle in Milliardenhöhe: „Aufgrund der Sanktionen sind fast alle belarussischen Exporte in die Länder der Europäischen Union (EU) und nach Nordamerika blockiert“, zitierte Belta den Regierungschef Raman Haloutschanka. Der Schaden belaufe sich „auf etwa 16 bis 18 Milliarden Dollar pro Jahr“.
Die Ukraine konnte den Gastransit in zwei Verteilerstationen wieder aufnehmen. Der Betreiber des ukrainischen Gastransitsystems teilte mit, dass zwei Knotenpunkte in der Region Charkiw nach der Reparatur von kriegsbedingten Schäden an der Hauptgasleitung wieder in Betrieb seien und die Gasversorgung sichergestellt sei. Der französische Autobauer Renault und die US-Fast-Food-Kette McDonald’s kündigten an, ihre Aktivitäten in Russland wegen des Krieges in der Ukraine komplett einzustellen und alle Unternehmensbeteiligungen abzugeben.
Zur beabsichtigten Aufnahme Finnlands und Schwedens in die NATO erklärte der russische Präsident Wladimir Putin, dass abhängig von der Gefahr der militärischen Infrastruktur, die die NATO in den beiden Ländern errichte, eine Reaktion Russlands folgen werde. Putin sagte zudem, dass Russland keine Probleme mit den beiden Ländern habe und dass deshalb „die Erweiterung um diese Länder in diesem Sinne auch keine unmittelbare Bedrohung für Russland“ darstelle.
Selenskyj forderte verstärkt auch in Afrika und Asien um Hilfe für sein Land. Viele afrikanische Länder haben aber zu dem russischen Angriffskrieg eine neutrale Stellung eingenommen.

### 17. Mai

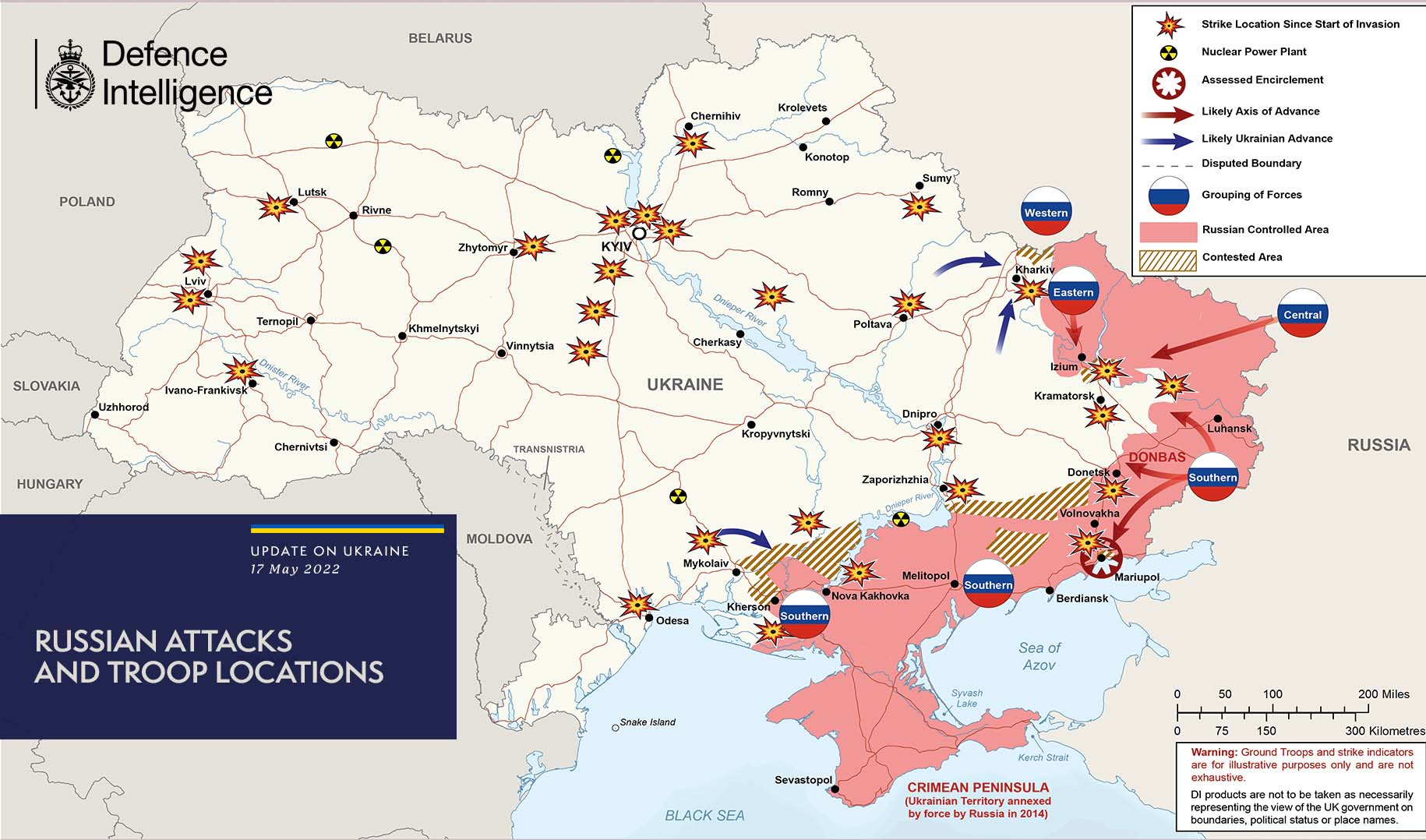
Lagebild in einer Veröffentlichung des britischen Verteidigungsministeriums am 17. Mai

Schweden unterzeichnete am Morgen des 17. Mai offiziell seinen Beitrittsantrag für die NATO. Außenministerin Ann Linde unterschrieb das Gesuch zur Übersendung an NATO-Generalsekretär Jens Stoltenberg. Finnlands Außenminister Pekka Haavisto unterzeichnete am Nachmittag des 17. Mai den NATO-Mitgliedsantrag seines Landes. Zuvor hatte das finnische Parlament mit überwältigender Mehrheit für die Bewerbung Finnlands um den NATO-Beitritt gestimmt.
Die Ukraine und Russland setzten am 17. Mai Verhandlungen zur Beendigung des Krieges vorerst aus. Hintergrund sind – nach ukrainischen Angaben – Forderungen Russlands nach einem Diktatfrieden, den die Ukraine nicht akzeptiere, sowie die Auffassung der russischen Führung, dass es einen „ukrainischen Nazismus“, aber keinen „russischen Nazismus“ gebe. Bedingungen für eine Fortsetzung der Gespräche seien konkrete Vorschläge. Der ukrainische Unterhändler und Präsidentenberater Mychajlo Podoljak erklärte, dass ein Waffenstillstand nur nach einem vollständigen Rückzug russischer Truppen diskutabel sei. Der russische Vizeaußenminister Andrei Rudenko erklärte, dass die Ukraine aus dem Verhandlungsprozess ausgetreten sei.
Das Gebiet um die Großstadt Lwiw in der Westukraine ist nach ukrainischen Angaben erneut Ziel eines Luftangriffs geworden. Russland hat eigenen Angaben zufolge dort Waffenlieferungen an die Ukraine aus den USA und Europa zerstört. In den umkämpften ostukrainischen Gebieten Donezk und Luhansk sind nach Behördenangaben mindestens 19 Zivilisten getötet worden. Das ukrainische Militär hat nach eigenen Angaben russische Truppen vor der Großstadt Sjewjerodonezk im Osten des Landes zurückgeworfen. Auch der Gouverneur der Region Luhansk, Serhij Hajdaj, berichtete aus der Umgebung der Großstadt von schweren Gefechten. In den Vororten der Städte Girske und Solote seien mehrere Häuser von Artilleriegeschossen zerstört worden. Die Russen hätten sich aber auch dort zurückziehen müssen.
In Analyse des ISW wurde über den Fortgang der Verhandlungen zu einer weiteren Evakuierung ukrainischer Kämpfer aus dem Asowstal-Stahlwerk berichtet sowie die Bemühungen der ukrainischen Seite um einen Gefangenenaustausch. Im russischen Interesse würde es liegen, dieses umzusetzen, um die vollständige Kontrolle über Mariupol zu erringen und damit das mediale Interesse in Russland von der gescheiterten Überquerung des russischen Flusses Siwerskyj Donez und dem insgesamt langsamen Tempo der Invasion abzulenken. Das ISW berichtete auch von einer Initiative in der russischen Staatsduma zur Verabschiedung von Gesetzen, die den Austausch von Gefangenen für Personen verbietet, die des „Nazismus“ beschuldigt werden. Diese müssten wegen Kriegsverbrechen angeklagt werden und dürften nicht gegen russische Gefangene ausgetauscht werden können. Das Abkommen sorgte in den prorussischen sozialen Medien für einige Empörung, anstatt die vom Kreml wahrscheinlich erwartete Bekanntgabe der vollständigen Kapitulation von Mariupol zu feiern – was möglicherweise die russischen Informationsoperationen untergräbt. Einige russische Blogger kritisierten die Volksrepublik Donezk für die Organisation des Evakuierungsverfahrens und beschuldigten die Verhandlungsbehörden, Bedingungen für das ukrainische Märtyrertum geschaffen zu haben. Mehrere russische Blogger forderten auch die Inhaftierung oder Tötung von sich ergebenden ukrainischen Soldaten. Das ISW bewertete dieses als Unzufriedenheit des russischen Publikums mit der Verhandlungsführung, weil es erwartet hätte, dass die russischen Streitkräfte die ukrainischen Verteidigungskräfte bei Asowstal vernichten würden.
Nach Analyse des britischen Verteidigungsministeriums wurden in der Region Tschernihiw nördlich von Kiew während des Vormarsches Russlands in Richtung der ukrainischen Hauptstadt schätzungsweise 3.500 Gebäude zerstört oder beschädigt. 80 % der Schäden wurden dabei an Wohngebäuden verursacht. Das Ausmaß dieser Schäden zeigte die Bereitschaft Russlands, Artillerie gegen Wohngebiete einzusetzen mit unterschiedsloser Wirkung gegen zivile und militärische Ziele und minimaler Berücksichtigung der Verhältnismäßigkeit.
Russland hatte sich wahrscheinlich zunehmend auf dieses Artilleriefeuer verlassen, da es nur begrenzte Möglichkeiten zur Zielaufklärung hatte und nicht bereit war, das Risiko einzugehen, Kampfflugzeuge routinemäßig über seine eigenen Frontlinien hinaus fliegen zu lassen. Das britische Verteidigungsministerium rechnete für die Folgewochen im Donbass mit einer ähnlichen Taktik, um den Angriffsschwung wieder aufzunehmen.
Der Internationale Strafgerichtshof entsandte ein 42-köpfiges Ermittlerteam zur Untersuchung des Massakers von Butscha und ähnlicher Vorkommnisse in weiteren Orten der Region Kiew. Aufgaben des Teams sind Zeugenbefragungen, Sicherung und Analyse von Beweismaterial sowie die Unterstützung ukrainischer Ermittler. Es soll auch mit bereits in der Region tätigen französischen Ermittlern zusammenarbeiten.

### 18. Mai

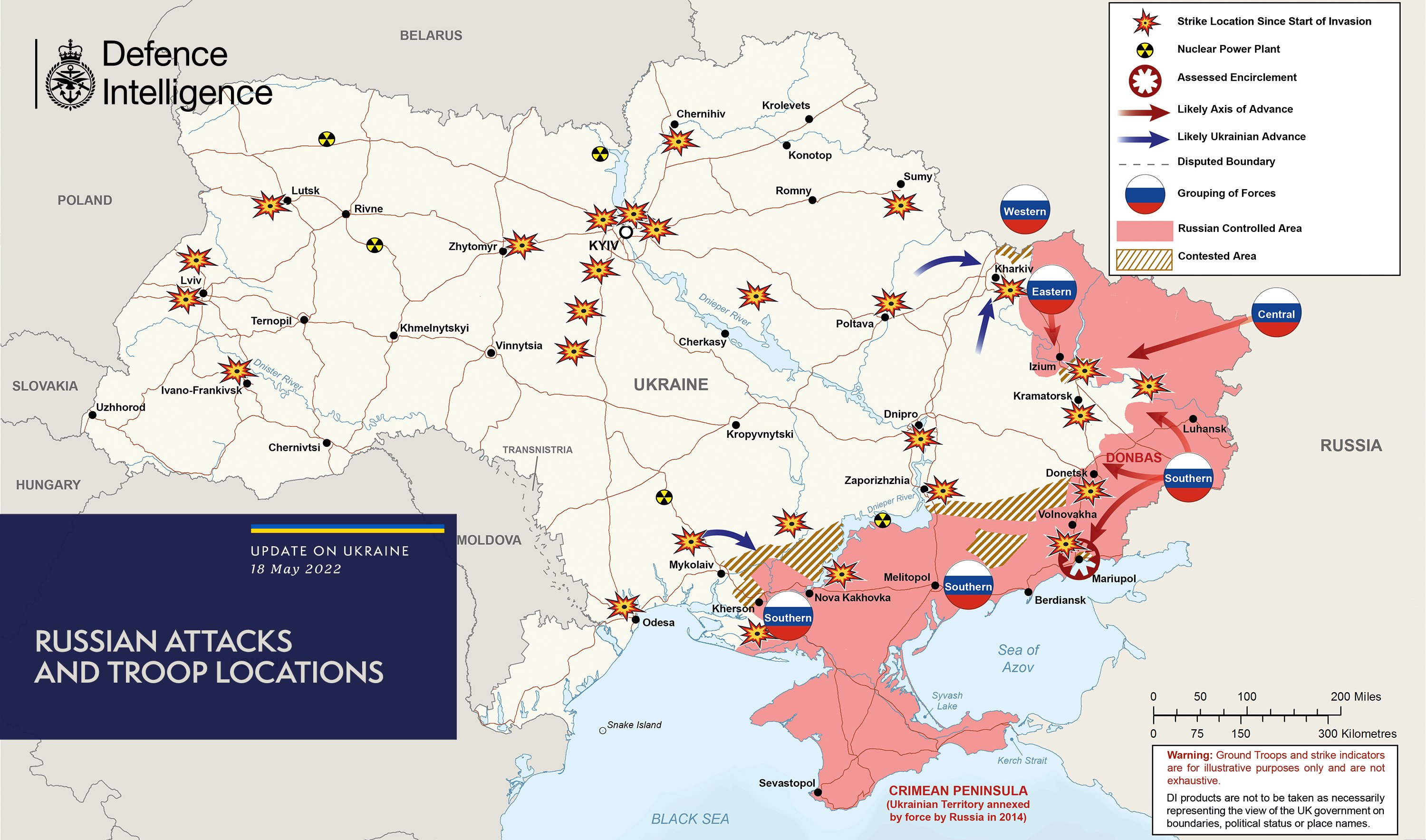
Lagebild in einer Veröffentlichung des britischen Verteidigungsministeriums am 18. Mai

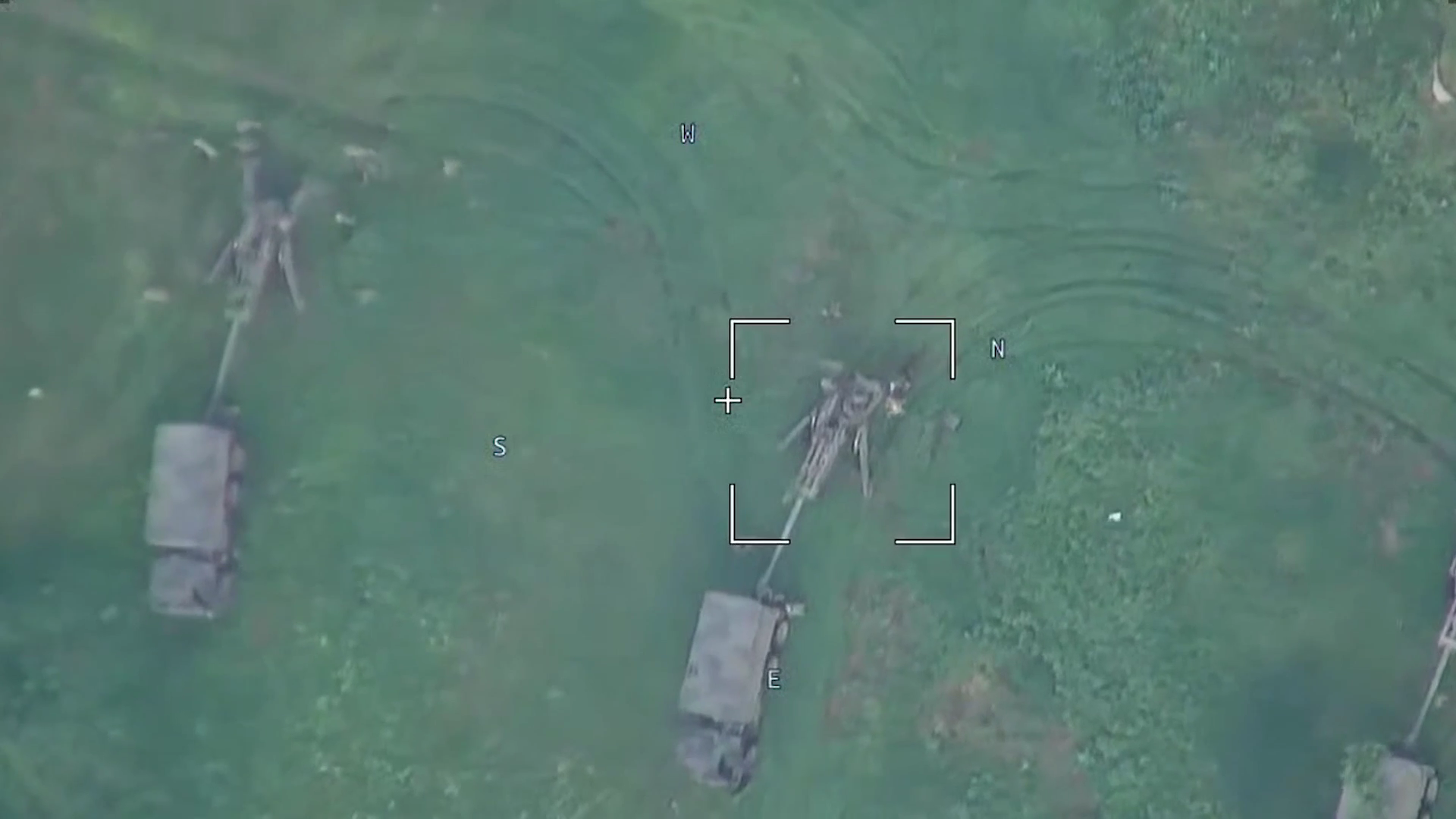
Nach Angaben des russischen Verteidigungsministeriums aufgeklärte ukrainische M 777-Haubitzen amerikanischer Herkunft am 18. Mai

Weitere ukrainische Kämpfer aus dem umkämpften Stahlwerk in Mariupol haben sich russischen Angaben zufolge ergeben. In den vergangenen 24 Stunden seien es 694 gewesen, meldete die russische Nachrichtenagentur RIA unter Berufung auf das Verteidigungsministerium in Moskau. Die Kommandeure der ukrainischen Armee-Einheiten sollen sich weiterhin in der Industrieanlage befinden.
In der Westukraine an der Grenze zu Polen hat der Bürgermeister von Lwiw, Andrij Sadowyj, einen ständigen Beschuss mit russischen Raketen beklagt. Im Gebiet Jaworiw in der Nähe von Lwiw sei ein Stück Bahninfrastruktur, nur wenige Kilometer von der Grenze zum EU-Land Polen entfernt, durch Raketentrümmer beschädigt worden.
Der ukrainische Verteidigungsminister Oleksij Resnikow erklärte bei einer Konferenz mit Verteidigungsministern der EU und der NATO, dass sich die russischen Streitkräfte im Süden und Osten seines Landes in Stellungen eingraben. Damit verstärken die russischen Truppen derzeit ihre Frontlinien in den von ihnen besetzten Gebieten in den Regionen Saporischschja und Cherson, um „bei Bedarf in die Verteidigung zu wechseln“. Ziel Russlands sei es weiterhin, „einen Landkorridor zwischen Russland und der Krim zu schaffen“ und „den gesamten Süden der Ukraine“ zu besetzen.
Am Beginn eines Prozesses zur Ahndung mutmaßlicher Kriegsverbrechen in Kiew bekannte sich ein 21-jähriger russischer Soldat als schuldig. Ihm wurde vorgeworfen, einen 62-jährigen Ukrainer in dem Dorf Tschupachiwka im Nordosten der Ukraine, in der Region Sumy, am 28. Februar durch einen Kopfschuss getötet zu haben. Laut der ukrainischen Generalstaatsanwältin Iryna Wenediktowa gibt es in der Ukraine mehr als 11.000 Fälle von Kriegsverbrechen und bislang 40 Verdächtige. Das US-Außenministerium hat die Bildung einer neuen Einheit zur Untersuchung russischer Kriegsverbrechen in der Ukraine angekündigt. Die Stelle soll „Beweise für von Russland verübte Kriegsverbrechen und andere Gräueltaten in der Ukraine erfassen, analysieren und allgemein zugänglich machen“. Daran sollten auch Universitäten und Technologieunternehmen beteiligt werden. Die internationale Menschenrechtsorganisation Human Rights Watch sah es in einer Verlautbarung als erwiesen an, dass russische Truppen in der Nordostukraine Kriegsverbrechen begangen haben. Die britische Außenministerin Liz Truss betonte, dass London bereits eng mit dem Internationalen Strafgerichtshof zusammenarbeite und Unterstützung zur Beweissicherung in der Ukraine leiste.
Russland hat die Ausweisung von 34 französischen Diplomaten angeordnet, nachdem Frankreich im April 41 russische Diplomaten des Landes verwiesen hat. Wenig später am Tag wurde die Ausweisung von 27 spanischen und 24 italienischen Diplomaten bekannt. Auch Spanien und Italien hatten zuvor russische Diplomaten ausgewiesen.
Finnland und Schweden legten formal ihre Beitragsanträge zur NATO beim NATO-Rat in Brüssel vor. Nach Medienberichten hat die Türkei den Beitrittsprozess jedoch unmittelbar blockiert, da sie dem Beitritt nur unter Bedingungen zustimmen will.
Die abendliche Analyse des ISW berichtete, dass die russischen Streitkräfte sich weiterhin auf einen Angriff auf Sjewjerodonezk vorbereiten und die Operationen um Lyman verstärkten. Die russischen Streitkräfte räumten weiterhin dem Halten von Stellungen an der russischen Grenze Priorität ein, um weitere ukrainische Vorstöße nördlich von Charkiw zu verhindern, russische Truppen konzentrierten sich darauf, ihre Positionen auf der Südachse zu halten und Raketen- und Artillerieangriffe entlang der Frontlinie durchzuführen.

### 19. Mai

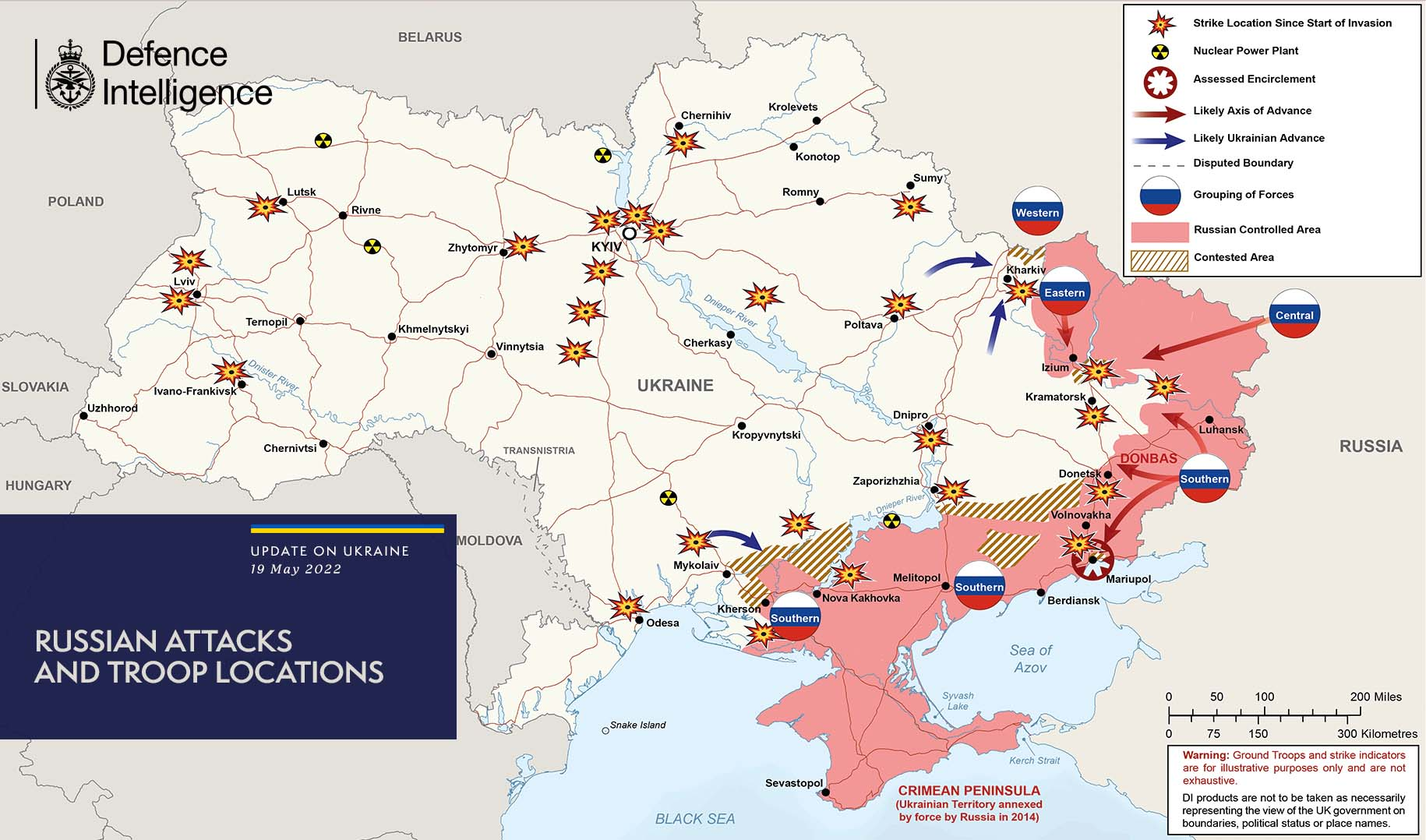
Lagebild in einer Veröffentlichung des britischen Verteidigungsministeriums am 19. Mai

In der ostukrainischen Stadt Sjewjerodonezk wurden bei russischem Artilleriebeschuss nach Behördenangaben mindestens zwölf Menschen getötet. Mehr als vierzig weitere Menschen wurden verletzt, wie der Militärgouverneur des Gebietes Luhansk, Serhij Hajdaj, im Nachrichtendienst Telegram mitteilte. Unterdessen erklärte die ukrainische Armee, dass die „Besatzer 43 Ortschaften in den Regionen Donezk und Luhansk“ angegriffen hätten. Dabei seien „mindestens 15 Zivilisten“ getötet worden. Das russische Verteidigungsministerium gab an, dass sich seit dem 16. Mai 1730 im Asowstal-Werk eingekesselte ukrainische Kämpfer in russische Kriegsgefangenschaft begeben haben. Die Befehlshaber des letzten militärischen Widerstands der Ukraine in Mariupol befänden sich nach eigenen Angaben immer noch im Stahlwerk Asowstal.
In der Analyse des britischen Verteidigungsministeriums wurde berichtet, dass mehrere russische Frontkommandeure auf Grund mangelhafter Leistungen während der Anfangsoperationen in der Ukraine von ihrem Kommando abgelöst worden seien. So sei Generalleutnant Sergei Kissel, Kommandeur der 1. Gardepanzerarmee, eines Eliteverbands, auf Grund des Scheiterns der Einnahme von Charkiw entlassen worden. Vizeadmiral Igor Ossipow, Kommandeur der Schwarzmeerflotte, musste den Dienstposten nach Versenkung des Kreuzers Moskwa räumen. General Gerassimow, würde vermutlich zunächst im Amt bleiben. Es wäre aber unklar, ob er noch das Vertrauen von Präsident Wladimir Putin besäße. Dem System der russischen Streitkräfte und Sicherheitsdienste wäre eine Kultur der Vertuschung und Jagd auf Sündenböcke immanent. Verantwortungsträger für den Angriff auf die Ukraine wären daher hauptsächlich bemüht, von einer möglichen persönlichen Schuld an den Misserfolgen des Krieges abzulenken. Eine solche Rechtfertigungskultur belaste zunehmend die Führungsprozesse der russischen Streitkräfte und behindere dabei, die Initiative im Gefecht wiederzuerlangen.
Erstmals seit Beginn der Invasion telefonierten die Generalstabschefs von Russland (Waleri Gerassimow) und den USA (Mark Milley) miteinander.
Russland hatte nach Angaben des Vizeaußenministers Andrei Rudenko eine mögliche Öffnung ukrainischer Häfen für die Ausfuhr von Getreide an eine teilweise Aufhebung der westlichen Sanktionen gegen Moskau geknüpft.
Das ISW berichtete in seiner Analyse, dass russische Truppen aus dem Raum Charkiw am 19. Mai in das westliche Gebiet Donezk verlegt wurden, um dortige Verluste auszugleichen. Der ukrainische Militärgeheimdienst hätte den Anruf eines russischen Militärangehörigen abgefangen, der darauf hindeutet, dass einige der russischen Soldaten der Achse Charkiw-Stadt, die anderswo im Donbass eingesetzt wurden, von der Intensität der Kämpfe dort im Vergleich zu dem, was sie in der Oblast Charkiw erlebt hatten, schockiert waren. Die russischen Streitkräfte würden weiterhin unter einem Mangel an Reservekräften leiden, was das russische Militärkommando dazu veranlasst, abgekämpfte taktische Bataillonsgruppen zu konsolidieren. Aus US-Quellen verlautete, dass die russischen Streitkräfte immer noch 106 taktische Bataillonsgruppen in der Ukraine im Einsatz haben, aber einige auflösen und zusammenlegen müssten, um Verluste auszugleichen.
Russische Medien und lokale Telegram-Kanäle berichteten zwischen dem 4. Mai und dem 18. Mai über vorsätzliche Brandstiftungen gegen Militärkommissariate in drei Siedlungen der Moskauer Oblast, Omsk, Wolgograd, Rjasan und dem autonomen Bezirk Chanty-Mansijsk. Dieses wäre wahrscheinlich aus Protest gegen eine verdeckte Mobilisierung erfolgt. Der stellvertretende Chef der Hauptoperation des ukrainischen Generalstabs, Oleksij Hromow, sagte, dass es mindestens zwölf Fälle von vorsätzlicher Brandstiftung gegen Militärkommissariate insgesamt und fünf in der vergangenen Woche gegeben habe. Russische Beamte haben in einer Siedlung in der Oblast Moskau zwei 16-Jährige auf frischer Tat ertappt, was darauf hindeutet, dass wahrscheinlich russische Staatsbürger für die Angriffe auf Militärkommissariate verantwortlich sind.
Nach Angaben des Oberbefehlshabers der NATO-Streitkräfte in Europa, General Tod Wolters, waren am 19. Mai mehr als 42.000 Soldaten, 120 Kampfflugzeuge und mehr als 20 Schiffe unter seinem Kommando in hoher Alarmbereitschaft. Frankreich hat nach Angaben des Sprechers des französischen Generalstabs, Pascal Ianni, im Rahmen des NATO-Einsatzes in Rumänien ein neues Boden-Luft-Abwehrsystem mit ca. 100 Soldaten der Luftstreitkräfte stationiert. Hauptsächliche Aufgabe wäre der Schutz des NATO-Luftwaffenstützpunktes in Rumänien.
Nach dem US-Repräsentantenhaus verabschiedete auch der US-Senat mit großer Mehrheit das Unterstützungspaket für die Ukraine mit einem Volumen von fast vierzig Milliarden Dollar. Japan will seine bereits zugesagten Hilfen für die Ukraine nach Angaben von Ministerpräsident Fumio Kishida auf 600 Millionen Dollar verdoppeln. Deutschland werde die Ukraine mit kurzfristigen Budgethilfen von rund einer Milliarde Euro unterstützen. Das kündigte Finanzminister Christian Lindner beim Treffen der G7-Finanzminister auf dem Petersberg bei Bonn an. Die USA hatten eine Lieferung von Militärgerät im Wert von 100 Millionen Dollar (rund 95 Millionen Euro), u. a. 18 weitere Haubitzen sowie Artillerieaufklärungsradargeräte, an die Ukraine bekanntgegeben.

### 20. Mai

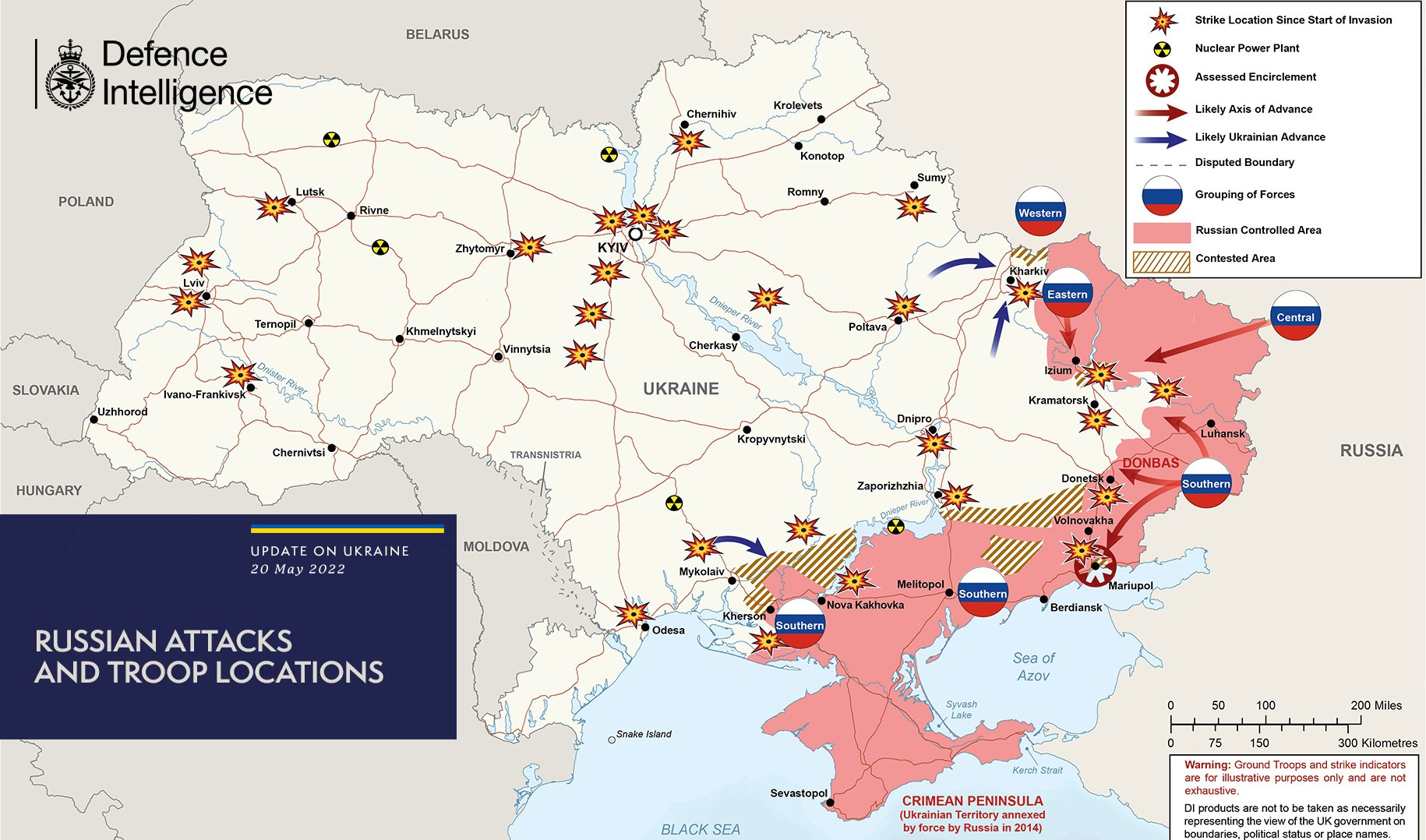
Lagebild in einer Veröffentlichung des britischen Verteidigungsministeriums am 20. Mai

Der im Asowstal-Werk in Mariupol eingeschlossene Kommandeur Denys Prokopenko teilte mit, dass ihm vom „höheren Militärkommando“ der Befehl erteilt wurde, sich mit den verbliebenen Soldaten zu ergeben. Nach russischen Angaben hatten sich nun alle Kämpfer in dem belagerten Asowstal-Werk ergeben, die Industriezone sei damit vollständig unter russischer Kontrolle. Es seien insgesamt 2439 ukrainische Soldaten seit dem 16. Mai in russische Gefangenschaft gekommen.
Im Osten der Ukraine liefen weiter schwere Gefechte um die Donbas-Region. „Der Gegner führt eine Offensive im Raum Lyssytschansk und Sjewjerodonezk durch“, meldete der ukrainische Generalstab in seinem Lagebericht. Nach Angaben aus Kiew konnten die ukrainischen Truppen den Angriff auf Sjewjerodonezk abwehren, in dem Vorort Toschkiwka werde weiter gekämpft. Der Gouverneur der Oblast Luhansk, Serhij Haidai, teilte per Telegram mit, in Sjewjerodonezk seien bei Angriffen zwölf Menschen getötet worden. Mehr als 60 Häuser in der gesamten Region seien zerstört worden. Wenige Kilometer weiter südlich an der Gebietsgrenze zwischen Luhansk und Donezk gibt es demnach Kämpfe um die Ortschaften Wyskrywa und Oleksandropillja etwa zehn Kilometer östlich der Kleinstadt Bachmut. Sie gilt als ein weiteres strategisches Zwischenziel der russischen Angriffe. Erfolge hätten die russischen Offensivbemühungen hier genauso wenig erzielt wie die anhaltenden Sturmversuche in Awdijiwka und Kurachowe, heißt es in dem Lagebericht. Insgesamt seien 14 russische Angriffe in den Gebieten Donezk und Luhansk abgewehrt worden. Im Gebiet Charkiw, wo die Ukrainer in den letzten Wochen zur Gegenoffensive übergegangen sind, konnte Kiew keine weiteren Gebietsgewinne vermelden. Die Russen konzentrierten sich dort auf die Verteidigung ihrer Frontlinie. Kämpfe gebe es um die Ortschaften Ternowa und Wesele.
Präsident Putin beklagte in einer vom Staatsfernsehen übertragenen Sitzung des Sicherheitsrats eine Zunahme von Hackerangriffen gegen Russland seit Beginn des Angriffskrieges gegen die Ukraine. Demnach wären die Angriffe von ausländischen Geheimdiensten koordiniert worden, aber im Grunde genommen schon gescheitert. Wegen einer anhaltenden Gefahrenlage ordnete Putin nun an, bis 2025 eine neue Sicherheitsstrategie im IT-Bereich umzusetzen. Die Nutzung ausländischer Software sei auf ein Minimum zu reduzieren, ausländische Antivirenprogramme ab 2025 verboten. Die russische Duma erwog eine Heraufsetzung der Altersbegrenzung für den Diensteintritt neuer Soldaten auf über 40 Jahre. Zudem sollen sich Ausländer auch im Alter von über dreißig künftig zum Militärdienst melden können, wie aus einem Entwurf für das Parlament auf dessen Internetseite hervorgeht. Russland stufte den Kremlkritiker Michail Chodorkowski und den früheren Schach-Weltmeister Garri Kasparow als „ausländische Agenten“ ein. Sie seien auf die entsprechende Liste des Justizministeriums in Moskau gesetzt worden, meldete die Nachrichtenagentur Tass. Putin ließ außerdem die Maßnahmen der Länder in der Welthandelsorganisation (WTO) bewerten, die den Handel mit Russland einschränken. Er forderte die Regierung auf, ihre WTO-Strategie bis zum 1. Juni zu aktualisieren. Russland stellte am Samstag seine Erdgaslieferungen an das Nachbarland Finnland ein.
Italien ließ UN-Generalsekretär António Guterres einen Vorschlag für einen Friedensplan im Krieg zwischen Russland und der Ukraine zukommen.
Die Organisation für Sicherheit und Zusammenarbeit in Europa (OSZE) intensiviert ihre Untersuchung von Menschenrechtsverletzungen im Zuge des russischen Angriffskriegs in der Ukraine. Beobachter wurden in das Land entsandt, um Zeugen und Überlebende zu befragen, wie das OSZE-Büro für Demokratie und Menschenrechte (ODIHR) in Warschau mitteilte.
Die Ukraine erhält nach einem Gespräch zwischen Verteidigungsministerin Christine Lambrecht und dem ukrainischen Verteidigungsminister Oleksij Resnikow im Juli 2022 die ersten fünfzehn Flugabwehrkanonenpanzer Gepard aus Beständen der deutschen Industrie. Zu dem Paket gehören auch Ausbildungsunterstützung durch die Bundeswehr, die Bereitstellung von knapp 60.000 Schuss Munition sowie eine Lieferung von weiteren 15 Panzern noch im Sommer. Weitere 300.000 Schuss Munition für das System stellt Brasilien zur Verfügung.

### 21. Mai
In der Morgenanalyse des britischen Verteidigungsministeriums wurde die Rolle unbemannter Luftfahrzeuge (UAV) im bisherigen Kriegsgeschehen thematisiert. Für beide Seiten hätten diese eine entscheidende Rolle gespielt, obwohl sie eine hohe Verlustrate durch Abschuss oder elektronisches Jamming erlitten hätten. Russland hatte nach bisherigen Erkenntnissen versucht, das in Syrien verfeinerte Konzept des „Aufklärungsschlags“ umzusetzen, bei dem Aufklärungs-UAVs verwendet werden, um Ziele zu identifizieren, die von Kampfjets oder Artillerie bekämpft werden sollten. Russland würde jedoch wahrscheinlich unter einem Mangel an geeigneten Aufklärungs-UAVs leiden, der durch Einschränkungen seiner inländischen Produktionskapazität infolge der Sanktionen noch verschärft wird. Da Russland aufgrund der starken ukrainischen Flugabwehr den Einsatz bemannter Luftfahrzeuge im Kampfgebiet vermiede, würde sich eine weiter hohe Verlustrate der UAV auf den russischen Angriffserfolg auswirken.
Die Ukraine befürchtete einen weiteren Vormarsch russischer Truppen, nachdem diese die Hafenstadt Mariupol und das Asow-Stahlwerk vollständig eingenommen haben. Der ukrainische Militärgouverneur der Oblast Luhansk, Serhij Hajdaj, meldete massive Gefechte im Donbass. So stünde etwa die ostukrainische Stadt Sjewjerodonezk weiter unter Beschuss, es gäbe Tote und Verletzte.
Russland zerstörte nach eigenen Angaben in der Ukraine eine große Lieferung westlicher Waffen. Der Angriff soll laut Moskau in der Nähe des Bahnhofs Malyn in der Oblast Schytomyr westlich von Kiew erfolgt sein. Seegestützte Kalibr-Lenkwaffen hätten dabei Waffen aus den USA und Europa zerstört, teilte das russische Verteidigungsministerium mit. Die russische Grenzregion Kursk warf am 21. Mai der Ukraine mittlerweile täglichen Beschuss vor. Am Samstag sei das Gebiet Gluschkowo angegriffen worden, schrieb Gouverneur Roman Starowoit im Nachrichtendienst Telegram. Im Osten der Ukraine gab es nach Angaben des Generalstabs des ukrainischen Militärs heftige Kämpfe. Betroffen seien unter anderem die Gegenden Sjewjerodonezk, Bachmut und Awdijiwka, teilte der Generalstab mit. Das russische Verteidigungsministerium berichtete, die Russen hätten einen Sondereinsatzstützpunkt der Ukraine in der Region Odessa am Schwarzen Meer zerstört.
Laut der UN-Flüchtlingsorganisation UNHCR waren seit Kriegsbeginn am 24. Februar mehr als 6,4 Millionen Flüchtlinge aus der Ukraine ausgereist. Die meisten Menschen zogen in die Nachbarländer Polen (3,4 Millionen), Rumänien (943.000), Russland (888.000) und Ungarn (627.000). EU-Justizkommissar Didier Reynders sicherte im Interview der italienischen Zeitung La Stampa eine strafrechtliche Verfolgung von Kriegsverbrechen in der Ukraine zu. Die Untersuchungen zu Kriegsverbrechen, Verbrechen gegen die Menschlichkeit und zu einem möglichen Genozid hätten bereits begonnen. Derzeit gäbe es etwa 10.000 Akten und Ermittlungen dazu. Mehr als 600 Verdächtige seien bislang identifiziert worden. Die Ermittlungen würden am Tatort in der Ukraine, aber auch in verschiedenen europäischen Ländern, wo Beweise und Zeugenaussagen von Geflüchteten gesammelt werden, durchgeführt.
Die Vize-Präsidentin des Europaparlaments, Katarina Barley, hat gefordert, das geplante EU-Ölembargo gegen Russland ohne Ungarn zu beschließen. Ungarns Ministerpräsident Viktor Orbán wolle die EU „am Nasenring durch die Manege führen“.
Die US-Ratingagentur Moody’s hat die Kreditwürdigkeit der Ukraine angesichts einer wohl längeren Dauer des russischen Angriffskriegs gegen das Land erneut herabgestuft. Trotz umfangreicher finanzieller Unterstützung durch die internationale Gemeinschaft bestände die Gefahr, dass sich der deutliche Anstieg der ukrainischen Staatsverschuldung „als mittelfristig untragbar“ erweise, erklärte Moody’s.
Die Türkei forderte Präsident Recep Tayyip Erdoğan zufolge im Streit mit Schweden über eine NATO-Mitgliedschaft konkrete Schritte gegen den Terrorismus. Auch müsse ein Waffenembargo gegen die Türkei nach dem Einfall in Syrien 2019 aufgehoben werden, zitierte die amtliche Nachrichtenagentur Anadolu Erdoğan nach einem Telefonat mit der schwedischen Ministerpräsidentin Magdalena Andersson.
US-Präsident Biden hat nach Zustimmung des US-Senats und des US-Repräsentantenhauses das Gesetz für eine weitere Unterstützung der Ukraine mit rund 40 Milliarden US-Dollar unterzeichnet. Die Zeitung The Telegraph meldete unter Berufung auf die britische Außenministerin Liz Truss, dass Großbritannien der Republik Moldau moderne Waffen nach NATO-Standard liefern will, um Russland von einem möglichen Angriff abzuschrecken.
Die Abendanalyse des ISW hob die vermutete russische Absicht hervor, Sjewjerodonezk einzukesseln und einzunehmen, nachdem die Angriffe auf anderen Angriffsachsen, insbesondere Isjum, ins Stocken geraten waren. Unter diesem Gesichtspunkt nutze die russische Armee Geländegewinne im Bogen Rubischne-Sjewjerodonezk-Luhansk-Popasna aus, um schließlich Sjewjerodonezk – den letzten ukrainischen Eckpfeiler in der Oblast Luhansk – einzukesseln und zu belagern.

### 22. Mai

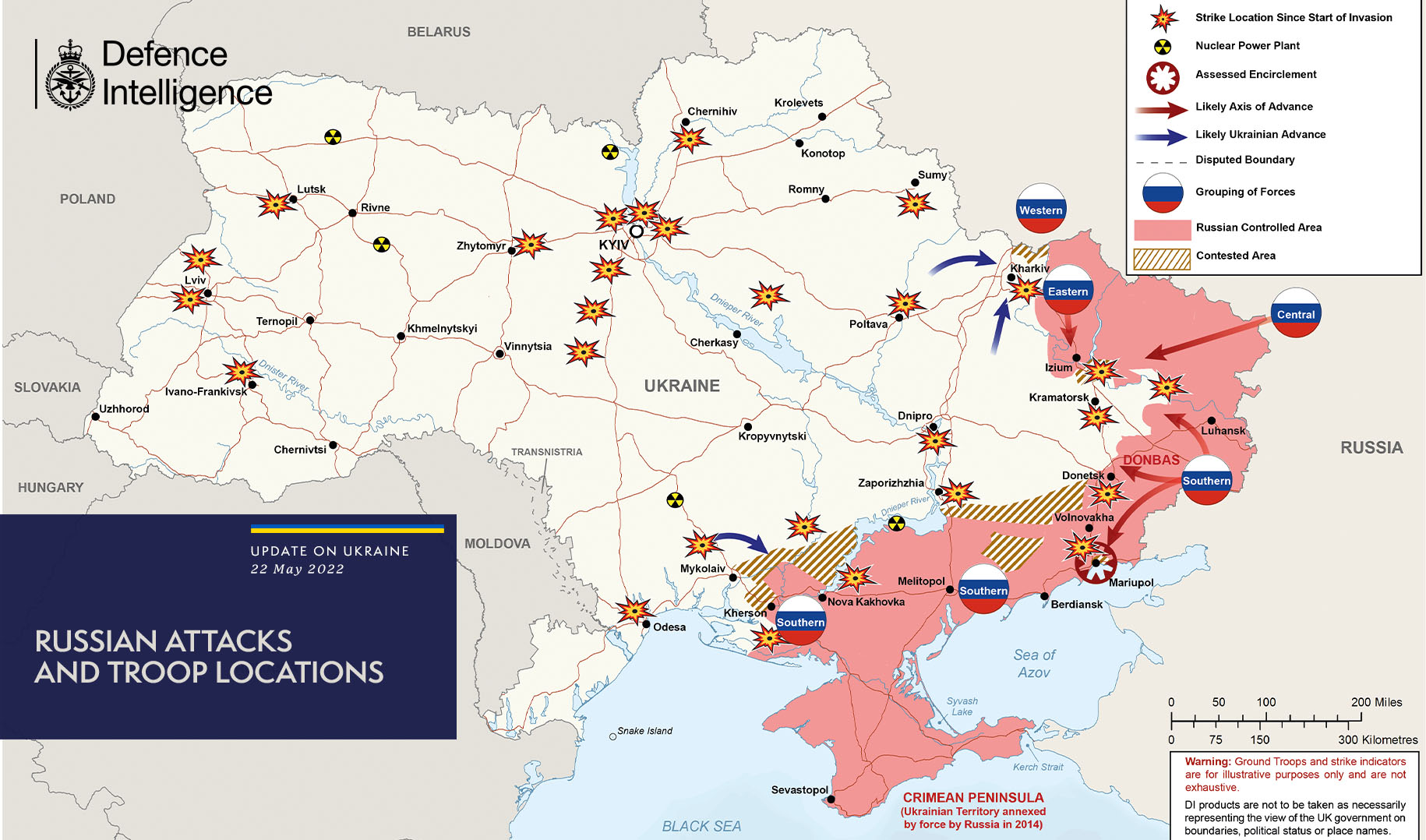
Lagebild in einer Veröffentlichung des britischen Verteidigungsministeriums am 22. Mai

Nach Erkenntnissen des britischen Verteidigungsministeriums am Morgen des 22. Mai wurde Russlands einzige operative Kompanie von BMPT-Terminator-Panzerunterstützungsfahrzeugen wahrscheinlich auf der Sjewjerodonezk-Achse der Donbass-Offensive eingesetzt. Das legte nahe, dass die Central Grouping of Forces (CGF) an diesem Angriff beteiligt war, da sie der einzige Großverband war, der dieses Fahrzeug einsetzte.
Der ukrainische Präsident Wolodymyr Selenskyj beschrieb die Situation im Donbass als „extrem schwierig“. Die russische Armee versuche die Städte Slowjansk und Sjewjerodonezk anzugreifen, sagte er in einer in der Nacht zum Sonntag veröffentlichten Videobotschaft. In der Ostukraine gebe es weiter schwere Kämpfe um die Städte Sjewjerodonezk und Lyssytschansk im Luhansker Gebiet. Positionen ukrainischer Truppen würden in dem Bereich entlang der gesamten Frontlinie mit russischer Artillerie beschossen, teilte der Generalstab in Kiew mit.
Russische Truppen versuchten demnach erfolglos, Ortschaften nördlich, östlich und südlich von Sjewjerodonezk zu stürmen. Ebenso hart werde um Dörfer südlich der Trasse von Lyssytschansk nach Bachmut im Donezker Gebiet gekämpft. Die russische Armee versuchte seit Tagen, die ukrainischen Gruppen rund um Sjewjerodonezk und Lyssytschansk vom Nachschub aus dem Donezker Gebiet abzuschneiden. Am Vortag wurde dabei ukrainischen Angaben zufolge gezielt eine Brücke über den Siwerskyj Donez zwischen den Zwillingsstädten Lyssytschansk und Sjewjerodonezk mit 240-Millimeter-Mörsern zerstört. Artilleriegefechte und Bombardements habe es auch im Donezker Gebiet gegeben. Russlands Verteidigungsministerium teilte unterdessen mit, in den vergangenen 24 Stunden seien insgesamt knapp 40 Ziele aus der Luft angegriffen worden, darunter fünf Waffenlager im Donbass. Zudem seien landesweit mehr als 580 Ziele mit Raketen und Artillerie beschossen worden. Russland intensivierte nach ukrainischen Angaben seine Luftangriffe in der gesamten Ukraine. Die russische Armee setze „ihre Raketen- und Luftangriffe auf das gesamte Territorium fort“ und habe „die Intensität erhöht“, erklärte der Generalstab der ukrainischen Armee. Demnach setzte Moskau zunehmend die Luftwaffe ein, „um wichtige Infrastrukturen zu zerstören“. Mindestens acht Menschen sind nach ukrainischen Angaben durch russischen Beschuss getötet worden. Im ostukrainischen Gebiet Donezk wurden nach Angaben des ukrainischen Militärs mindestens sieben Menschen getötet und acht verletzt. Bei einem Raketenangriff auf Malyn nordwestlich von Kiew wurde nach Angaben der Agentur Unian ebenfalls mindestens ein Mensch getötet. Das ukrainische Militär meldete zudem am Sonntag elf abgewehrte Angriffe russischer Truppen im Osten der Ukraine. Im Lauf der Woche seien mehr als 200 russische Militärfahrzeuge zerstört worden sowie drei Flugzeuge.
Laut einem vertraulichen Bericht des Bundesnachrichtendiensts (BND) kämpften zahlreiche russische Rechtsextreme und Neonazis gegen die Ukraine. Dem Dokument zufolge kämpften mit der Russischen Reichslegion und der Task-Force Russitsch „wenigstens zwei Gruppen mit rechtsextremistischer Gesinnung“ gegen die ukrainische Armee, wie der Spiegel unter Berufung auf das Papier berichtete.
Die Ukraine verlängerte das seit Ende Februar geltende Kriegsrecht um weitere neunzig Tage. Das Parlament in Kiew stimmte angesichts des russischen Angriffskriegs auch für eine Verlängerung der Generalmobilmachung bis zum 23. August, wie mehrere Abgeordnete im Nachrichtendienst Telegram schrieben.
Russland erklärte sich nach den Worten des Chefunterhändlers Wladimir Medinski zur Wiederaufnahme der Verhandlungen mit der Ukraine bereit. Als erster ausländischer Staatschef seit dem Beginn des russischen Einmarsches hielt der polnische Präsident Andrzej Duda eine Rede im ukrainischen Parlament.
Der Präsident des Weltwirtschaftsforums, Børge Brende, hat zum Wiederaufbau der Ukraine einen Marshallplan gefordert.
Mit Anti-Kriegs-Sprechchören haben Besucher eines Konzerts in Russland für Aufsehen gesorgt. In sozialen Netzwerken veröffentlichten viele Nutzer am Wochenende ein kurzes Video, auf dem zu sehen ist, wie hunderte Menschen vor einer Bühne immer wieder „Scheiß-Krieg, Scheiß-Krieg“ rufen.
Journalisten der Nachrichtenagentur AFP berichteten anlässlich einer von Russland organisierten Reise in das besetzte Mariupol, Russland plane, die weitgehend zerstörte Industrie- und Hafenstadt Mariupol in einen Badeort zu verwandeln. In der Stadt seien kaum Einwohner auf den Straßen zu sehen, dagegen viel Militär Russlands und seiner separatistischen Verbündeten. Menschen, mit denen die Journalisten sprachen, äußerten sich hoffnungslos über ihre eigene Zukunft. Es sei alles zerstört, es gebe kein Essen, keine Arbeit.
Der eigentlich schon pensionierte Generalmajor Kanamat Botaschew wurde bei Abschuss seiner Su-25 im Donbass von einer Stinger-Rakete getötet. Er war der ranghöchste russische Luftwaffenoffizier, der seit Beginn des Kriegs getötet wurde.

### 23. Mai

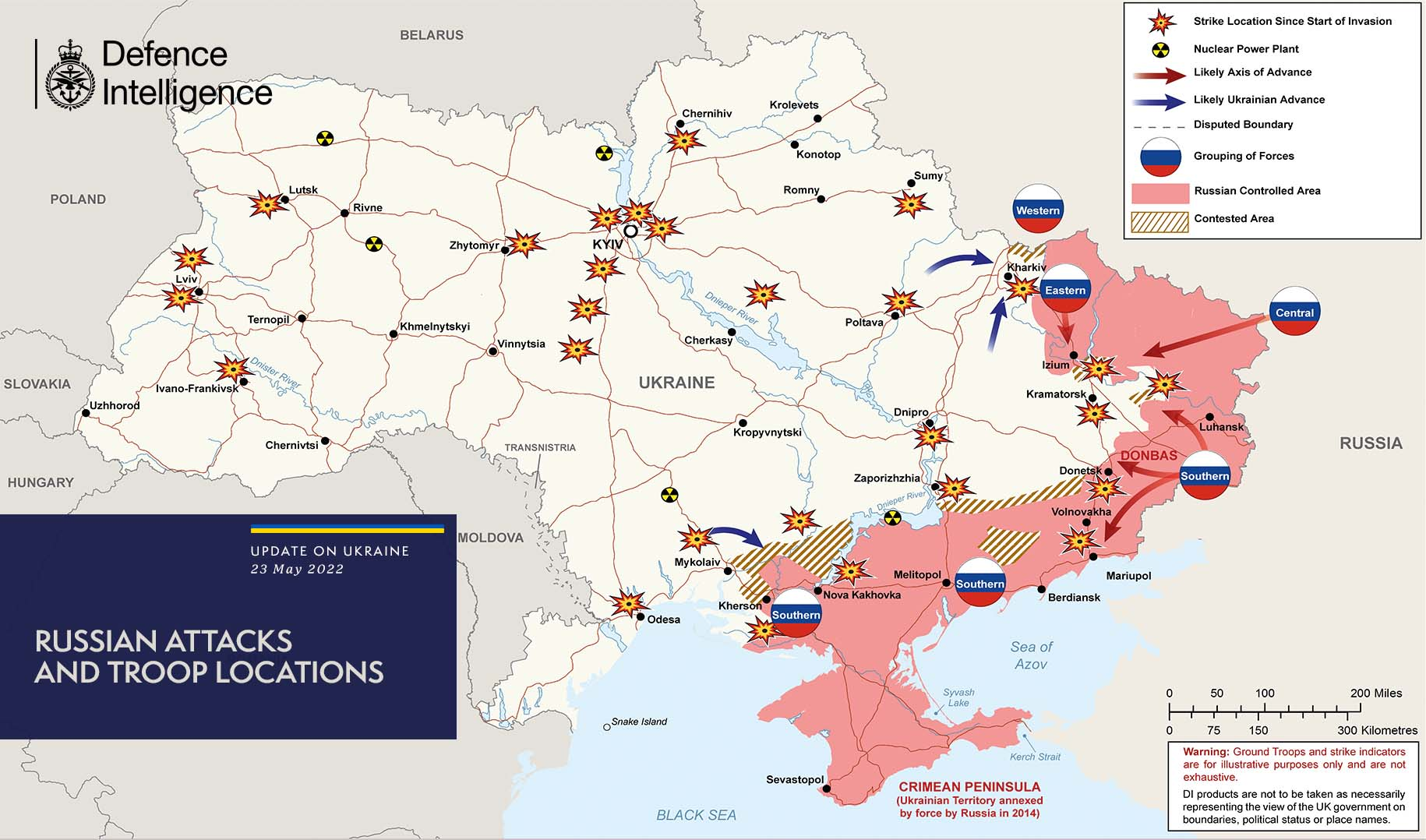
Lagebild in einer Veröffentlichung des britischen Verteidigungsministeriums am 23. Mai

Die Analyse des britischen Verteidigungsministeriums zog den Schluss, dass die Anzahl russischer Gefallener am 23. Mai nach drei Monaten Krieg absehbar den Zahlen nach neun Jahren Einsatz sowjetischer Truppen in Afghanistan während der 1980er Jahre entspräche. Ursache wäre das Zusammenkommen vieler Faktoren wie mangelhafter Taktik, fehlender Luftüberlegenheit, ungenügender Flexibilität und einer auf Befehlstaktik beruhenden Führungskultur, die gleiche Fehler immer wieder aufkommen lasse, zu hohen Verlusten führe und auch wieder in der Donbass-Offensive beobachtet werden könne. In der Vergangenheit hätte die russische Öffentlichkeit bei nicht aufgezwungenen Kriegen in solchen Fällen sensibel reagiert. Die britische Defence Intelligence rechne bei weiterhin hohen Verlusten auch mit Widerstand aus der Bevölkerung. Der ukrainische Präsident Wolodymyr Selenskyj bezifferte die Tagesverluste der eigenen Truppen an der Front in der Ostukraine auf 50 bis 100 Soldaten. Die Front in der Ostukraine wird nach ukrainischen Angaben von Russland pausenlos bombardiert. Die Situation sei schwierig, sagte der Chef der Militärverwaltung der Oblast Donezk, Pawlo Kyrylenko, in Kramatorsk. Die Russen versuchten, die Stadt Lyman einzunehmen, um nach Kramatorsk und Slowjansk vorzudringen. Kramatorsk und das benachbarte Slowjansk waren die größten Städte in Donezk, die am 23. Mai nicht von russischen Truppen kontrolliert wurden. Der von Moskau eingesetzte Bürgermeister der südukrainischen Stadt Enerhodar wurde bei einem Partisanen-Angriff mit einem Sprengkörper verwundet.
Die Ukraine erhielt nach Angaben der US-Regierung von etwa 20 Staaten Zusagen für weitere militärische Unterstützung. Dies teilte US-Verteidigungsminister Lloyd Austin nach einer Videoschalte der neuen internationalen Ukraine-Kontaktgruppe mit. Demnach wollen beispielsweise Italien, Griechenland und Polen Artilleriesysteme liefern. Dänemark versprach weitere Raketen. Dänemark soll US-Verteidigungsminister Lloyd Austin zufolge die Ukraine mit Anti-Schiffsraketen des Typs Harpoon sowie entsprechenden Abschussvorrichtungen versorgen. Damit sollte das ukrainische Militär in die Lage versetzt werden, die russische Blockade der Häfen zu brechen, die unter anderem den Getreideexport verhindert. Andere Staaten kündigten Unterstützung bei der Ausbildung der Streitkräfte an.
Im ersten ukrainischen Kriegsverbrecherprozess wurde ein 21 Jahre alter russischer Soldat zu lebenslänglicher Haft verurteilt. Das Gericht in Kiew sah es nach einem Geständnis des Mannes als erwiesen an, dass der Panzersoldat nach dem russischen Einmarsch in die Ukraine einen 62-jährigen Zivilisten erschossen hatte. Die ukrainische Generalstaatsanwältin Iryna Wenediktowa sagte der Washington Post in einem Interview, dass bis jetzt etwa 13.000 Fälle möglicher russischer Kriegsverbrechen untersucht würden. Die Ukraine warf Russland Gräueltaten und Brutalität – auch gegen Zivilisten – vor. Russland bestritt dies. Die in der Hafenstadt Mariupol gefangen genommenen ukrainischen Soldaten sollten nach Angaben eines prorussischen Separatistenführers direkt in der Region vor ein Gericht gestellt werden. Ein „internationales Tribunal“ würde organisiert. Unter Berufung auf eine Quelle, die mit dem „Tribunal“ befasst sei, schrieb Interfax außerdem, ein erster Prozess solle in Mariupol stattfinden. Der russische Diplomat Boris Bondarew, eingesetzt bei den Vereinten Nationen in Genf, hat wegen des „aggressiven Kriegs“ seines Landes in der Ukraine seinen Rücktritt eingereicht. „Ich habe mich noch nie so für mein Land geschämt wie am 24. Februar dieses Jahres“ schrieb er.
Die Ukraine schloss einen sofortigen Waffenstillstand mit Russland aus und ist nicht dazu bereit, der Regierung in Moskau territoriale Zugeständnisse zu machen. „Der Krieg muss mit der vollständigen Wiederherstellung der territorialen Integrität und Souveränität der Ukraine enden“, so Stabschef des Präsidialamts, Andrij Jermak. Russland signalisierte seine Bereitschaft zu Verhandlungen mit der Ukraine. Voraussetzung sei, dass Kiew eine „konstruktive Position“ einnehme, berichtete die Agentur Ria unter Berufung auf den russischen Vizeaußenminister Andrei Rudenko. Er wollte zudem nicht ausschließen, dass über den Austausch der Gefangenen aus dem Asowstal-Werk gesprochen werde.
Die ehemalige Sowjetrepublik Belarus, die sich bislang nicht aktiv am russisch-ukrainischen Krieg beteiligte, ziehe nach Angaben aus Kiew Streitkräfte an der Grenze zusammen. „Die belarussischen Streitkräfte führen verstärkt Aufklärung durch und haben zusätzliche Einheiten im Grenzbereich aufgestellt“, teilte der ukrainische Generalstab in seinem Lagebericht mit. Russlands Präsident Wladimir Putin wollte sich am 23. Mai in Sotschi mit dem belarussischen Machthaber Aljaksandr Lukaschenka treffen. Dabei soll es um Fragen der weiteren Zusammenarbeit, möglicherweise in einem gemeinsamen Unionsstaat gehen.
Litauen erklärte, seinen Botschafter in Russland vom 1. Juni an abzuziehen.
Die Analyse des ISW berichtete über die Allrussische Offiziersversammlung, eine unabhängige prorussische Veteranenvereinigung, die den russischen Präsidenten Wladimir Putin und den Kreml aufforderte, der Ukraine den Krieg zu erklären und eine Teilmobilisierung in Russland einzuleiten. Die Versammlung sagte, dass Russlands „militärische Spezialoperation“ ihre Ziele in drei Monaten nicht erreicht habe, insbesondere nach der gescheiterten Überquerung des Flusses Siwerskyj Donez. Der Appell der Versammlung forderte Putin auf, anzuerkennen, dass die russischen Streitkräfte nicht länger nur die Ukraine „entnazifizieren“, sondern einen Krieg für Russlands historische Gebiete und seine Existenz in der Weltordnung führen würden. Die Offiziere forderten den Kreml auf, alle an die NATO-Staaten angrenzenden Regionen (einschließlich der Ukraine) zu mobilisieren, territoriale Verteidigungstruppen zu bilden, die Dauer des Wehrdienstes von einem Jahr auf zwei zu verlängern sowie neue oberste Kriegsverwaltungen über Russland, die Volksrepubliken Donezk und Luhansk sowie die neu besetzten ukrainischen Siedlungen zu bilden. Die Vereinigung forderte auch die Todesstrafe für Deserteure. Immer mehr Russen, die den Kreml und die russische Invasion in der Ukraine unterstützen, fangen an, den Kreml offen zu kritisieren. Russische Blogger behaupteten, der Kreml werde dem Aufruf der Offiziersversammlung nicht nachkommen, was auf eine zunehmend negative Wahrnehmung der russischen Führung unter den Russen hinweist, die den Krieg in der Ukraine unterstützen.
Der Gouverneur der Oblast Kaliningrad, Anton Alichanow, erklärte öffentlich, dass der russische Krieg in der Ukraine die Transportwege und Baupläne in der Region gestört habe, ein seltenes Eingeständnis der wirtschaftlichen Kosten des Krieges durch einen russischen Regierungsbeamten. Der ukrainische Generalstab berichtete auch, dass russische Militärangehörige zunehmend über die Wirkungslosigkeit von Offensivoperationen gegen ukrainische Truppen klagen.
Unbekannte Angreifer setzten am 23. Mai ihre Angriffe auf militärische Rekrutierungsbüros in Russland fort, was auf wachsende Unzufriedenheit mit der Wehrpflicht hindeutet. Ein russischer Telegram-Kanal berichtete, dass ein unbekannter Angreifer einen Molotow-Cocktail auf das militärische Rekrutierungsbüro in der Region Udmurtien warf.

### 24. Mai

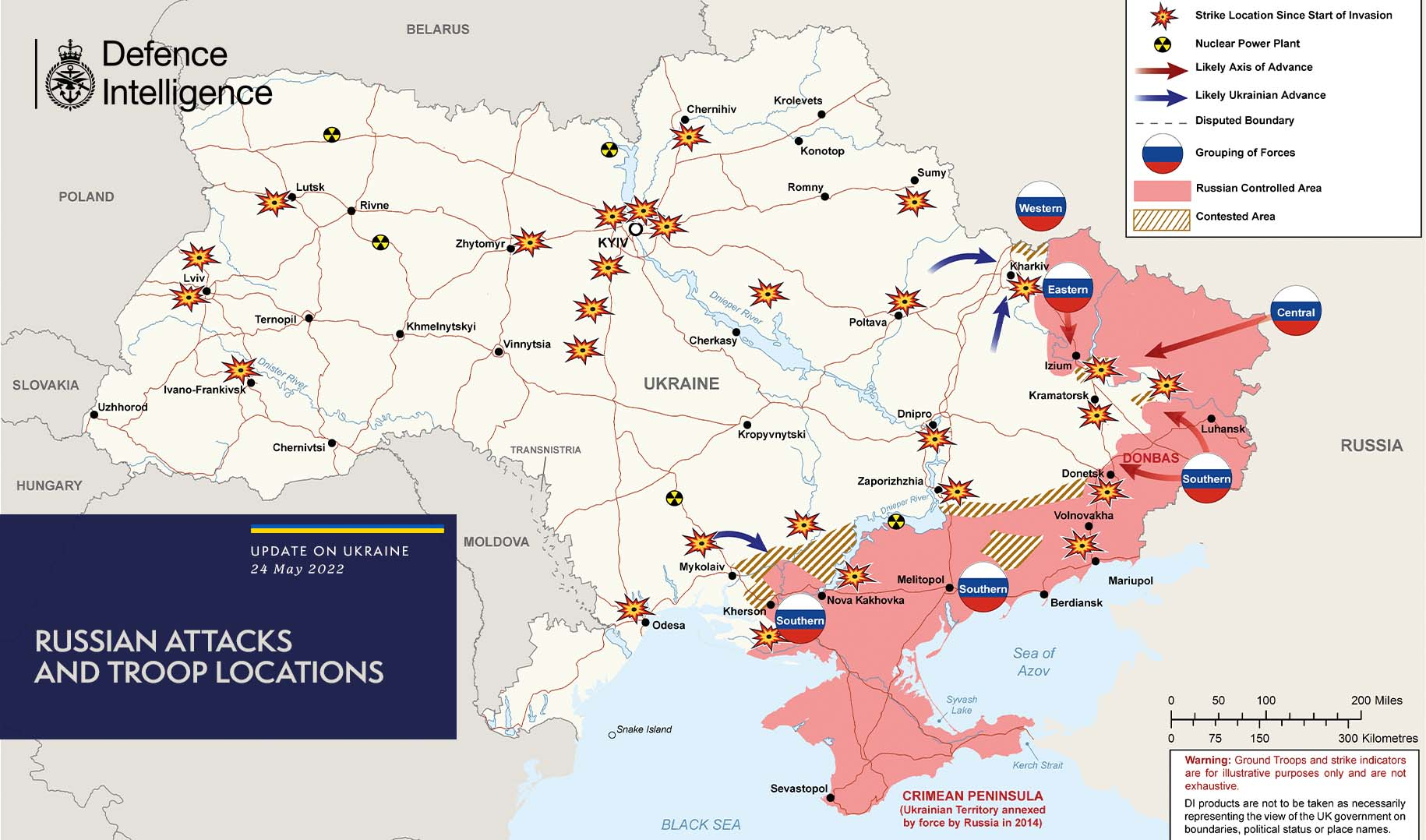
Lagebild in einer Veröffentlichung des britischen Verteidigungsministeriums am 24. Mai

Zur Dauer des nun seit drei Monaten andauernden Krieges sagte der Sekretär des russischen Sicherheitsrats und vermutliche Putin-Stellvertreter Nikolai Patruschew aufgrund von auch in Russland wahrgenommenen offensichtlichen Verzögerungen des Kriegs, es gebe keinen Zeithorizont für die „Denazifizierung“ der Ukraine, denn der Nazismus müsse „zu 100 Prozent ausgerottet“ werden.
Die Stadt Switlodarsk wurde von russischen Streitkräften eingenommen.
Im Osten der Ukraine wurde nach einem Bericht der BBC ein General der russischen Luftwaffe abgeschossen und ist ums Leben gekommen. Das Flugzeug von Generalmajor Kanamat Botaschew sei bereits am Sonntag über der Kleinstadt Popasna im Donbass von einer Stinger-Rakete getroffen worden.
Nach drei Monaten Krieg gegen die Ukraine gab sich Russland trotz Rückschlägen weiter siegesgewiss. „Trotz der umfangreichen westlichen Hilfe für das Kiewer Regime und des Sanktionsdrucks auf Russland werden wir die spezielle Militäroperation fortsetzen, bis alle Aufgaben erfüllt sind“, sagte Verteidigungsminister Sergei Schoigu der Agentur Interfax zufolge. Die „diktatorische Position“ des Westens gegenüber Russland beschleunigt nach Ansicht des russischen Außenministers Sergei Lawrow die Entwicklung der Wirtschaftsbeziehungen seines Landes zu China. Moskau werde sich nur auf sich selbst und auf diejenigen Staaten verlassen, die „ihre Zuverlässigkeit bewiesen haben“, sagte Sergei Lawrow den Staatsagenturen RIA und Tass zufolge. Die Zukunft liegt laut Lawrow in der Region Eurasien. Neben China nannte er auch Indien und den Iran als wichtige Partner.
Japan, die USA, Indien und Australien – die sogenannte Quad-Allianz – wenden sich gemeinsam gegen Versuche einer „gewaltsamen Änderung des Status quo“ in einer Weltregion. „Da Russlands Invasion in der Ukraine die fundamentalen Prinzipien der internationalen Ordnung erschüttert“, hätten US-Präsident Joe Biden, Indiens Premierminister Narendra Modi, Australiens Premierminister Anthony Albanese und er „bestätigt, dass einseitige Versuche, den Status quo gewaltsam zu ändern, niemals irgendwo toleriert werden“, sagte Japans Ministerpräsident Fumio Kishida in Tokio. Dies gelte „besonders im Asien-Pazifik-Raum“, fügte er hinzu.
Das russische Parlament hat in erster Lesung einen Gesetzesvorschlag zur leichteren Entziehung von Sendelizenzen ausländischer Medien angenommen. Bei Verbreitung von Informationen, die „auf die Diskreditierung der russischen Streitkräfte abzielen oder mit der Einführung von Sanktionen gegen Russland in Verbindung stehen“, können entsprechende Medien durch eine einfache Entscheidung der Staatsanwaltschaft verboten werden, erklärte die Duma. Ferner wurde ein Einreiseverbot gegen 154 Mitglieder des britischen Oberhauses verhängt. Wie das Außenministerium in Moskau mitteilte, geschieht dies als Reaktion auf die Entscheidung der britischen Regierung vom März, fast alle Mitglieder des Föderationsrates, des russischen Oberhauses, mit Sanktionen zu belegen.
Der ungarische Regierungschef Viktor Orbán blockierte weiter das geplante EU-Ölembargo gegen Russland. Es sei „sehr unwahrscheinlich, dass vor dem Sondergipfel des Europäischen Rates am 30. und 31. Mai eine umfassende Lösung gefunden werden kann“, schrieb Orbán in einem Brief an EU-Ratspräsident Charles Michel, der der Nachrichtenagentur AFP vorliegt. Die EU erlässt der Ukraine für vorerst ein Jahr die Einfuhrzölle. Die Mitgliedsländer besiegelten einen entsprechenden Vorschlag der EU-Kommission, wie der Rat in Brüssel mitteilte.
Die EU hat die Finanzmittel zur Unterstützung der ukrainischen Streitkräfte auf zwei Milliarden Euro aufgestockt. Wie der Rat der Mitgliedstaaten mitteilte, wurde dazu der noch ausstehende Beschluss gefasst. Die politische Einigung auf weitere 500 Millionen gab es bereits Mitte des Monats bei einem Treffen der EU-Außenminister. Von dem zusätzlichen Geld sollen 490 Millionen für Waffen und Munition sowie zehn Millionen für Dinge wie Schutzausrüstung, Erste-Hilfe-Kits und Treibstoff ausgegeben werden.

### 25. Mai

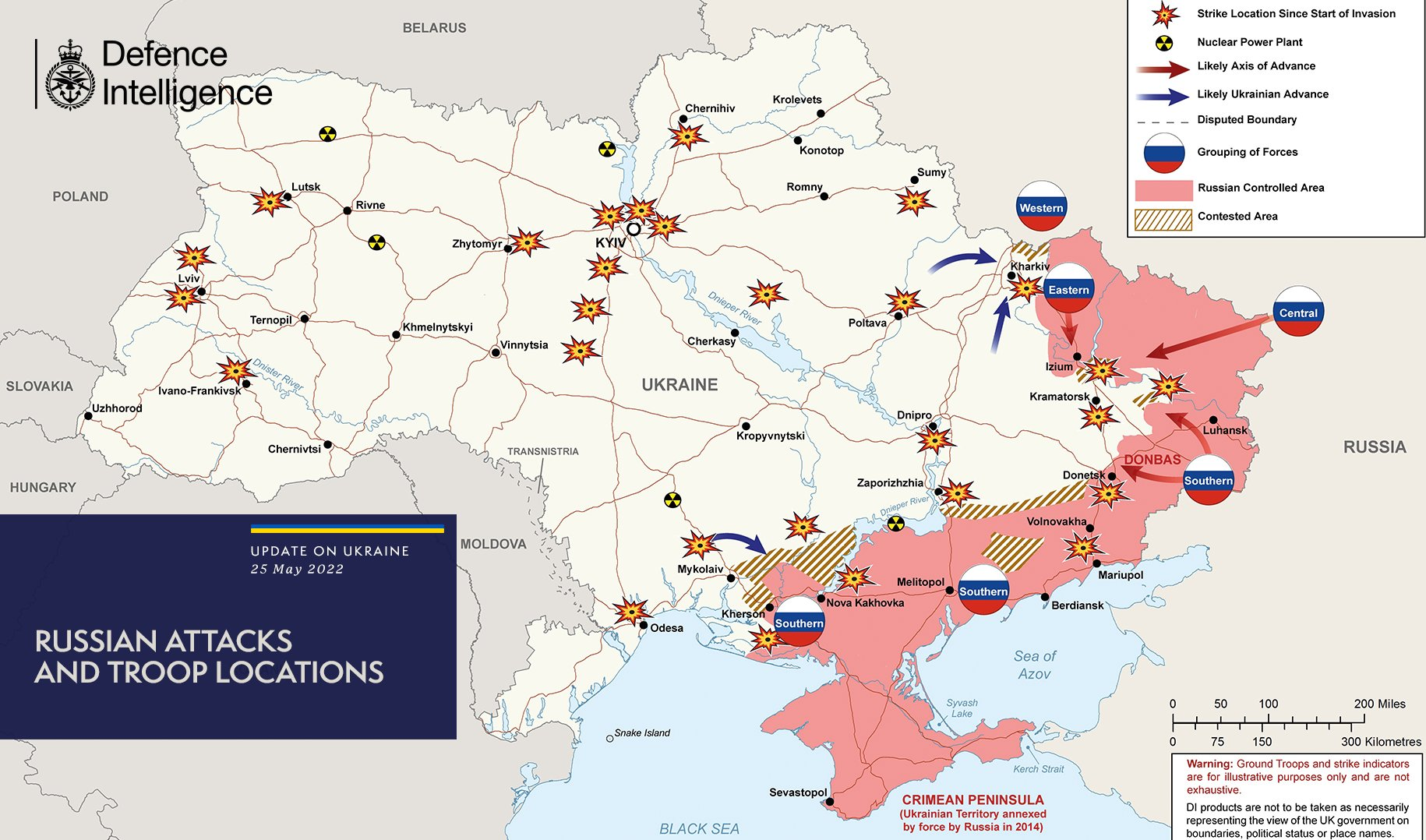
Lagebild in einer Veröffentlichung des britischen Verteidigungsministeriums am 25. Mai

Nach Einschätzung des ISW priorisierten die russische Streitkräfte Vorstöße östlich und westlich von Popasna um ukrainische Verbindungslinien südwestlich von Sjewjerodonezk zu unterbrechen und die Einkesselung im Oblast Luhansk abzuschließen. Russische Streitkräfte wären wahrscheinlich in Lyman eingedrungen und könnten dieses als Ausgangsbasis nutzen, um sich mit Vorstößen südöstlich von Isjum zu einer Offensive auf Siwersk zu koordinieren. Russische Streitkräfte könnten so die Schlacht von Sjewjerodonezk beginnen, bevor sie die ukrainischen Verbindungen südwestlich und nordwestlich von Sjewjerodonezk vollständig abschneiden würden. Russische Streitkräfte griffen Saporischschja an, um einen wichtigen Logistikknotenpunkt für die im Osten operierenden ukrainischen Streitkräfte zu stören.
Der Chef der Weltbank, David Malpass, hat darauf hingewiesen, dass der durch den Ukraine-Krieg ausgelöste Preisanstieg bei Energieträgern und Lebensmitteln sowie mögliche Engpässe bei der Düngemittelversorgung eine globale Rezession auslösen könnten.
Die USA, die EU und das Vereinigte Königreich wollen die Ukraine bei der Aufklärung von Kriegsverbrechen unterstützen. Eine gemeinsame Initiative soll bei der Koordinierung und Kommunikation helfen und der ukrainischen Staatsanwaltschaft, die für die Verfolgung von Kriegsverbrechen zuständig ist, unter die Arme greifen, hieß es in einer gemeinsamen Mitteilung.
Drei Monate nach Kriegsbeginn hat der russische Präsident Wladimir Putin einen höheren Wehrsold für in der Ukraine kämpfende russische Soldaten angeordnet. Putin begründete die Entscheidung der Agentur Interfax zufolge damit, dass die Gehälter der im Ausland stationierten Militärs an die Entwicklung des Devisenmarktes gebunden seien und der US-Dollar im Vergleich zum russischen Rubel derzeit schwächele. Wie viel mehr Sold es genau geben soll, war zunächst unklar.
Unter den NATO-Staaten gibt es nach Informationen der Nachrichtenagentur dpa informelle Absprachen zum Verzicht auf die Lieferung bestimmter Waffensysteme an die Ukraine. Wie der dpa in Bündniskreisen in Brüssel bestätigt wurde, soll dadurch das Risiko einer direkten militärischen Konfrontation zwischen NATO-Staaten und Russland möglichst gering gehalten werden. Befürchtet wird zum Beispiel, dass Russland die Lieferung westlicher Kampfpanzer und Kampfflugzeuge offiziell als Kriegseintritt werten könnte und dann militärische Vergeltungsmaßnahmen ergreift. Waffensysteme dieser Art wurden bislang nicht in die Ukraine geliefert. Die Ukraine wird aus Litauen gepanzerte Fahrzeuge als Militärhilfe für den Krieg gegen Russland erhalten. Das baltische EU- und NATO-Land werde Kiew 20 gepanzerte Mannschaftstransporter vom Typ M113, 10 Militärlastwagen und 10 Minenräum-Geländefahrzeuge übergeben, teilte das litauische Verteidigungsministerium mit.
Russische Oligarchen haben im Laufe des Ukraine-Kriegs Zugriff auf Luxusjachten, Immobilien und andere Vermögen im Wert von knapp 10 Milliarden Euro verloren. Dies ging nach Informationen der Deutschen Presse-Agentur aus Zahlen der EU-Kommission hervor. Die Europäische Kommission hat Pläne zur Beschlagnahmung von eingefrorenen Vermögenswerten russischer Oligarchen vorgelegt. „Die EU-Sanktionen müssen eingehalten werden, und diejenigen, die versuchen, sie zu umgehen, müssen bestraft werden“, erklärte Vizekommissionspräsidentin Věra Jourová in Brüssel. Die Pläne sehen eine Konfiszierung vor, wenn Oligarchen versuchen, die von der EU verhängten Sanktionen gegen Russland zu umgehen und Vermögen zu verstecken. Die Schweiz will Vermögenswerte in Höhe von mehr als 100 Millionen Franken (97 Millionen Euro) des 2014 abgesetzten ehemaligen ukrainischen Präsidenten Wiktor Janukowytsch beschlagnahmen und an die Ukraine zurückgeben.
Russland wird seine Auslandsschulden nach Angaben aus Moskau nun in Rubel begleichen. Künftige Zahlungen würden „in der russischen Landeswährung getätigt“, erklärte das Finanzministerium im Dienst Telegram. Grund dafür sei, dass die USA eine entsprechende Ausnahmeregelung zur Schuldenbegleichung gestrichen hätten. Das mache es „unmöglich, die Staatsschulden weiter in Dollar zu begleichen“. Das US-Finanzministerium hatte zuvor mitgeteilt, dass in der Nacht zum Mittwoch (Ortszeit) eine Sanktions-Ausnahmeregelung ende, die Russland eine Begleichung seiner Auslandsschulden mit Dollar erlaubt hatte. Im Zuge der Sanktionen wurde unter anderem die Möglichkeit des russischen Staates blockiert, seine Schulden mit auf US-Konten gelagerten Dollar zu begleichen. Moskau konnte aber noch auf in Russland gehaltene Dollar zurückgreifen. Diese Ausnahme endete nun.
Russland wird nach eigenen Angaben einen möglichen Gefangenenaustausch mit der Ukraine prüfen, sobald die Gerichtsurteile gegen ukrainische Gefangene gefallen sind. Der stellvertretende russische Außenminister Andrei Rudenko sagte laut russischen Nachrichtenagenturen, ein Austausch werde erst geprüft, wenn ein Urteil gegen „diejenigen, die sich ergeben haben“, gefallen sei. Vorher seien Diskussionen über einen Austausch „verfrüht“. Die ukrainischen Behörden wollen einen Austausch von Kriegsgefangenen organisieren. Die russische Seite hat indes mehrfach erklärt, dass sie einen Teil der ukrainischen Gefangenen, die zum Asow-Regiment gehören, nicht als Kriegsgefangene betrachte – sondern als „Neonazis“, die sich Kriegsverbrechen schuldig gemacht hätten.
Russland will das Verfahren zur Einbürgerung von Bewohnern in den besetzten ukrainischen Regionen Cherson und Saporischschja erleichtern. Präsident Wladimir Putin unterzeichnete ein entsprechendes Dekret, das in diesen Gebieten ermöglicht, einfacher die russische Staatsbürgerschaft und einen russischen Pass zu bekommen.

### 26. Mai
Das ISW berichtete von erfolglosen Vorstößen russischer Streitkräfte um südöstlich von Isjum in der Nähe der Grenze zwischen den Oblasten Charkiw und Donezk vorzudringen. Die russischen Streitkräfte stießen stetig um Sjewjerodonezk herum vor und versuchten wahrscheinlich, das Gebiet Sjewjerodonezk-Lyssytschansk in den kommenden Tagen vollständig einzukesseln. Russische Streitkräfte machten weiterhin anhaltende Fortschritte südlich und westlich von Popasna in Richtung Bachmut und bereiteten in besetzten Gebieten der Südachse eine „dritte Verteidigungslinie“ vor, um die langfristige Kontrolle über die Region zu festigen und sich darauf vorzubereiten, zu erwartende ukrainische Gegenoffensiven abzuwehren.
Die Stadt Lyman wurde von den russischen Streitkräften erobert.
Der belarussische Präsident Aljaksandr Lukaschenka hat die Bildung eines südlichen Militärkommandos angekündigt. Taktische Bataillonsgruppen würden in die Gegend nahe der Grenze zur Ukraine entsandt, sagte er.
Russlands Außenminister Sergei Lawrow hat Medienberichten zufolge den Westen vor der Lieferung von Waffen an die Ukraine gewarnt, mit denen russisches Territorium angegriffen werden könne. Dies wäre ein „ernster Schritt in Richtung einer inakzeptablen Eskalation“, zitierte die Nachrichtenagentur Tass den Minister. Er hoffe, dass vernünftige Menschen im Westen dies verstünden, hieß es bei der Nachrichtenagentur RIA unter Berufung auf Lawrow.
Im russischen Nordkaukasus hatten 115 Nationalgardisten zu Kriegsbeginn einen Einsatz gegen die Ukraine verweigert. Dies trug ihnen allerdings eine Kündigung ein, die von einem Militärgericht nun für rechtmäßig erklärt wurde. Das meldete die Agentur Interfax aus Naltschik, der Hauptstadt der Teilrepublik Kabardino-Balkarien.
Dem Westen wird es Präsident Wladimir Putin zufolge nicht gelingen, Russland technologisch abzuhängen. Man würde eigene Fähigkeiten entwickeln und seine Unabhängigkeit stärken.
Die russische Notenbank hat ihre Geldpolitik trotz der anhaltenden Sanktionen gegen das Land erneut gelockert. Der Leitzins werde um 3,0 Prozentpunkte auf 11,0 Prozent reduziert, teilte die Zentralbank in Moskau mit. Eine massive Zinserhöhung fand unmittelbar nach Kriegsbeginn statt, um den abstürzenden Rubelkurs zu stärken, zwischenzeitlich erholte er sich. Die Kaufkraft des Rubels in Russland sank jedoch ab.

### 27. Mai

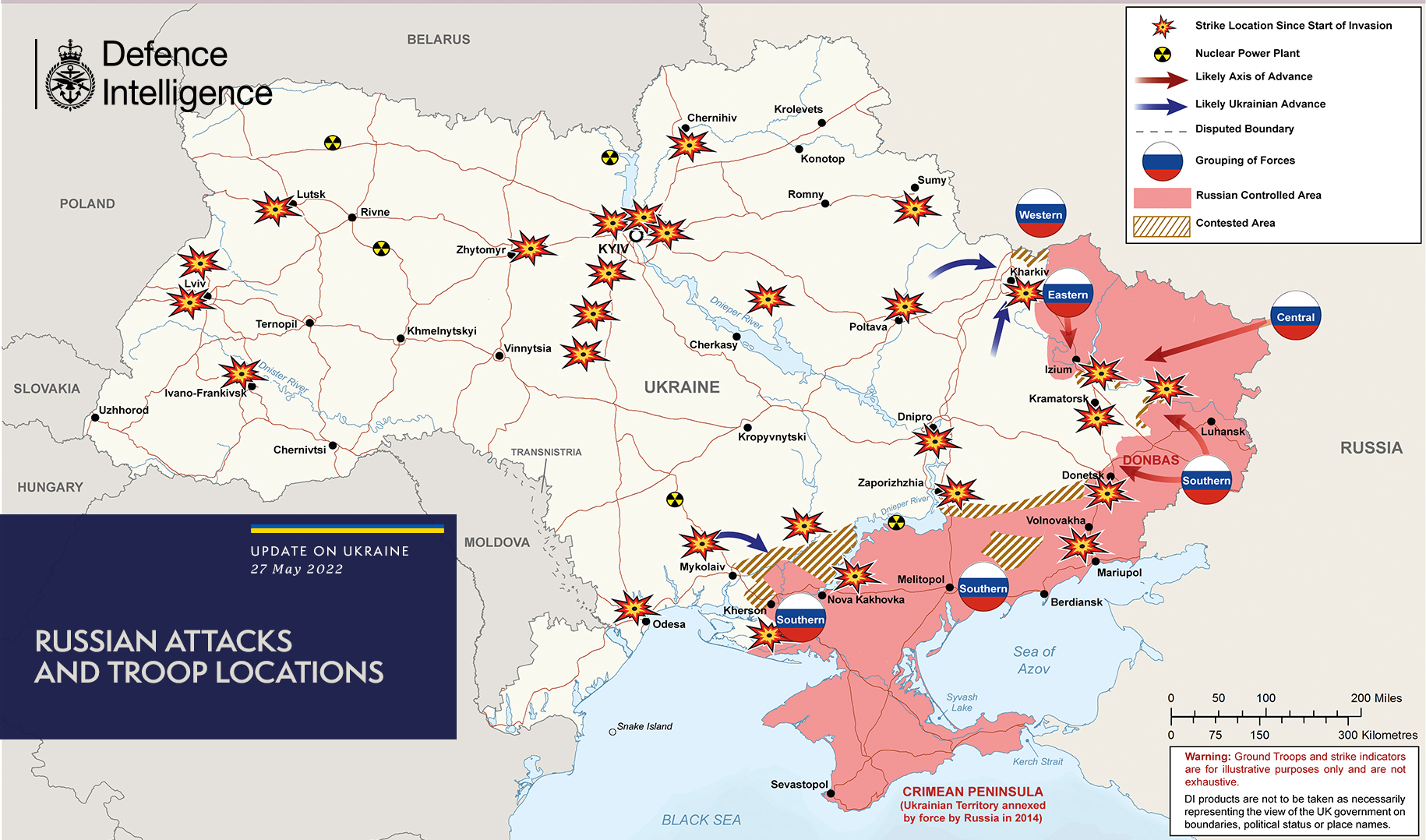
Lagebild in einer Veröffentlichung des britischen Verteidigungsministeriums am 27. Mai

Das ISW berichtete über direkte Angriffe der russischen Streitkräfte auf Stadtbezirke von Sjewjerodonezk, vor dem Abschluss einer Einkesselung. Aus dem zuvor eingenommenen Lyman griffen sie in zwei Angriffsachsen sowohl in den Südwesten zur Unterstützung der Operationen um Isjum, als auch in den Südosten an, um auf Siwersk vorzurücken. Russische Streitkräfte in Popasna versuchten, nach Norden vorzurücken, um die Einkreisung von Sjewjerodonezk zu unterstützen und griffen nicht weiter nach Westen in Richtung Bachmut an. Die Stellungen nordöstlich von Charkiw blieben weitgehend unverändert ohne größere Angriffe von russischen oder ukrainischen Streitkräften. Die russischen Streitkräfte verstärken weiterhin ihre Stellungen entlang der Südachse in der Region Cherson.
Am 27. Mai wurde bekannt, dass – laut britischen Regierungsexperten – seit Ende Mai 2022 auf russischer Seite 50 Jahre alte T-62 eingesetzt werden, um Verluste an moderneren Panzern auszugleichen.
Die prorussischen Separatisten haben mit der Tötung dreier gefangen genommener Ausländer gedroht, die aufseiten der Ukraine gekämpft haben sollen. Demnach sind „Ermittlungen“ gegen zwei Briten und einen Marokkaner abgeschlossen worden.
Die Slowakei hat ihre Abhängigkeit von russischen Gaslieferungen durch Importe aus Norwegen und Übersee beträchtlich verringert. Das gaben Ministerpräsident Eduard Heger und Wirtschaftsminister Richard Sulík bekannt.
In der Region Primorje im östlichsten Teil Russlands haben zwei kommunistische Abgeordnete öffentlich ein Ende der Offensive in der Ukraine gefordert. Beiden Abgeordneten wurde daraufhin mit 27 zu fünf Stimmen für die Dauer des Tages ihr Stimmrecht im Regionalparlament entzogen. Der kommunistische Fraktionsvorsitzende Anatoli Dolgatschew wandte sich umgehend gegen seine Kollegen und versprach „härteste Strafmaßnahmen“.
Seit Beginn der russischen Invasion in der Ukraine vor drei Monaten sind laut den Vereinten Nationen mindestens 8766 Zivilisten verletzt oder getötet worden. Durch Gewalt seien 4.031 Menschen ums Leben gekommen, 4735 weitere hätten Verletzungen erlitten, teilte das UN-Hochkommissariat für Menschenrechte in Genf mit.

### 28. Mai
Die russische Armee versuchte weiterhin, Sjewjerodonezk einzunehmen, das für die Ukrainer nur von Westen her zugänglich war, wobei deren Versorgungsroute in der Reichweite russischer Artillerie lag und die Brücke über den Fluss zerstört wurde. Der Verlust wäre eine taktische Niederlage, jedoch keinesfalls entscheidend. Entscheidend sei vielmehr für Russland, mit der Eroberung dieser letzten ihm „fehlenden“ Stadt der Oblast Luhansk einen propagandistischen „Sieg“ verkünden zu können. In der Oblast Donezk gab es weiterhin keine wesentlichen russischen Fortschritte. Zur Schonung des Materials hätten russische Kommandeure angeblich die Bergung Verwundeter untersagt, was einen groben Verstoß gegen Grundprinzipien professioneller Kriegsführung darstellen würde, so das ISW. Die russischen Streitkräfte in der Oblast Charkiw konzentrierten sich weiterhin darauf, zu verhindern, dass eine ukrainische Gegenoffensive die ukrainisch-russische Grenze zwischen Charkiw und Belgorod erreicht. Ukrainische Streitkräfte begannen eine Gegenoffensive in der Nähe der Grenze zwischen Cherson und Mykolajiw, etwa 70 km nordöstlich von Cherson, die möglicherweise den Fluss Inhulez überquert hat. In von Russland eingenommenen Städten in der Ukraine wird nach ukrainischen Behördenangaben teils die Anbindung an Russland vorangetrieben. Vom Kreml installierte Vertreter hätten mit der Ausstrahlung russischer Nachrichtensendungen begonnen, russische Schullehrpläne würden eingeführt und es würden andere Schritte unternommen, um Gebiete zu annektieren, hieß es.
Der russische Präsident Wladimir Putin hat Deutschland und Frankreich laut Kreml vor der Lieferung schwerer Waffen an die Ukraine gewarnt. Das berge das Risiko einer weiteren Destabilisierung der Lage und der Verschärfung der humanitären Krise, sagte er den Angaben zufolge in einem Telefongespräch mit Bundeskanzler Olaf Scholz und Frankreichs Präsident Emmanuel Macron. Zugleich stellte Putin erneut in Aussicht, die Ausfuhr von Getreide aus der Ukraine zu ermöglichen. Russland sei „bereit“, Möglichkeiten „für einen Getreide-Export ohne Hemmnisse zu finden“, sagte Putin nach Kreml-Angaben. Allerdings müssten dafür auch westliche Sanktionen gegen Russland gelockert oder aufgehoben werden. Die Ukraine hat Verteidigungsminister Oleksij Resnikow zufolge Harpoon-Antischiffsraketen aus Dänemark und Selbstfahrhaubitzen aus den USA bekommen.
Die ukrainisch-orthodoxe Kirche Moskauer Patriarchat erklärte infolge des russischen Angriffskriegs gegen die Ukraine ihre „vollständige Unabhängigkeit“ von geistlichen Autoritäten in Russland.
Die Ratingagentur S&P drückt ihre Bewertung für die Kreditwürdigkeit der Ukraine weiter nach unten. Die Bonitätsnote wurde wegen der Auswirkungen des Krieges von „B-/B“ auf „CCC+/C“ herabgestuft. „Erhebliche Schäden an der ukrainischen Wirtschaft und der Fähigkeit zur Steuererhebung haben die Abhängigkeit der Staatsschulden von internationaler finanzieller Unterstützung erhöht“, erklärt die Agentur. Russland rechnet in diesem Jahr mit zusätzlichen Einnahmen in Höhe von umgerechnet 13,7 Milliarden Euro durch den Export von fossilen Brennstoffen. Das Geld solle für „zusätzliche Zahlungen“ für Rentner sowie Familien mit Kindern ausgegeben werden und für die „Spezialoperation“ in der Ukraine, sagte der russische Finanzminister.

### 29. Mai

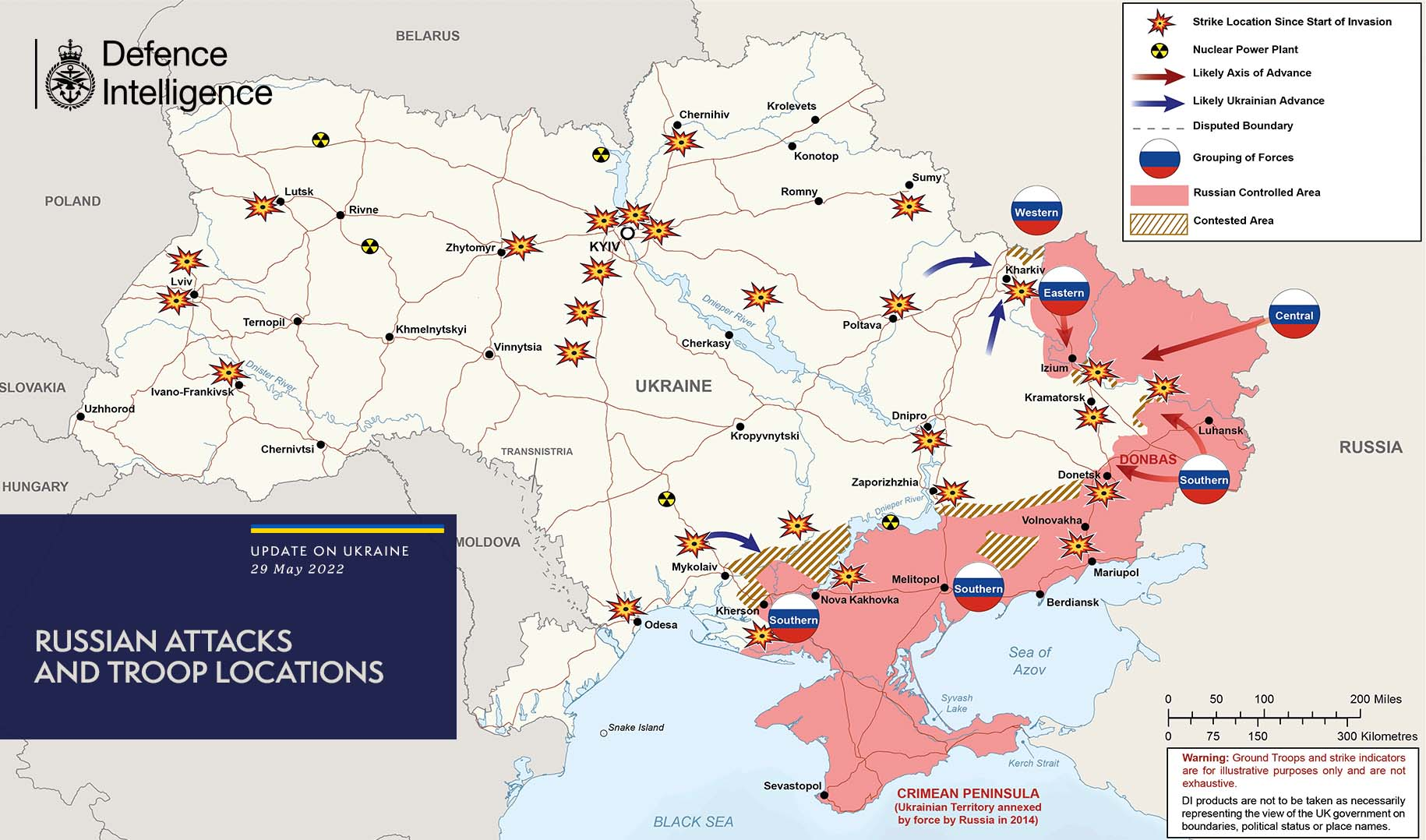
Lagebild in einer Veröffentlichung des britischen Verteidigungsministeriums am 29. Mai

Das ISW berichtete, dass russische Streitkräfte weiterhin versuchten, die volle Kontrolle über Sjewjerodonezk zu übernehmen. Sie setzten die Offensive südöstlich von Isjum fort, machten jedoch keine bestätigten Fortschritte in Richtung Slowjansk. Nordöstlich von Bachmut führte die russische Armee Bodenangriffe zur Unterbrechung der ukrainischen Versorgungsstraßen durch. Die ukrainische Gegenoffensive in der nordwestlichen Oblast Cherson hat russische Truppen gezwungen, in die Verteidigung überzugehen.
Die ukrainischen Sieger des Eurovision Song Contest haben nach eigenen Angaben ihre Trophäe des Wettbewerbs zugunsten der Armee ihres Heimatlandes für 900.000 US-Dollar auf der Online-Handelsplattform WhiteBIT versteigert. In Litauen haben Bürger mehr als fünf Millionen Euro für den Kauf einer Kampfdrohne für die ukrainischen Streitkräfte gespendet. Das Geld kam bei einer öffentlichen Spendenaktion zusammen, die nur dreieinhalb Tage dauerte und am Samstagabend endete.
Weil er im Ukraine-Krieg gegen das russische Militär kämpft, hat die Moskauer Justiz ein Strafverfahren wegen Söldnertum gegen den Sohn der britischen Parlamentsabgeordneten und Ex-Ministerin Helen Grant eingeleitet.
Der ukrainische Präsident Wolodymyr Selenskyj hat die umkämpfte Region Charkiw im Osten des Landes besucht. Unmittelbar danach kam es in dem Abschnitt zu russischem Beschuss.

### 30. Mai

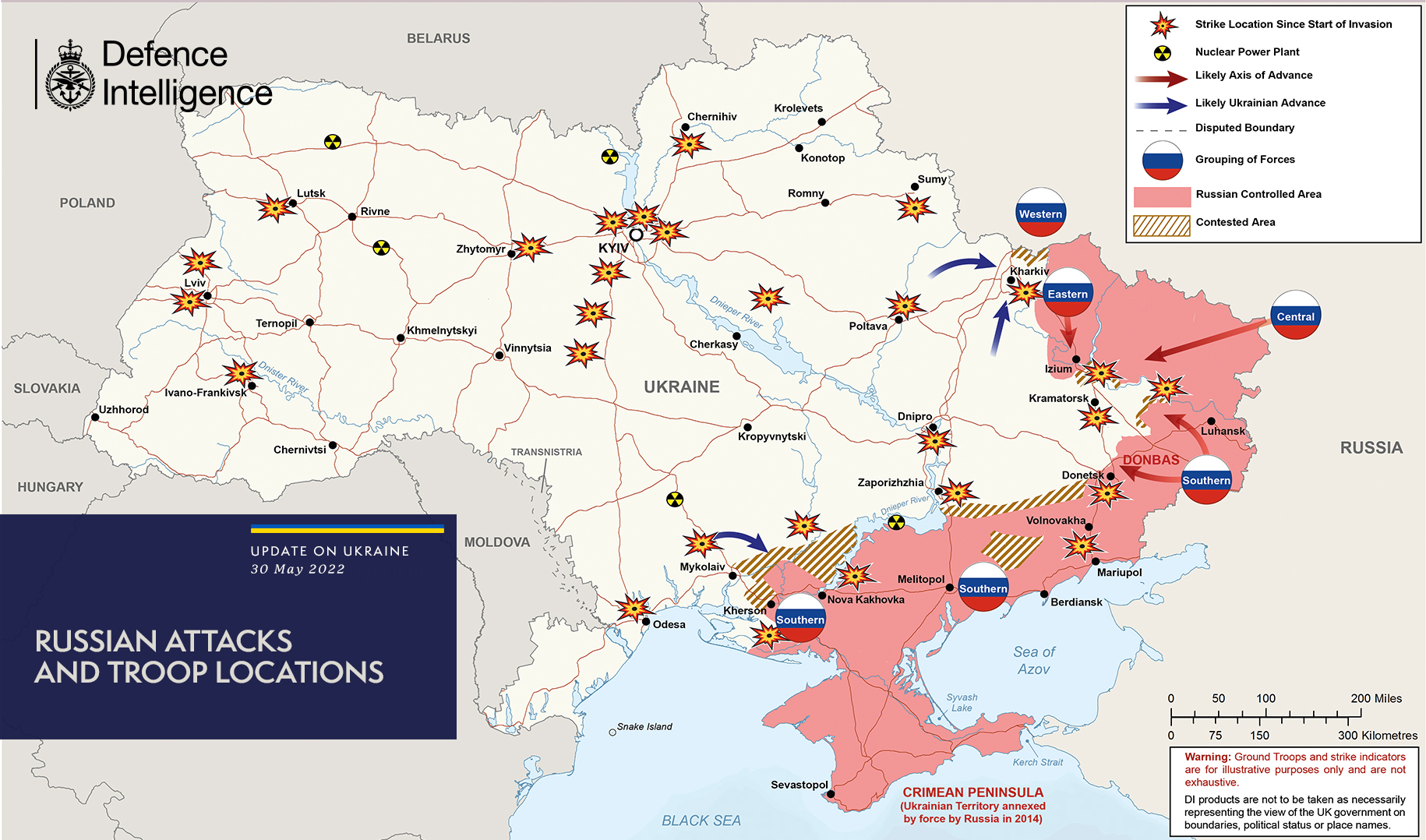
Lagebild in einer Veröffentlichung des britischen Verteidigungsministeriums am 30. Mai

Russische Streitkräfte eroberten weiterhin schrittweise Gebiete von Sjewjerodonezk, haben die Stadt jedoch noch nicht vollständig eingekesselt. Die russischen Streitkräfte konzentrierten sich darauf, sich in der Nähe von Isjum neu zu gruppieren, um die Offensiven gegen Slowjansk und Barwinkowe wieder aufzunehmen, führten aber nur geringfügige, erfolglose Angriffe durch. Die russischen Streitkräfte rückten schrittweise in Richtung Slowjansk vor. Die russischen Streitkräfte in Charkiw konzentrieren sich weiterhin darauf, zu verhindern, dass eine mögliche ukrainische Gegenoffensive die ukrainisch-russische Grenze zwischen Charkiw und Belgorod erreicht. Die ukrainischen Streitkräfte hatten in den letzten Tagen keine nennenswerten Operationen in der Region durchgeführt. Der begrenzte ukrainische Gegenangriff im nördlichen Oblast Cherson hat in den letzten 48 Stunden nicht weiter an Boden gewonnen, aber die russischen Operationen gestört. Russische Streitkräfte starteten mehrere erfolglose Angriffe auf den ukrainischen Brückenkopf am Ostufer des Flusses Inhulez. Bei einem Sprengstoffanschlag in der von russischen Truppen besetzten Stadt Melitopol im Süden der Ukraine sind mindestens drei Menschen verletzt worden.
Nach dem Tod eines französischen Kriegsreporters in der Ukraine hat die französische Anti-Terror-Staatsanwaltschaft Ermittlungen wegen Kriegsverbrechen eingeleitet. Die Untersuchungen wurden unter anderem wegen vorsätzlichen Angriffs auf das Leben einer durch das Völkerrecht geschützten Person aufgenommen, wie die französische Nachrichtenagentur AFP berichtete.
Die US-Regierung erklärte, keine Raketensysteme an die Ukraine zu liefern, die eine Reichweite bis nach Russland haben. Dies sagte US-Präsident Joe Biden auf eine entsprechende Frage von Reportern. Diese Entscheidung sei „vernünftig“, schrieb der stellvertretende Chef des russischen Sicherheitsrates, Dmitri Medwedew, auf Twitter. „Ansonsten, wenn unsere Städte attackiert werden, würden die russischen Streitkräfte ihre Drohung wahr machen und Zentren angreifen, in denen solche kriminellen Entscheidungen getroffen werden.“ Medwedew fügte hinzu: „Einige davon sind nicht in Kiew.“ Frankreichs neue Außenministerin Catherine Colonna hat der Ukraine weitere Militärhilfe im Kampf gegen die russischen Invasionstruppen zugesagt. Paris werde die Waffenlieferungen „weiter verstärken“, sagte Colonna in Kiew bei einer Pressekonferenz mit ihrem ukrainischen Kollegen Dmytro Kuleba. Bundeskanzler Olaf Scholz hat sich unbeeindruckt von den Warnungen des russischen Präsidenten Wladimir Putin vor weiteren Waffenlieferungen des Westens in die Ukraine gezeigt. Man dürfe sich keine Angst machen lassen, sagte der SPD-Politiker in den ARD-tagesthemen. „Und deswegen werden wir fortfahren mit dem, was wir angefangen haben.“
Der türkische Präsident Recep Tayyip Erdoğan hat erneut Istanbul als Verhandlungsort für mögliche Gespräche zwischen der Ukraine, Russland und den Vereinten Nationen angeboten. Die Türkei könne dabei eine Beobachterrolle übernehmen, hieß es von türkischer Seite nach einem Telefonat Erdogans mit Wladimir Putin. Russland ist nach Worten von Putin bei einer Aufhebung von Sanktionen gegen Moskau zu kräftigen Exporten von Düngemitteln und Lebensmitteln bereit.
Ukrainischen Soldaten des Asow-Regiments, die sich im ostukrainischen Mariupol ergeben haben, droht nach den Worten eines führenden Vertreters der prorussischen Separatisten die Todesstrafe. Die russische Nachrichtenagentur RIA Nowosti zitierte Jurij Sirowatko, den Justizminister der selbsternannten Volksrepublik Donezk, mit der Aussage, für die „Straftaten“, die den Kämpfern vorgeworfen würden, „haben wir die schwerste Strafe: die Todesstrafe“.
Das russische Staatsunternehmen Gazprom erklärte, ab Ende Mai 2022 kein Gas mehr an die Niederlande zu liefern. Gazprom würde vom 31. Mai bis zum 30. September bestellte zwei Milliarden Kubikmeter Gas nicht liefern, teilte das niederländische Gasunternehmen GasTerra mit. Grund wäre, dass die Niederländer sich weigerten, die Rechnungen in Rubel zu bezahlen. In der von Russland kontrollierten Region Cherson ist mit der Ausfuhr von ukrainischem Getreide nach Russland begonnen worden. Das berichtet die Nachrichtenagentur Tass. Ein Teil des im vergangenen Jahr geernteten Getreides werde aus den Speichern entnommen, sagt der Vize-Chef der Militär- und Zivilverwaltung, Kyrylo Stremoussow. Grundlage seien Vereinbarungen mit Käufern auf russischer Seite.

### 31. Mai

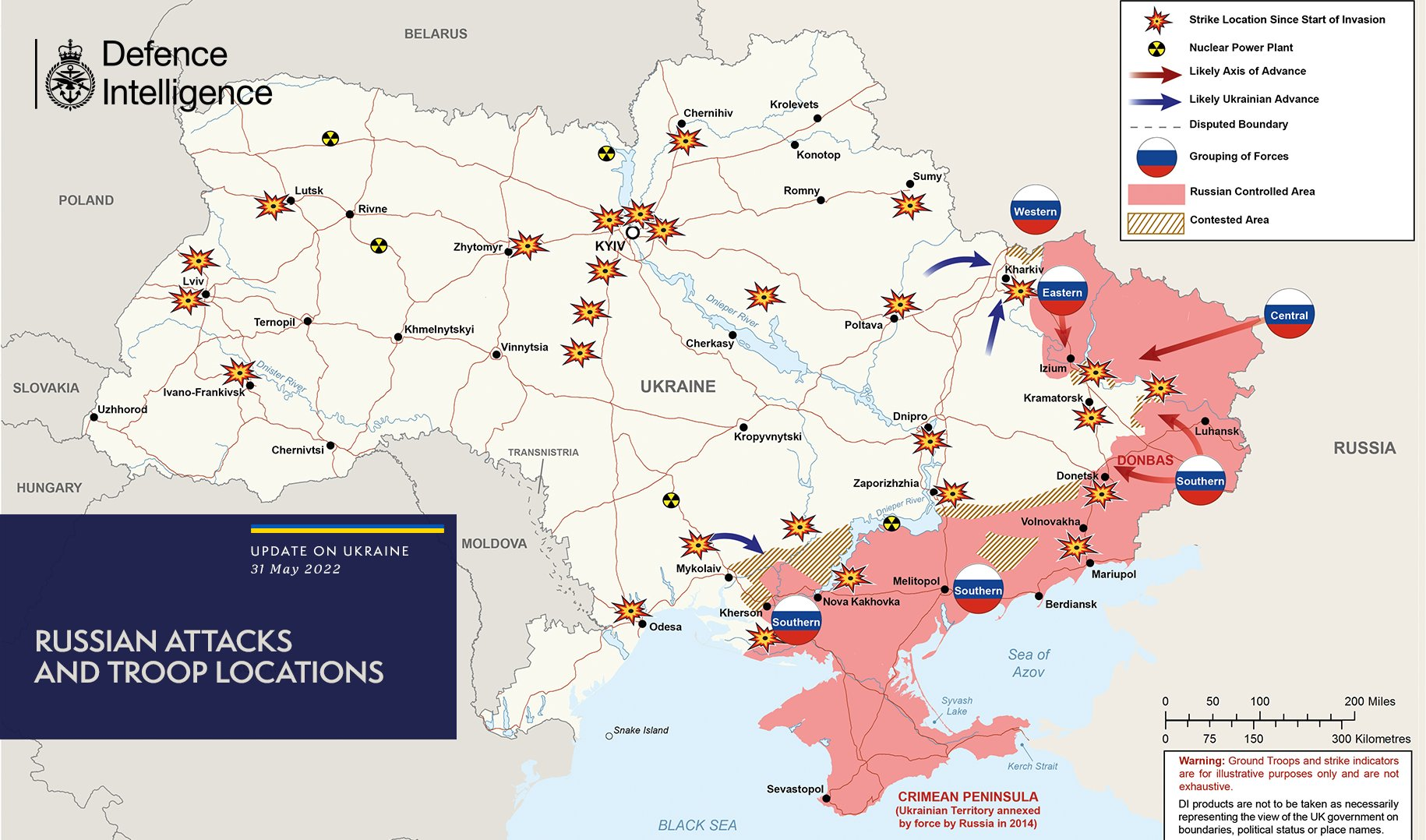
Lagebild in einer Veröffentlichung des britischen Verteidigungsministeriums am 31. Mai

Die russischen Streitkräfte konzentrierten sich zunehmend darauf, vom Südosten von Isjum und westlich von Lyman auf Slowjansk vorzustoßen und gewannen Gelände in und um Sjewjerodonezk. Nach Einschätzung des IWS wäre es Absicht, von Toschkiwka aus auf Lyssytschansk vorzurücken, um zu vermeiden, von Sjewjerodonezk über den Fluss Siwerskyj Donez angreifen zu müssen. Die russische Gruppierung im Gebiet Cherson musste demnach dem Druck der begrenzten ukrainischen Gegenoffensive im Nordwesten des Gebiets Cherson standhalten, zumal der russische Schwerpunkt derzeit auf der Eroberung von Sjewjerodonezk liegt. Cherson wurde durch das ISW als Schlüsselgelände eingestuft, weil es das einzige Gebiet der Ukraine ist, in dem russische Truppen am Westufer des Flusses Dnjepr Stellung halten. Der ukrainische Schwerpunkt im Raum Charkiw mit Gegenangriffen und Verteidigungsoperationen hat die Russen fast aus der Artilleriereichweite der Stadt Charkiw gedrängt und den russischen Vormarsch von Isjum gestoppt.
Der US-amerikanische Präsident Joe Biden erklärte in einem Gastbeitrag der New York Times, die USA würden der Ukraine moderne Raketenartillerie für den Einsatz auf dem Schlachtfeld liefern. Litauen erklärte, der Ukraine Drohnen-Abwehr-Systeme und Wärmebildkameras zu liefern. Das teilte Verteidigungsminister Arvydas Anušauskas auf Twitter mit. Hinzu käme eine Kampfdrohne, für deren Anschaffung Menschen in Litauen zuletzt mehr als fünf Millionen Euro gespendet hatten. In Estland wurde ein Mann wegen Unterstützung des russischen Angriffskriegs gegen die Ukraine festgenommen. Der Verdächtige, der sowohl estnischer als auch russischer Staatsbürger ist, soll versucht haben, Drohnen für die russische Armee nach Russland zu schmuggeln. Russische Streitkräfte versuchten wahrscheinlich, belarussische Ausrüstungsreserven zu nutzen, um schwere Materialverluste in der Ukraine auszugleichen. Der ukrainische Generalstab berichtete am 31. Mai, dass belarussische Streitkräfte Panzer und Schützenpanzer aus Depots in Belarus nach Russland verlegen, um die Kampfverluste auszugleichen. Dieser Bericht bestätigte frühere Berichte, dass die russischen Streitkräfte ihre eigenen Reserven weitgehend erschöpft haben. Deutschland wolle laut Bundeskanzler Olaf Scholz Schützenpanzer an Griechenland liefern, das im Gegenzug Militärgerät sowjetischer Bauart an die Ukraine liefern soll. Eine entsprechende Vereinbarung soll Scholz mit dem griechischen Ministerpräsidenten getroffen haben. Die slowakische Präsidentin Zuzana Čaputová hat dem Nachbarland Ukraine bei einem Besuch in Kiew weitere Unterstützung versprochen. Sie traf auch Präsident Wolodymyr Selenskyj und hielt eine Rede im Parlament.
Die Energiekonzerne Uniper und RWE hatten am 31. Mai 2022 ihre Zahlungen für russisches Erdgas so umgestellt, dass sie den neuen Vorgaben aus Russland ebenso entsprechen wie den westlichen Sanktionen wegen des Krieges in der Ukraine.
Die Türkei will im Ringen um Getreide-Exporte aus der Ukraine vermitteln. Der russische Außenminister Sergei Lawrow werde am 8. Juni mit einer Militärdelegation Gespräche in der Türkei führen, um die Möglichkeiten eines Korridors zur See auszuloten, teilte der türkische Außenminister Mevlüt Çavuşoğlu mit. Die EU-Staaten haben sich im Streit um das geplante Ölembargo gegen Russland auf einen Kompromiss verständigt. Mehr als zwei Drittel der russischen Öl-Lieferungen in die EU sollen von dem Einfuhrverbot betroffen sein, teilte EU-Ratspräsident Charles Michel während des EU-Sondergipfels in Brüssel mit.
Polens Regierungschef Mateusz Morawiecki sähe Russlands Präsidenten Wladimir Putin gern aus dem Kreml entfernt. Sollten Europa und die freie Welt den Ukraine-Krieg verlieren, werde man immer von Putin bedroht und erpresst werden, sagte Morawiecki dem britischen Sender Sky News am Rande des EU-Sondergipfels in Brüssel.
Das ukrainische Parlament hat die Menschenrechtsbeauftragte Ljudmyla Denissowa abgewählt. Die Abgeordneten warfen Denissowa vor, sich seit Beginn des russischen Angriffskriegs zu wenig für die Einrichtung von Fluchtkorridoren zur Evakuierung von Zivilisten eingesetzt zu haben. Zudem habe sie kaum Engagement beim Austausch und bei der Verteidigung der Rechte von Kriegsgefangenen gezeigt. Kritik gab es auch daran, wie Denissowa Sexualverbrechen an Kindern schilderte, die mutmaßlich von russischen Soldaten begangen wurden.
Das russische Militär hat nach eigenen Angaben in den unterirdischen Bunkern der monatelang umkämpften Fabrik Asowstal mehr als 150 Leichen von ukrainischen Kämpfern gefunden. Russland würde die Toten in Kürze Vertretern der Ukraine übergeben. Die Ukraine hat mehr als 600 mutmaßliche russische Kriegsverbrecher identifiziert und ging strafrechtlich bereits gegen rund 80 von ihnen vor, die in Gewahrsam waren. Das erklärte die oberste Staatsanwältin Kiews, Iryna Wenediktowa, in Den Haag. Die Liste der Verdächtigen umfasse „Spitzenmilitärs, Politiker und Propaganda-Agenten Russlands“. Insgesamt werde in rund 15.000 Fällen ermittelt. Weiterhin wurden zwei russische Soldaten wegen Angriffen auf Dörfer zu mehr als elf Jahren Haft verurteilt. Wie die Nachrichtenagentur Interfax-Ukraine berichtete, wurden die beiden Soldaten schuldig gesprochen, beim Beschuss zweier Dörfer in der ostukrainischen Region Charkiw gegen „die Gesetze und Gebräuche des Krieges“ verstoßen zu haben. Das Gericht im zentralukrainischen Kotelewska verhängte Haftstrafen von elf Jahren und sechs Monaten.
Russische Bürger führten Ende Mai weiterhin eine Reihe von Angriffen auf russische Militärrekrutierungszentren durch, wahrscheinlich aus Protest gegen eine verdeckte Mobilisierung. Der russische Telegramkanal Baza berichtete, dass der russische Bundessicherheitsdienst einen ehemaligen Moskauer Künstler und Oppositionellen, Ilya Farber, wegen Molotow-Cocktail-Angriffen auf militärische Rekrutierungszentren in Udmurtien im Ural am 21. Mai festgenommen habe. Zuvor hatte ein russisches Gericht Farber wegen Bestechung zu acht Jahren Haft verurteilt. Der Fall verschaffte Farber erhebliche Unterstützung von russischen Oppositionsführern. Farber gab vor Gericht zu, Brandstiftung begangen zu haben. Baza berichtete auch über zwei weitere Angriffe auf Rekrutierungszentren in Simferopol und in der Oblast Tula am 28. Mai bzw. 31. Mai.
Die prorussischen Separatisten im Gebiet Donezk im Osten der Ukraine beschlagnahmten mehrere Handelsschiffe, die im Hafen von Mariupol liegen. „Ein Teil der Schiffe kommt unter die Rechtshoheit der Donezker Volksrepublik“, sagte Separatistenführer Denis Puschilin laut der Nachrichtenagentur Interfax. Die Schiffe würden umbenannt und Teil einer neu entstehenden Handelsflotte der Republik.

## Juni

### 1. Juni

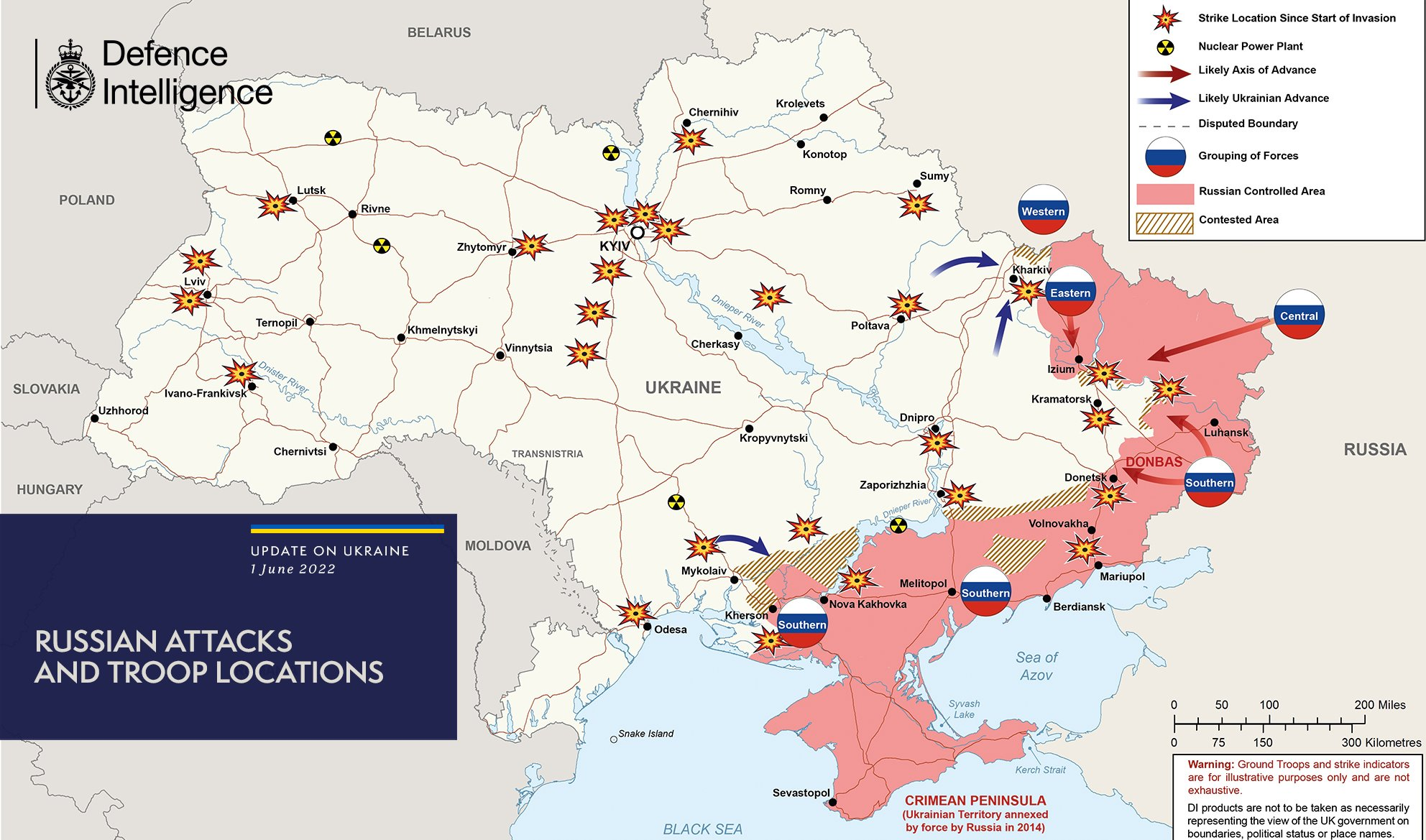
Lagebild in einer Veröffentlichung des britischen Verteidigungsministeriums am 1. Juni

Die russischen Streitkräfte rückten nördlich von Slowjansk schrittweise vor, konnten aber wahrscheinlich noch nicht die Kontrolle über die Straße nach Slowjansk übernehmen. Sie versuchten weiterhin wie am Vortag, von Süden und Westen auf Lyssytschansk vorzurücken, hatten jedoch bisher nur begrenzte Erfolge. Geringe Gewinne konnten durch russische Bodenkräfte auch nördlich von Awdijiwka erzielt werden. Berichten zufolge zerstörten russische Truppen als Reaktion auf den Druck der ukrainischen Gegenoffensive ukrainische Kriegsbrücken über den Fluss Inhulez in der Nähe von Dawydiw Brid.
Die ukrainische Gegenoffensive im Gebiet Cherson band die russischen Streitkräfte in diesem Raum und zwang sie, die lebenswichtigen Versorgungsstraßen zu sichern. Ukrainische Streitkräfte führten eine Reihe organisierter Gegenangriffe gegen Siedlungen am Ostufer des Flusses Inhulez nahe an einer für die russischen Kräfte wichtigen Autobahn durch. Die Russen hatten darauf reagiert, indem sie die Brücken zerstörten, die die Ukrainer bei einem dieser Gegenangriffe benutzten. Die ukrainischen Streitkräfte waren wahrscheinlich immer noch nahe genug an der Autobahn, um ihre Nutzung als Hauptversorgungsroute für russische Kräfte zu stören, was möglicherweise die Fähigkeit der Russen untergräbt, sich gegen ukrainische Gegenoffensiven aus dem Norden zu behaupten. Die ukrainische Armee hätte dabei nach eigenen Angaben 20 besetzte Ortschaften von russischen Truppen zurückerobert. Aus diesen Dörfern im Verwaltungsgebiet Cherson sei etwa die Hälfte der Bevölkerung geflüchtet, sagte der Leiter der regionalen ukrainischen Militärverwaltung, Hennadij Lahuta.
In der Westukraine sind am Abend mutmaßlich mehrere russische Raketen eingeschlagen. Ziel des Angriffs sei die Verkehrsinfrastruktur im Kreis Stryj gewesen, teilte der Chef der Militärverwaltung im Gebiet Lwiw, Maksym Kosyzkyj, auf Telegram mit.
Seit Beginn der russischen Invasion in der Ukraine vor mehr als drei Monaten sind laut den Vereinten Nationen mindestens 4149 Zivilisten getötet worden.
Russische Milblogger äußerten wachsende Besorgnis über die Gefahr ukrainischer Gegenoffensiven in den Gebieten, die auf Grund des Schwerpunkts der russischen Operationsführung in Sjewjerodonezk nicht mehr Vorrang haben. Die Milblogger thematisierten zunehmend die Häufigkeit der ukrainischen Gegenangriffe Ende Mai. Der pro-russische Telegramkanal „Dmitriyev“ (über 100.000 Follower) berichtete, dass die ukrainischen Streitkräfte aufgrund des Mangels an angemessenen russischen Kräften bis Juli und August durchaus in der Lage seien, den russischen Versorgungslinien um Cherson, Charkiw und die Oblast Saporischschja „schmerzhafte und einschneidende Schläge“ zuzufügen.
Die Hauptdirektion des ukrainischen Militärgeheimdienstes kündigte am 1. Juni den Start des „Partisanenprojekts Luhansk“ an, um den Widerstand gegen die russischen Versuche zu schüren, die Kontrolle über das Gebiet Luhansk zu festigen. Der ukrainische Generalstab erklärte weiterhin, dass russische Streitkräfte eine taktische Bataillonsgruppe (BTG) nach Kupjansk verlegten, einer von Russland kontrollierten Stadt im östlichen Gebiet Charkiw entlang der Autobahn P07 innerhalb von 30 Kilometern von der Verwaltungsgrenze des Gebiets Luhansk. Kupjansk war Ende Mai weit von der Front entfernt und in keiner offensichtlichen Gefahr eines unmittelbar bevorstehenden ukrainischen konventionellen Angriffs.
Die russischen Atomstreitkräfte führten nach Angaben der Nachrichtenagentur Interfax in der nordöstlich von Moskau gelegenen Oblast Iwanowo Truppenübungen durch. Etwa 1000 Soldaten würden umfangreiche Manöver mit über 100 Einsatzfahrzeugen abhalten, darunter auch Trägerraketen für ballistische Interkontinentalraketen vom Typ Jars, berichtete Interfax unter Berufung auf das russische Verteidigungsministerium.
Bundeskanzler Olaf Scholz hat der Ukraine die Lieferung des Flugabwehrsystems IRIS-T SLM zugesagt. Die US-Regierung will der Ukraine in einer ersten Tranche vier Mehrfachraketenwerfer-Systeme vom Typ Himars liefern und rechnete mit deren Einsatz im Kriegsgebiet in wenigen Wochen. Dänemark durfte nach Berichten am 1. Juni 2022 seine in der Schweiz hergestellten Schützenpanzer des Typs Piranha III nicht der Ukraine zur Verfügung stellen. Das Schweizer Staatssekretariat für Wirtschaft (Seco) hat ein entsprechendes Ansuchen aus Kopenhagen verweigert, wie ein Sprecher der Behörde in Bern bestätigte. Deutschland beabsichtigte nach Mitteilung von dpa, vier Mehrfachraketenwerfer MARS aus Beständen der Bundeswehr an die Ukraine zu liefern.
Ungarn verlangte weitere Änderungen an dem neuen EU-Sanktionspaket gegen Russland und blockierte damit erneut dessen Inkrafttreten. Konkret forderte das Land, auf die geplanten Strafmaßnahmen gegen das russisch-orthodoxe Kirchenoberhaupt Patriarch Kyrill zu verzichten, wie mehrere Diplomaten der Nachrichtenagentur dpa bestätigten. Niedersachsens Innenminister Boris Pistorius forderte, sich beim Umgang mit den Vermögen russischer Oligarchen an Kanada zu orientieren und diese zu enteignen.
Russland hat die Vorwürfe zur Blockade von Getreideexporten zurückgewiesen und dem Westen die Verantwortung für die Lebensmittelkrise gegeben. Weil russische Frachtschiffe mit Sanktionen belegt seien, könnten sie kein Getreide exportieren, sagte Moskaus Außenminister Sergei Lawrow in der saudischen Hauptstadt Riad. Kremlsprecher Dmitri Peskow sagte, dass Russland die Ausfuhr von Weizen aus ukrainischen Häfen nicht behindere. Vielmehr müsse die Ukraine ihre mit Seeminen versehenen Küstenbereiche im Schwarzen Meer säubern, damit die Schiffe aus den Häfen auslaufen könnten und die Seefahrt gesichert sei. Die UN bemühten sich am 1. Juni weiter um Vermittlung zwischen allen Parteien und Interessengruppen, dazu eine Lösung zu finden.
In den von Russland kontrollierten Gebieten im Osten und Süden der Ukraine könnten nach Aussage des Vorsitzenden des außenpolitischen Ausschusses der Duma, Leonid Sluzki, der Nachrichtenagentur Ria Nowosti gegenüber schon im Juli 2022 Referenden über eine Aufnahme in die Russische Föderation abgehalten werden.
Die Türkei hat ihrem Präsidenten Recep Tayyip Erdoğan zufolge noch keine konkreten Vorschläge erhalten, die ihre Bedenken bezüglich eines NATO-Beitritts von Finnland und Schweden zerstreuen könnten. Er erwarte einen ernsthaften Ansatz, sagte Erdoğan im Parlament. Die NATO wolle Generalsekretär Jens Stoltenberg zufolge Anfang Juni 2022 ein Treffen in Brüssel mit hochrangigen Vertretern aus Schweden, Finnland und der Türkei einberufen, um eine Einigung zu erzielen.
Die polnische Regierung hat die Telefonate von Bundeskanzler Olaf Scholz und Frankreichs Staatschef Emmanuel Macron mit dem russischen Präsidenten Wladimir Putin kritisiert. „Die halten wir absolut für sinnlos“, sagte Vizeaußenminister Szymon Szynkowski vel Sęk in der ARD-Sendung Maischberger. Statt nach Kiew zu reisen, rufe Scholz den Kremlchef „ziemlich regelmäßig“ an – das bringe der Ukraine aber nichts. Ebenso äußerte sich die estnische Regierungschefin Kaja Kallas zu diesem Thema beim EU-Sondergipfel in Brüssel: „Wir hatten eine sehr hitzige Debatte darüber, Putin anzurufen“, sagte Kallas am Dienstagabend im estnischen Fernsehen. In ihrer ersten öffentlichen Rede seit rund einem halben Jahr bezeichnete die frühere Bundeskanzlerin Angela Merkel den Angriff Russlands auf die Ukraine als „tiefgreifende Zäsur“. „Meine Solidarität gilt der von Russland angegriffenen, überfallenen Ukraine und der Unterstützung ihres Rechts auf Selbstverteidigung“, sagte Merkel. Sie unterstütze alle entsprechenden Anstrengungen der Bundesregierung, der EU, der USA, der NATO, der G7 und der UNO, „dass diesem barbarischen Angriffskrieg Russlands Einhalt geboten wird“.

### 2. Juni
Russische Operationen zum Vorrücken auf Slowjansk von südöstlich von Isjum und westlich von Lyman machten weiterhin wenig Fortschritte, da die russischen Streitkräfte die Einnahme von Sjewjerodonezk weiterhin auf Kosten anderer Vormarschachsen priorisierten. Sie setzten die Angriffe auf Sjewjerodonezk und Lyssytschansk fort, um die volle Kontrolle über das Gebiet Luhansk zu erlangen. Russische Streitkräfte machten schrittweise Fortschritte um Awdijiwka. Ukrainische Gegenoffensiven im nordwestlichen Gebiet Cherson haben russische Streitkräfte an das Ostufer des Flusses Inhulez gedrängt. In der ukrainischen Stadt Sjewjerodonezk saßen nach Angaben des örtlichen Gouverneurs schätzungsweise 800 Menschen in Bombenschutzräumen der Chemiefabrik Asot fest. In der Ukraine wurden in den Regionen Lwiw, Sumy, Odessa und Charkiw Luft- und Raketenangriffe gemeldet.
Hatte der ukrainische Präsident bereits am 23. Mai erklärt, dass täglich 50 bis 100 ukrainische Soldaten am Frontverlauf im Osten des Landes sterben, wiederholte er dies am 2. Juni und ergänzte, dass täglich „ein paar hundert Menschen – 450, 500“ im Osten der Ukraine verletzt würden.
Der ukrainische Parlamentspräsident Ruslan Stefantschuk hat bei seinem Besuch in Berlin die Lieferung deutscher Leopard- und Marder-Panzer in die Ukraine gefordert. Das slowakische Verteidigungsministerium erklärte, der Ukraine acht Haubitzen vom Typ Zuzana-2 mit einer Reichweite von 40–50 km zu liefern. Die USA erklärten, der Ukraine insgesamt vier Mehrfachraketenwerfer HIMARS zur Verfügung stellen zu wollen. Wie das US-Verteidigungsministerium mitteilte, soll das neue Waffenpaket für Kiew zudem weitere 1000 Javelin-Panzerabwehrraketen und vier Mi-17-Hubschrauber umfassen. Schweden erklärte, der Ukraine mehr militärische und wirtschaftliche Unterstützung in Aussicht zu stellen. Das kündigten Finanzminister Mikael Damberg und Verteidigungsminister Peter Hultqvist an. Zur militärischen Ausrüstung gehörten dabei Schiffsabwehrraketen und weitere Panzerabwehrwaffen. Die britische Regierung schickt der Ukraine Raketenwerfer-Systeme vom Typ M270 mit einer Reichweite von 80 km. Der Kreml hat darauf erneut westliche Waffenlieferungen an die Ukraine angeprangert. Kreml-Sprecher Dmitri Peskow sagte, die Waffen würden der Ukraine nur mehr Leid bringen. Das Land sei nur ein Werkzeug in den Händen der Länder, die es mit Waffen versorgten.
Russland erklärte sich bereit, die Sicherheit von Schiffen mit Getreide zu garantieren, die die ukrainischen Häfen am Schwarzen Meer verlassen. Dies sei über humanitäre Korridore möglich, zitierte die Nachrichtenagentur Interfax das russische Verteidigungsministerium.
Angesichts des russischen Angriffskriegs gegen die Ukraine hat Bundesjustizminister Marco Buschmann die enge internationale Zusammenarbeit bei der Verfolgung von Kriegsverbrechen betont. „Nirgendwo dürfen sich Kriegsverbrecher sicher fühlen, auch nicht hier in Deutschland“, sagte Buschmann in der Haushaltsdebatte des Bundestags.

### 3. Juni
Russische Streitkräfte führten erfolglose Angriffe südöstlich und südwestlich von Isjum und westlich von Lyman durch. Die russischen Streitkräfte erzielten im östlichen Teil von Sjewjerodonezk geringfügige Fortschritte, aber die ukrainischen Streitkräfte starten weiterhin lokalisierte Gegenangriffe in Sjewjerodonezk und seinen Außenbezirken. Sie versuchten nicht, Angriffe auf Awdijiwka zu starten. Die russischen Streitkräfte konnten verlorene Positionen in der nordöstlichen Oblast Cherson nicht wiedererlangen und verteidigten weiterhin bisherige Stellungen. Die russischen Besatzungsbehörden begannen mit der Ausstellung russischer Pässe in Cherson und Melitopol, obwohl sie weiterhin vor Herausforderungen standen, die vollständige Kontrolle über die besetzten Gebiete zu erlangen und die ukrainischen Partisanenaktionen zu beenden.
Das ISW berichtete von heftiger Kritik durch Militärblogger in russischen sozialen Netzen an der Effizienz der russischen Operationsführung und dadurch insbesondere hohen Verlusten in der Region Isjum sowie von Verweigerungen von Angehörigen der Söldnergruppe Wagner, weiterhin an Kampfhandlungen teilzunehmen.
Die Ukraine hat nach eigener Darstellung etwa ein Fünftel des an die russische Armee verlorenen Gebietes in der umkämpften Stadt Sjewjerodonezk zurückerobert. In Sjewjerodonezk rücke die russische Armee im Schutz von starkem Artilleriefeuer in den Wohnvierteln weiter vor, habe aber nur teilweise Erfolg, hieß es in dem Bericht. Die russische Armee zieht nach Angaben des ukrainischen Generalstabs starke Kräfte für einen Angriff auf die Großstadt Slowjansk im Donbass zusammen. Das ukrainische Militär sprach auf Facebook von bis zu 20 russischen taktischen Bataillonsgruppen (BTG).
Kreml-Sprecher Dmitri Peskow erklärte vor Journalisten, dass hundert Tage nach Beginn der russischen Offensive in der Ukraine „bestimmte“ Ziele erreicht seien. „Zahlreiche Orte“ wären durch Russland von „bewaffneten, pro-nazistischen ukrainischen Kräften“ und „nationalistischen Elementen“ „befreit“ worden. Dies habe der Bevölkerung eine Rückkehr zu einem „Leben in Frieden“ ermöglicht. Peskow ergänzte: „Diese Anstrengung wird weitergehen, bis alle Ziele der militärischen Spezialoperation erfüllt sind.“
Russlands Präsident Wladimir Putin hat eine Verantwortung Moskaus für die Getreideknappheit auf dem Weltmarkt weiterhin zurückgewiesen. Nicht Russland verhindere einen Export von Weizen aus der Ukraine, sagte er im russischen Fernsehen. Der einfachste Weg, das Problem zu lösen, sei die Ausfuhr über Belarus. „Aber dafür muss man die Sanktionen gegen Belarus aufheben.“ Aus der Ukraine gestohlenes Getreide ist nach Angaben des ukrainischen Botschafters in der Türkei in mehreren Ländern verkauft worden. Wassyl Bodnar sagte vor Journalisten in Ankara, auch die Türkei gehöre zu den Empfängerländern des gestohlenen Getreides. Seine Botschaft bereite Strafverfahren mit Unterstützung der internationalen Polizeibehörde Interpol gegen Einzelpersonen und Unternehmen vor, die am Verkauf der Ware beteiligt gewesen seien. Früher am Tag verlautete von der Ernährungs- und Landwirtschaftsorganisation (FAO) der Vereinten Nationen (UN) in Rom, dass Getreide auf dem Weltmarkt im Mai 2022 teurer geworden wäre. Die Preise etwa für Weizen seien den vierten Monat in Folge gestiegen und lagen im Mai 5,6 Prozent über dem Niveau des Vormonats April und 56,2 Prozent über dem Durchschnittspreis vom Mai 2021.
Bundesaußenministerin Annalena Baerbock hat für weitere Waffenlieferungen an das von Russland angegriffene Land geworben. In einem Gastbeitrag für die Bild-Zeitung schrieb Baerbock, Deutschland müsse „gerade jetzt der Ukraine weiter beistehen. Auch mit Waffen, weil Putin mit Worten nicht zu stoppen ist.“ Der ukrainische Parlamentspräsident Ruslan Stefantschuk hat Bundeskanzler Olaf Scholz und seine Regierung zur schnellen Lieferung der zugesagten Waffen in die Ukraine aufgefordert. „Warten und Zögern kostet Menschenleben. Ein Tag kostet um die 100 Leben der Soldaten und 500 und mehr Verwundete“, sagte er der Nachrichtenagentur dpa nach einem Gespräch mit Scholz im Berliner Kanzleramt. Deutschland darf Kampfpanzer aus früheren Beständen der Schweizer Armee an andere europäische Staaten liefern. Die neutrale Schweiz habe einen entsprechenden Antrag Deutschlands genehmigt, wie das Schweizer Verteidigungsministerium mitteilte.
Das russische Außenministerium hat die Leiter der Moskauer Büros aller US-Medien vorgeladen und mit Einschränkungen gedroht. Die Journalisten würden Montag in dem Pressezentrum des russischen Außenministeriums erwartet, erklärte Pressesprecherin Marija Sacharowa. Ihnen sollten die Folgen der „feindseligen“ Haltung ihrer Regierung gegenüber russischen Medien erläutert werden.
Das sechste EU-Sanktionspaket samt weitreichendem Öl-Embargo gegen Russland wurde am 3. Juni im EU-Amtsblatt veröffentlicht und in Kraft gesetzt. Der wirtschaftlich besonders relevante Boykott gegen Öllieferungen aus Russland zielte darauf ab, 2023 auf dem Seeweg kein Öl mehr in die EU zu lassen. Lediglich Ungarn, die Slowakei und Tschechien dürfen wegen ihrer großen Abhängigkeit noch bis auf Weiteres russisches Öl über die Druschba-Pipeline importieren. Das russische Finanzministerium rechnete im Juni mit zusätzlichen Einnahmen aus dem Öl- und Gasgeschäft in Höhe von 393 Milliarden Rubel (6,35 Milliarden Dollar). Dank unerwartet hoher Ölpreise dürfte der russische Staatshaushalt im Mai und Juni insgesamt zusätzliche Einnahmen von 656,6 Milliarden Rubel verzeichnen, hieß es in einer Erklärung. Nach einem deutlichen Einbruch im April sind die Ölförderung in Russland und der Export im Mai einem Medienbericht zufolge wieder angestiegen. „Unter Einberechnung von Gaskondensat hat Russland im Mai 2022 die Ölförderung im Vergleich zum April um fünf Prozent auf 43,1 Millionen Tonnen gesteigert“, berichtet die Moskauer Wirtschaftszeitung Wedomosti.

### 4. Juni
Ukrainische Streitkräfte führten erfolgreiche lokale Gegenangriffe in Sjewjerodonezk durch, russische Fortschritte bei direkten Angriffen auf die Stadt und umfassendere Operationen zur Einkreisung gewannen nur langsam Raum. Die ukrainische Verteidigung in der Ostukraine blieb weiter wirksam. Die russischen Streitkräfte starteten eine Reihe erfolgloser Offensivoperationen südwestlich von Isjum und in der Region Lyman. Sie verteidigten weiterhin zuvor besetzte Stellungen in der Umgebung von Charkiw und starteten Raketen- und Artillerieangriffe gegen ukrainische Verteidiger. Russische Bodenkräfte versuchten weiter nicht, Angriffe auf Siedlungen in Cherson und in der Oblast Saporischschja zu starten, sondern setzten weiterhin Artillerie auf ukrainische Stellungen in der gesamten Südukraine ein. Die russische Führung war am 4. Juni weiterhin mit zunehmenden Partisanenaktivitäten in der Südukraine konfrontiert. Ukrainische Beamte setzten die Verhandlungen über einen Gefangenenaustausch der gefangenen Mariupol-Verteidiger fort.
Der französische Präsident Emmanuel Macron warnte vor einer Demütigung Russlands, damit nach einem Ende der Kämpfe in der Ukraine eine diplomatische Lösung gefunden werden kann.
Der ukrainische Botschafter in Ankara hat Russland beschuldigt, ukrainisches Getreide zu stehlen und insbesondere in die Türkei zu exportieren.
Die Ukraine soll Slutschewsk in der russischen Region Brjansk beschossen haben.

### 5. Juni

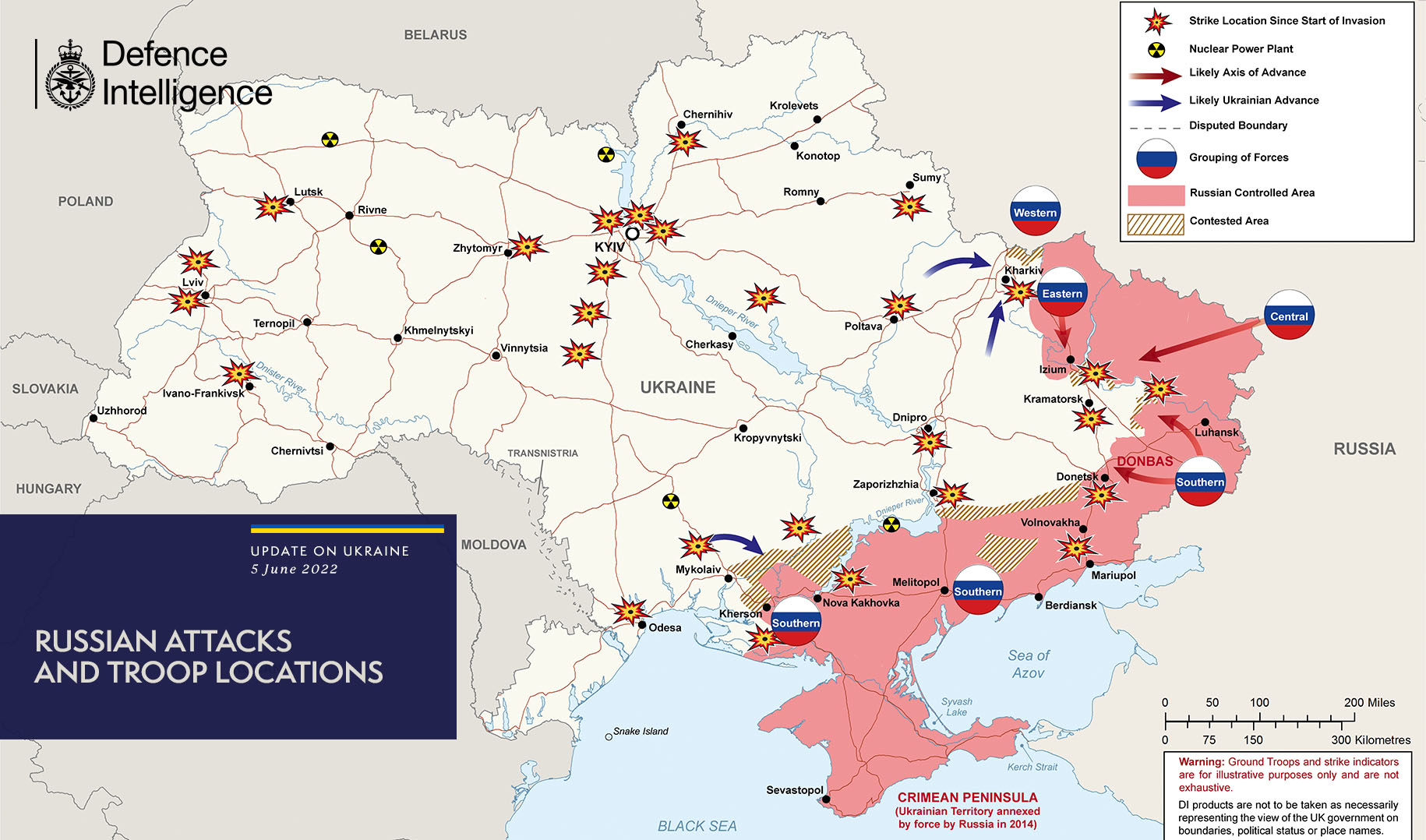
Lagebild in einer Veröffentlichung des britischen Verteidigungsministeriums am 5. Juni

Ukrainische Truppen in Sjewjerodonezk eroberten große Teile der Stadt zurück und zwangen russische Truppen aus den südlichen Vororten der Stadt. Die russischen Streitkräfte setzten ihre Bemühungen fort, Slowjansk vom Südosten von Isjum und westlich von Lyman einzukesseln, dürften jedoch aufgrund des Operationsschwerpunkts von Sjewjerodonezk keine nennenswerten Fortschritte um Slowjansk gemacht haben. Ukrainische Truppen führten nördlich von Charkiw begrenzte und lokalisierte Gegenangriffe durch. Die russischen Streitkräfte hielten im Süden weiterhin ihre Verteidigungslinien und beschossen ukrainische Stellungen.
Eine Holzkirche in Swjatohirsk brannte infolge Beschusses ab. Russland und die Ukraine machen sich gegenseitig hierfür verantwortlich.
Am 5. Juni ereigneten sich Explosionen in den Kiewer Stadtbezirken Darnyzja und Dnipro sowie in der Kiewer Vorstadt Browary infolge von russischen Raketenangriffen. Die ukrainische Militärführung teilte mit, dass militärische und zivile Infrastruktur dabei getroffen wurden.
Das britische Militär vermutete in seinem täglichen Geheimdienstbericht am 5. Juni, dass die ukrainischen Gegenangriffe in Sjewjerodonezk den russischen Truppen viel von der „operativen Stoßkraft“ genommen hätten, die diese durch die Konzentration von Kampfeinheiten und Feuerkraft zuvor gewonnen hätten. Außerdem stütze sich das russische Militär laut dem britischen Lagebericht teilweise auf Reservetruppen aus der Region Luhansk. Diese Truppen seien schlecht ausgerüstet und ausgebildet, ihnen fehle es im Vergleich zu regulären Einheiten an schwerem Gerät. Hintergrund sei vermutlich der Wunsch, Verluste regulärer russischer Truppen zu begrenzen.
Nach ukrainischen Angaben wurde ein Angriff auf eine Ortschaft in der Nähe von Popasna abgewehrt, wobei die russischen Truppen erhebliche Verluste erlitten haben sollen. Unter den Gefallenen befand sich auch Generalmajor Roman Kutusow, Kommandeur des 1. Armeekorps der „Volksrepublik Donezk“. Sein Tod wurde durch einen Korrespondenten des russischen Staatsfernsehens bestätigt. Die Verwaltung für strategische Kommunikation der ukrainischen Streitkräfte teilte laut dem Online-Portal „Ukrajinskaja Prawda“ in Anspielung auf die Begründung der Kriegsführung Russlands mit, er sei „offiziell entnazifiziert und entmilitarisiert“ worden.
Der russische Präsident Wladimir Putin warnte, dass Russland, falls die USA die Ukraine mit weitreichenden Mehrfachraketenwerfern beliefern sollten, Ziele in der Ukraine angreift, die es bisher nicht unter Beschuss genommen hat.

### 6. Juni

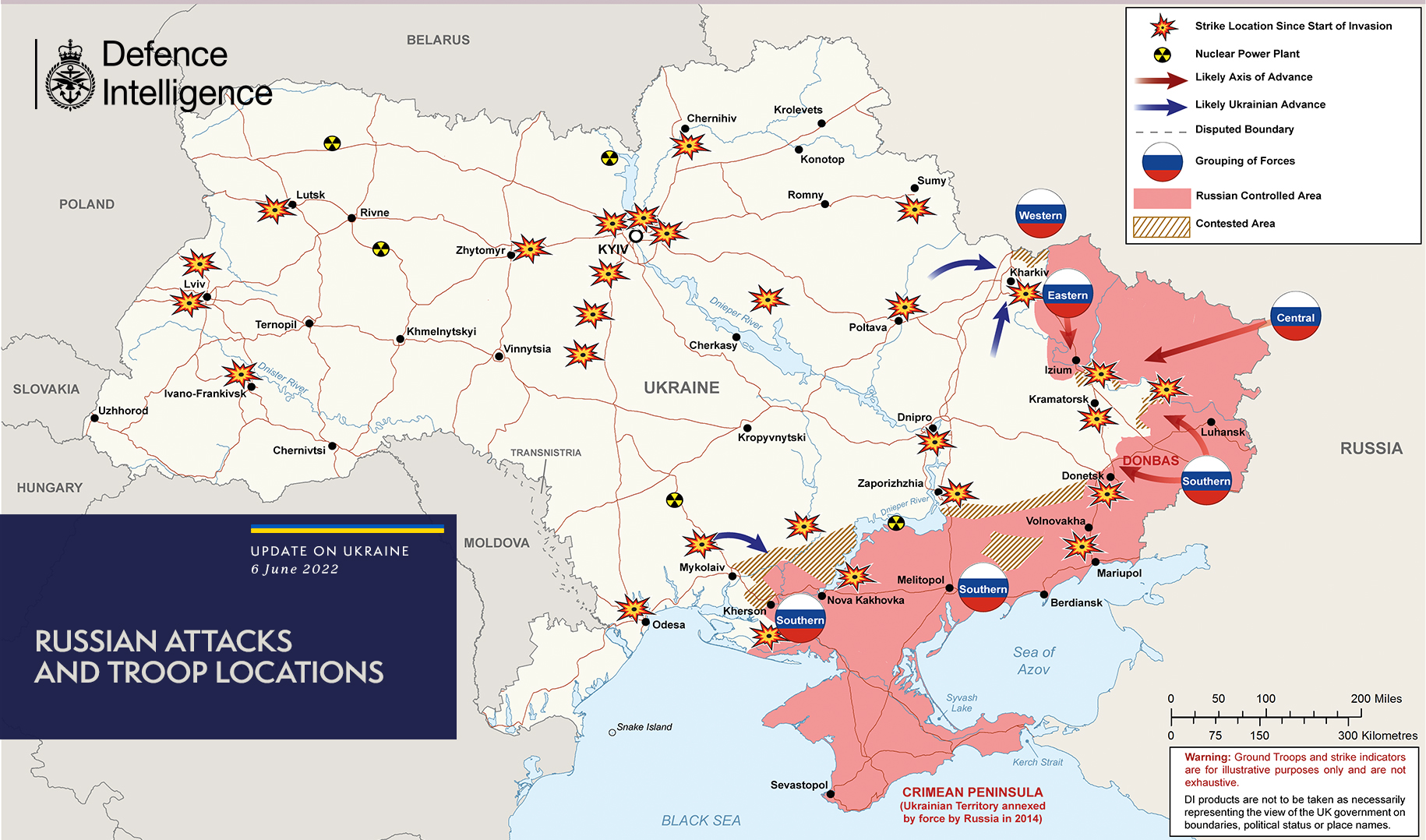
Lagebild in einer Veröffentlichung des britischen Verteidigungsministeriums am 6. Juni

Das ISW berichtete über unklare Gefechtsverläufe im Raum Sjewjerodonezk mit ständig wechselnden Geländegewinnen beider Seiten, unterstellt aber den russischen Streitkräften, den größten Teil der Stadt zu kontrollieren. Russische Streitkräfte in der Region Isjum machten jedoch keine bestätigten Fortschritte, während ihre Kräfte, die von Lyman nach Westen vorrückten, geringfügige Gewinne erzielten. Sie setzten ferner ihre erfolglosen Versuche fort, die ukrainischen Versorgungswege nordöstlich von Bachmut zu durchtrennen. Das russische Militär und die prorussischen Separatisten haben eigenen Angaben zufolge Swjatohirsk eingenommen. Dort sind nach russischen Angaben innerhalb von drei Tagen mehr als 300 ukrainische Soldaten gefallen. Es seien zudem 15 Kampffahrzeuge und 36 Waffensysteme der Ukraine zerstört worden. Begrenzte lokale ukrainische Gegenangriffe am 5. Juni zwangen die russischen Truppen, sich am 6. Juni darauf zu konzentrieren, die Verteidigungslinien nördlich der Stadt Charkiw zu halten. Die ukrainische Marine behauptete, die russische Schwarzmeerflotte mehr als 100 km von der ukrainischen Küste zurückgedrängt zu haben. Die russischen Besatzungsbehörden fuhren damit fort, in den besetzten Gebieten ukrainischen Bürgern russische Pässe auszustellen um so die Kontrolle dort zu festigen.

### 7. Juni

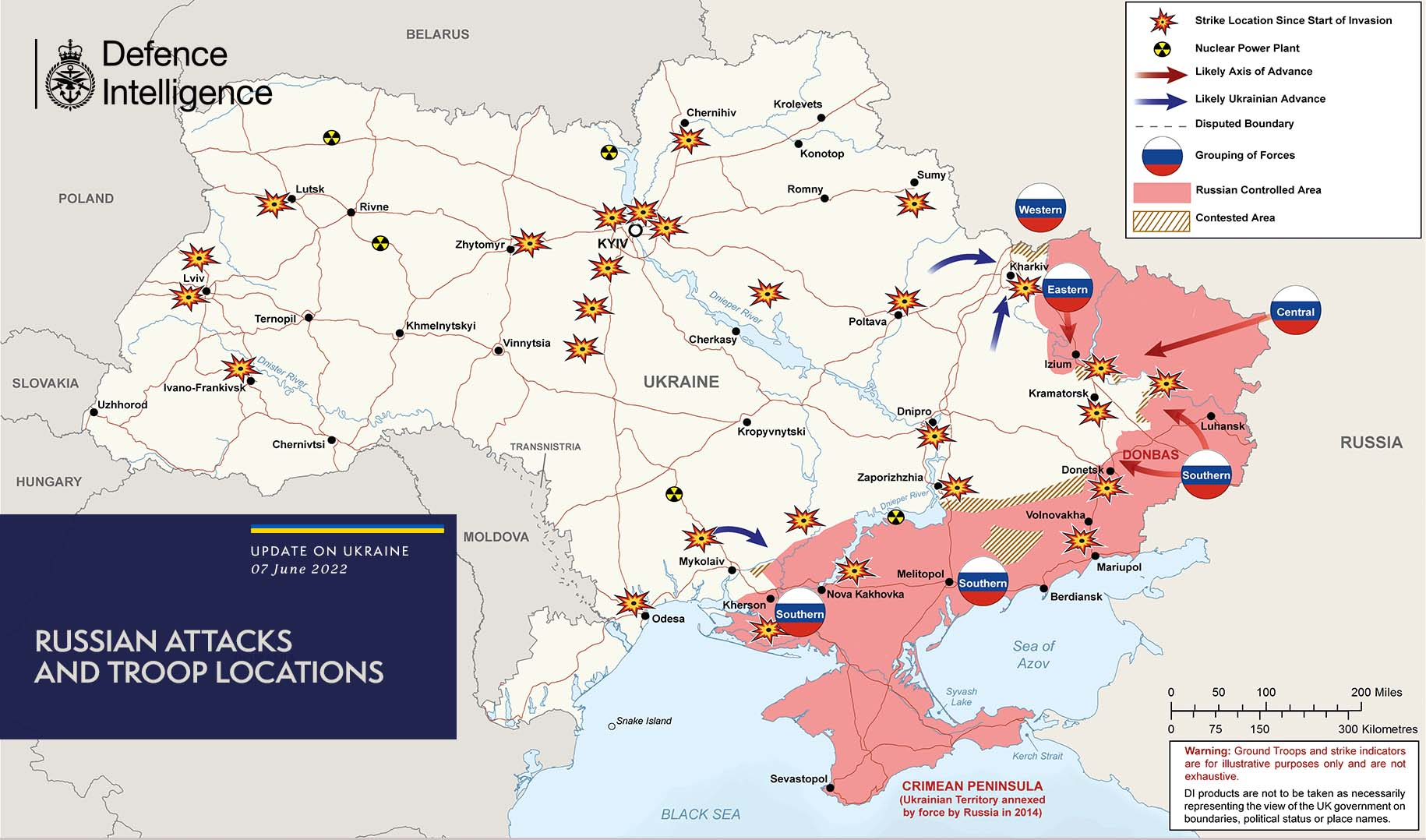
Lagebild in einer Veröffentlichung des britischen Verteidigungsministeriums am 7. Juni

Das ISW berichtete über weitere ständig wechselnde Erfolge in den Kämpfen um Sjewjerodonezk: Russische Kräfte hätten vermutlich die Kontrolle über den Großteil der Wohnungsviertel erlangt und in den letzten 24 Stunden Angriffe auf ukrainische Stellungen im Industriegebiet durchgeführt. Russland hat nach Angaben eines ukrainischen Regionalgouverneurs zusätzliche Truppen in die Ostukraine geschickt, um die umkämpfte Stadt Sjewjerodonezk zu erobern. Im Raum südöstlich vom Gebiet Isjum und westlich von Lyman rückten russische Kräfte weiter auf Slowjansk vor und versuchten dort, die ukrainische Verteidigung zu durchbrechen. Diese ukrainischen Stellungen hätten sich bislang als Eckpfeiler der ukrainischen Verteidigung erwiesen, da dort russische Frontalangriffe von Isjum aus stets gestoppt wurden. Ferner begannen russische Kräfte mit dem Abzug von Truppen aus Stellungen im Oblast Saporischschja. Absicht wäre wahrscheinlich die Auffrischung abgekämpfter Verbände in rückwärtigen Gebieten oder die Verstärkung der russischen Verteidigung im nordwestlichen Oblast Cherson. Andererseits gelang es den russischen Kräften nicht, vorgeschobene ukrainische Stellungen am westlichen Ufer des Flusses Ihulez zu werfen.
Am 7. Juni begann die baltische Flotte der russischen Seekriegsflotte eine nach eigenen Angaben planmäßige Gefechtsübung mit mehr als zwanzig Kriegsschiffen und Booten in der Ostsee. Dort hält die NATO zur selben Zeit das Marinemanöver BALTOPS mit 45 Schiffen ab.
Die russischen Streitkräfte haben nach Angaben des russischen Verteidigungsministers Sergei Schoigu 97 % der Oblast Luhansk eingenommen. Er gab ferner bekannt, dass die russischen Streitkräfte die Transitverbindungen zwischen den neu besetzten Städten und der Krim wiederhergestellt haben.

### 8. Juni

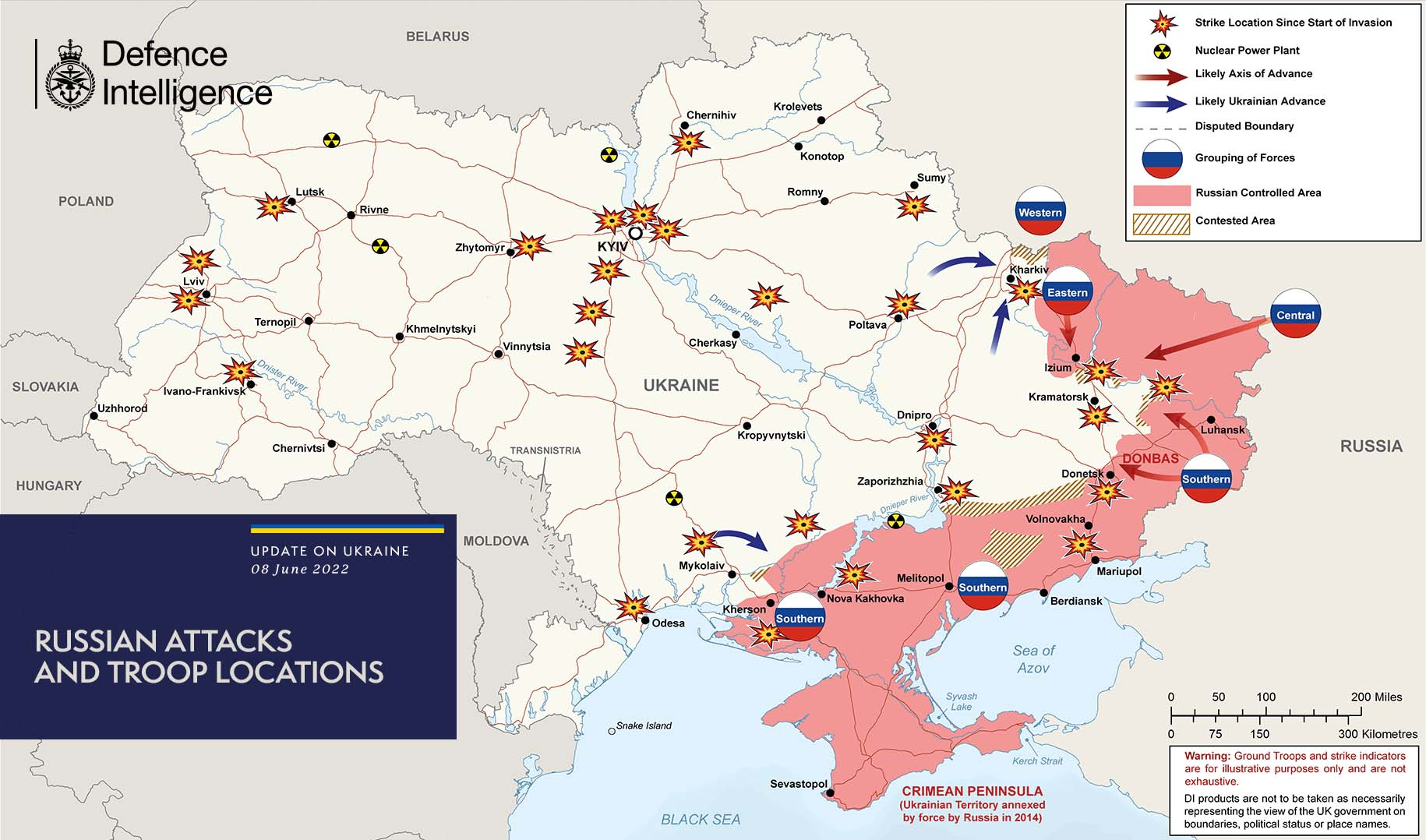
Lagebild in einer Veröffentlichung des britischen Verteidigungsministeriums am 8. Juni

Das ISW berichtete von der Fortsetzung russischer Angriffe auf ukrainische Stellungen in Sjewjerodonezk. Sie versuchten an mehreren Stellen ukrainische Stellungen in diesem Raum zu überflügeln, um nicht den Siwerskyj Donez in einer vermutlich verlustreichen Angriffsoperation mit Kriegsbrücken überschreiten zu müssen. Auch um Sviatohirsk und westlich von Lyman setzten russische Kräfte ihre Operationen fort, um sich mit Kräften südöstlich von Isjum zu vereinen und auf Slowjansk vorzustoßen. Als Reaktion auf die jüngsten ukrainischen Gegenangriffe intensivieren die russischen Streitkräfte ihre Operationen im Nordwesten der Oblast Cherson. Im Oblast Saporischschja konzentrierten sie ihre Boden- und Artillerieangriffe nahe der Grenze zwischen Saporischschja und dem Oblast Donezk.
Am 8. Juni berichtete das russische Verteidigungsministerium, dass die Ukraine binnen 24 Stunden mehr als 480 Soldaten verloren habe. Das Ministerium berichtete auch von russischen Raketenangriffen auf eine Panzerfabrik in Charkiw sowie auf mehrere vor Charkiw liegende Stellungen und Gefechtsstände.
Das ISW berichtete ferner über verstärkte psychologische und Informationsoperationen russischer Kräfte, um die Kampfmoral der ukrainischen Streitkräfte zu schwächen.
Infolge des Krieges verlor die Ukraine nach Auskunft des Landwirtschaftsministeriums neben 25 % der Agrarfläche 25 Millionen der 85 Millionen Tonnen Lagerkapazitäten für Getreide, weil Silos zerstört wurden oder sich in Russisch besetzten Gebieten befinden.
Der polnische Präsident Andrzej Duda kritisierte den deutschen Bundeskanzler Olaf Scholz und den französischen Präsidenten Emmanuel Macron, nachdem diese erneut mit dem russischen Präsidenten telefoniert hatten.

### 9. Juni

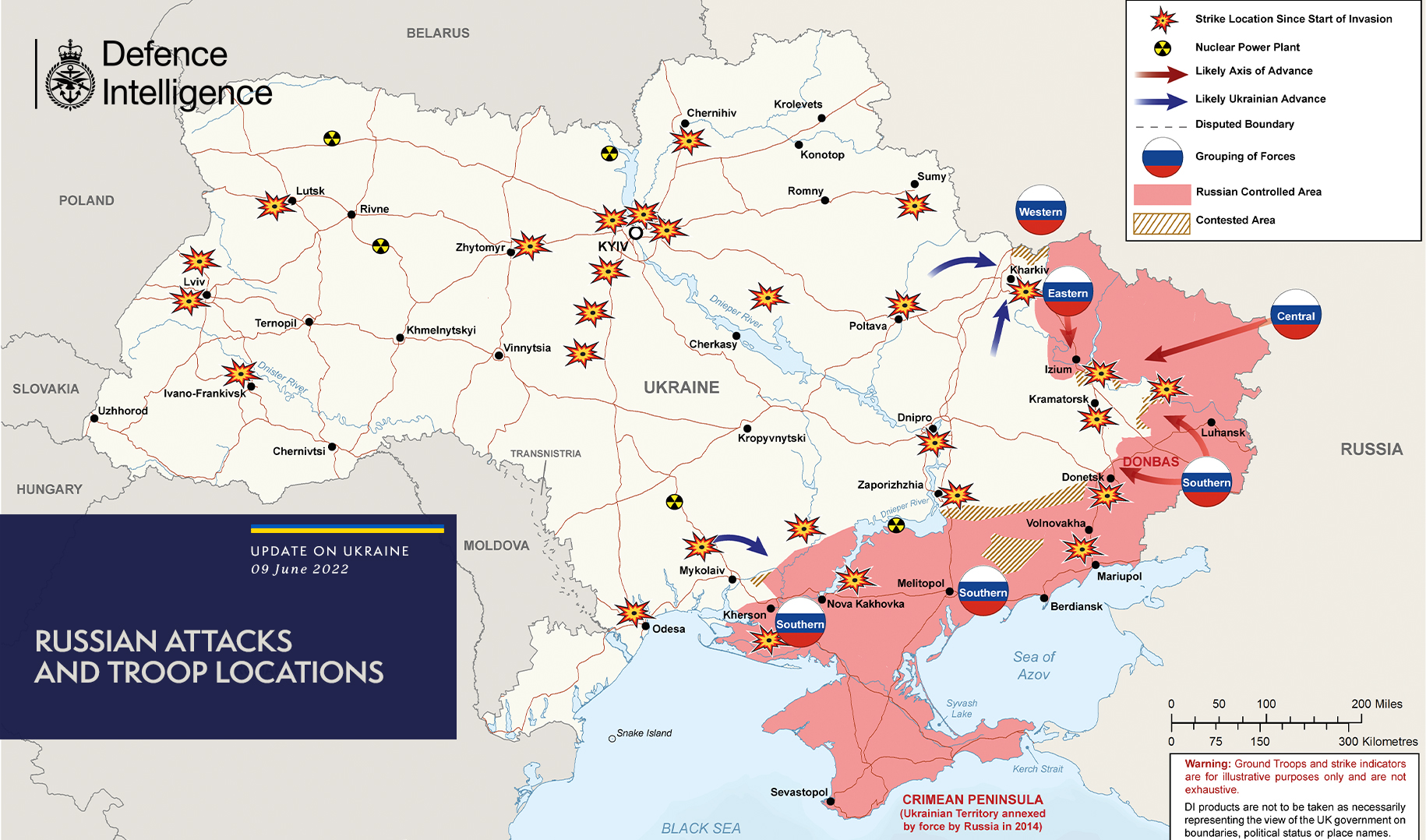
Lagebild in einer Veröffentlichung des britischen Verteidigungsministeriums am 9. Juni

Im Kampf um die Stadt Sjewjerodonezk haben russische Kampfverbände laut Berater des ukrainischen Präsidenten Oleksij Arestowytsch ihre Taktik geändert. Die russischen Einheiten hätten sich aus der Stadt zurückgezogen und würden sie nun mit Artillerie und Kampfflugzeugen beschießen. Jedoch habe sich in der Folge auch das ukrainische Militär aus der Stadt zurückgezogen, sodass dem Beschuss keine Soldaten zum Opfer gefallen seien. Demgegenüber erklärte ein ukrainischer Kommandeur wenig später, dass beide Kriegsparteien wieder Einheiten in der Stadt haben und sich dort Gefechte liefern. Nach Angaben des Bürgermeisters von Sjewjerodonezk befinden sich noch etwa 10.000 Zivilisten in der Stadt. Nördlich von Slowjansk machten russische Kräfte jedoch geringfügige Fortschritte, da die Überquerung des Siwerskyj Donez weiterhin eine hohe Herausforderung stellt. Östlich von Bachmut rückten sie weiter hin schrittweise vor. Entlang der Südachse konzentrierten sich russische Kräfte weiterhin auf die Stärkung der Verteidigungslinien und intensivierten die Bodenangriffe im nordöstlichen Gebiet Saporischschja mit Unterstützung durch den Austausch von Truppen und Ausrüstung.
In einer Rede behauptete der russische Präsident Wladimir Putin am 9. Juni 2022 (dem 350. Jahrestag von Peter dem Großen), dass das Russische Kaiserreich im Großen Nordischen Krieg Gebiete nicht erobert, sondern wiedergewonnen habe. Putin zufolge mache Russland das Gleiche nun in der Ukraine.
Der ukrainische Verteidigungsminister ergänzte zu den Angaben des ukrainischen Präsidenten, wonach täglich bis zu 100 ukrainische Soldaten sterben, dass täglich etwa 500 Verletzte unter den ukrainischen Soldaten zu verzeichnen sind.
Am 9. Juni wurden drei Kriegsgefangene (zwei Briten und ein Marokkaner, alle mit ukrainischer Vorgeschichte), die der Internationalen Legion der Territorialverteidigung der Ukraine angehörten, in der von prorussischen Separatisten ausgerufenen Volksrepublik Donezk zum Tode verurteilt. Sie waren angeklagt worden, sich an Versuchen „zum Sturz der verfassungsmäßigen Ordnung“ beteiligt zu haben.
Nach Erkenntnissen des ISW wären zunehmend russische Beamte auf Regierungsposten in besetzten ukrainischen Gebieten eingesetzt. Dieses deute auf eine beabsichtigte Eingliederung der Gebiete in russische Verwaltungsstrukturen hin.

### 10. Juni
Russische Streitkräfte setzen ihre Bodenangriffe in Sjewjerodonezk fort um die vollständige Kontrolle über die Stadt zu gewährleisten. Sie bereiteten sich auf eine Wiederaufnahme der Offensivoperationen in Richtung Slowjansk vor und haben dort im Norden der Stadt geringfügige Fortschritte erzielt.
Nach Angaben des ukrainischen Generalstabs haben russische Truppen einige Ortschaften etwa zehn Kilometer südwestlich des Verkehrsknotenpunkts Bachmut eingenommen und seien bald in der Lage, Nachschubwege für das umkämpfte Sjewjerodonezk abzuschneiden.
Berichten zufolge haben russische Truppen die Kontrolle über die Halbinsel Kinburn östlich von Odessa im nördlichen Schwarzen Meer übernommen.
Der stellvertretende Leiter des ukrainischen Militärgeheimdienstes äußerte sich gegenüber der britischen Zeitung The Guardian zur militärischen Lage: Der Krieg werde derzeit zu einem Großteil per Artillerie geführt, den die Ukraine allmählich zu verlieren drohe, weil an der Front zum einen die Anzahl der Artilleriegeschütze der Russen um ein 10- bis 15-faches höher sei und zum anderen den ukrainischen Soldaten bald die Artilleriemunition ausgehen werde. Zwar bekomme die Ukraine durch die Waffenlieferungen befreundeter europäischer Staaten Artilleriegranaten kleineren Kalibers, jedoch nehme der Nachschub an Artilleriemunition insgesamt ab, „weil Europa selbst [der Vorrat] ausgeht“. Dem Stellvertreter zufolge feuern die ukrainischen Streitkräfte täglich 5000 bis 6000 Artilleriegeschosse ab. Er erklärte zudem, dass die „westlichen Partner“ der Ukraine insgesamt 10 % ihrer eigenen vorrätigen Waffen und Munition bereits als Militärhilfe der Ukraine zur Verfügung gestellt hätten.
Hatte der ukrainische Präsident am 23. Mai und 2. Juni erklärt, dass täglich 50 bis 100 ukrainische Soldaten am Frontverlauf im Osten des Landes sterben und dort mehrere hundert Menschen täglich verletzt werden, behauptete Präsidentenberater Oleksij Arestowytsch, dass nun täglich bis zu 200 ukrainische Soldaten sterben.
Nachdem der russische Präsident Putin am Vortag unter anderem behauptet hatte, dass Zar Peter I. im Großen Nordischen Krieg sowohl Sankt Petersburg als auch (die heutige estnische Stadt) Narva nicht von den Schweden erobert, sondern zurückgewonnen habe, bestellte Estland aus Protest den russischen Botschafter ein.
Der britische Verteidigungsminister Ben Wallace traf sich in Kiew mit dem ukrainischen Präsidenten Selenskyj und seinem Amtskollegen Oleksij Resnikow.
Die Schweiz hat nach Behördenangaben das sechste Sanktionspaket der EU gegen Russland und Belarus übernommen.

### 11. Juni
Das ISW berichtete über russische Bodenoffensiven im Gebiet von Sjewjerodonezk. Ukrainische Verteidiger behielten aber die Kontrolle über das Industriegebiet der Stadt. Die russischen Streitkräfte versuchten, die Autobahn T1303 Hirske-Lyssytschansk zu unterbrechen, und starteten Angriffe auf Siedlungen entlang der Autobahn T1302 Bachmut-Lyssytschansk, die jedoch scheiterten. Russische Streitkräfte setzten ihre Angriffe auf Siedlungen südwestlich und südöstlich von Isjum fort, um die Vorstöße auf Slowjansk wieder aufzunehmen. Indizien deuteten laut ISW darauf hin, dass die ukrainischen Streitkräfte wahrscheinlich ihre Gegenoffensiven nordwestlich von Cherson wiederaufgenommen haben.
Russische Besatzungsbeamte verteilten die ersten russischen Pässe in Cherson und Melitopol.

### 12. Juni

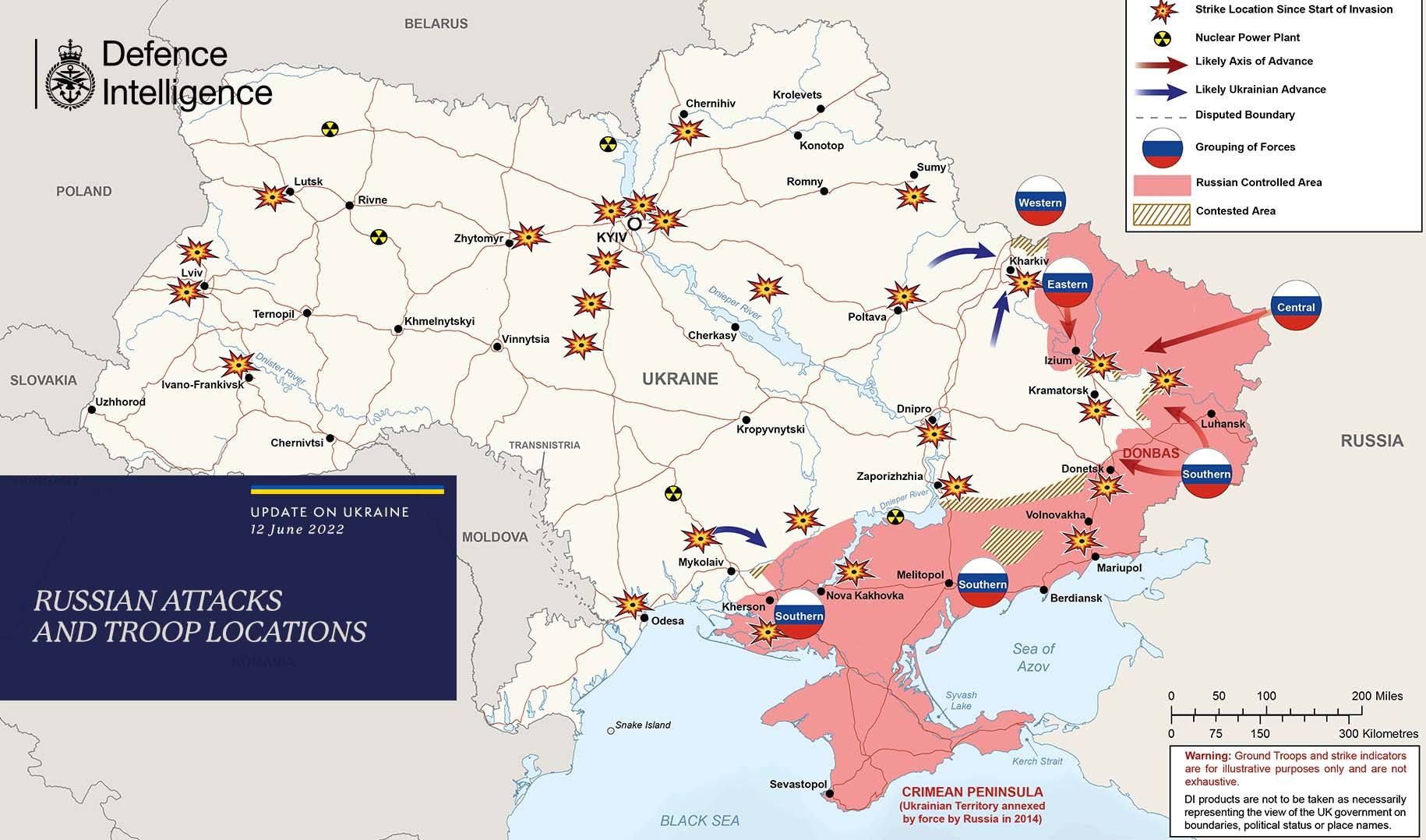
Lagebild in einer Veröffentlichung des britischen Verteidigungsministeriums am 12. Juni

Russische Streitkräfte setzten die Bodenangriffe in Sjewjerodonezk fort und sprengten Brücken zwischen Sjewjerodonezk und Lyssytschansk über den Siwerskyj Donez um die ukrainischen Versorgungswege von Bachmut nach Lyssytschansk und Sjewjerodonezk zu unterbrechen. Damit war das umkämpfte Sjewjerodonezk die letzte Großstadt in der Oblast Luhansk, die sich noch nicht vollständig unter Kontrolle russischer Truppen oder prorussischer Separatisten befand. So kontrollierten ukrainische Truppen laut Bürgermeister Oleksandr Strjuk ein Drittel von Sjewjerodonezk. Die Stadt war laut Strjuk seit etwa zwei Monaten ohne Strom und Wasserversorgung. Zugleich bombardierten russische Kräfte nach Angaben des ukrainischen Regionalgouverneurs Serhij Hajdaj die letzten nicht unter russischer Kontrolle stehenden Brückenverbindungen und Straßen nach Sjewjerodonezk, um die Nachschublinien der ukrainischen Streitkräfte abzuschneiden. Dem britischen Verteidigungsministerium zufolge sind zwar etliche Brigaden der russischen Streitkräfte ausgedünnt, jedoch habe Russland dennoch Geländegewinne bei Sjewjerodonezk, da Russland sowohl bezüglich der Mannstärke als auch bei der Anzahl der Artilleriegeschütze der Ukraine überlegen sei. Russische Angriffe südöstlich von Isjum gewannen schrittweise Fortschritte und zielten nach Nordwesten in Richtung Slowjansk. Entlang der Südachse konzentrierten sich die russischen Streitkräfte auf das Halten bisheriger Stellungen in der Verteidigung ohne eigene Offensivoperationen.
Der ukrainische Präsident bezifferte die russischen Verluste auf 32.000 getötete Soldaten.
Einer Einschätzung des ukrainischen Militärgeheimdienstes zufolge bereitet sich das russische Militär auf einen längeren Krieg vor. Die Planung der russischen Streitkräfte sei für 120 weitere Tage bis Oktober 2022 verlängert worden, berichteten die Militärexperten des ISW unter Berufung auf Informationen von Geheimdienst-Vizedirektor Wadym Skibizkyj. Die Pläne Russlands würden abhängig von deren Erfolgen im Donbass sein. Zudem würden bereits 103 russische Bataillone in der Ukraine kämpfen.
China erklärte, „Russland niemals materielle Unterstützung geliefert“ zu haben, sondern nur „die Friedensverhandlungen“ zu unterstützen. Der chinesische Verteidigungsminister Wei Fenghe sagte auf einer Sicherheitskonferenz in Singapur, dass China auf „Friedensverhandlungen“ zwischen den Kriegsparteien setze und hoffe, dass die „NATO Gespräche mit Russland führen wird“. Materielle Unterstützung für Russland für den Krieg in der Ukraine habe es durch die Volksrepublik „niemals“ gegeben.

### 13. Juni
Der Kommandeur der ukrainischen Streitkräfte, General Walerij Saluschnyj, äußerte sich zur militärischen Lage: Die Kriegsfront ziehe sich über eine Länge von etwa 2450 Kilometern. „Davon werden an 1105 Kilometern aktive Kampfhandlungen geführt“. Besonders schwer sei die Situation bei der Stadt Sjewjerodonezk, wo Russland laut Saluschnyj sieben Bataillonsgruppen aufgestellt hat. Russische Kräfte drängten dabei nach der Analyse des ISW die ukrainischen Verteidiger aus dem Zentrum von Sjewjerodonezk und zerstörten die letzte verbleibende Brücke von Sjewjerodonezk nach Lyssytschansk. Ukrainische Stellen bestritten jedoch eine Einkesselung ihrer Kräfte in der Stadt.
Russische und ukrainische Streitkräfte führten weiter anhaltende Kämpfe um Dawydiw Brid in der nordwestlichen Oblast Cherson. Dazu gab es Berichte über ukrainische Geländegewinne an der Grenze der beiden Oblaste Mykolajiw und Cherson. Russische Bodenangriffe zur Durchtrennung der ukrainischen Versorgungswege in der Nähe von Popasna und Bachmut blieben erfolglos. Auch russische Offensivoperationen südöstlich von Isjum und nördlich von Slowjansk blieben erfolglos. Begrenzte russische Offensiven direkt nordöstlich von Charkiw zum Abdrängen ukrainischer Streitkräfte aus der Artilleriereichweite des rückwärtigen russischen Gebietes hatten einige Erfolge erzielt.
Am 13. Juni, zwei Tage vor einem Treffen der NATO-Verteidigungsminister, machte der ukrainische Präsidentenberater Mychajlo Podoljak öffentlich, welche Waffen die Ukraine nicht hat, aber benötigt, um aus dem Krieg gegen Russland auf ukrainischem Boden siegreich hervorzugehen. Benötigt würden 1000 Haubitzen vom Kaliber 155 mm, 300 Mehrfachraketenwerfersysteme, 500 Panzer, 2000 gepanzerte Fahrzeuge und 1000 Drohnen.
Nach Angaben der ukrainischen Polizei sind mit Stand 13. Juni mehr als 12.000 Zivilisten infolge des Krieges getötet worden. Die meisten von ihnen seien durch Explosionen ums Leben gekommen. 75 Prozent der getöteten Zivilisten seien Männer, zwei Prozent Kinder und die übrigen Prozent Frauen.
Nachdem sie sich kritisch über Russlands Krieg gegen die Ukraine geäußert hatte, wurde die Juristin Natalja Poklonskaja als stellvertretende Leiterin von Rossotrudnitschestwo, einer ans russische Außenministerium angegliederten Organisation, aus dem Staatsdienst entlassen. Sie bezeichnete den Krieg als Katastrophe, forderte zum Widerstand dagegen auf und bezeichnete das Symbol Z für die sogenannte „spezielle Militäroperation“ als Sinnbild für Tragödie und Trauer sowohl in Russland als auch der Ukraine. Danach kündigte ihr Rossotrudnitschestwo Konsequenzen an.

### 16. Juni
Russische Streitkräfte starteten weiterhin Bodenangriffe auf Sjewjerodonezk und Siedlungen in Richtung Lyssytschansk. Der ukrainische Militärgeheimdienst berichtete, dass die russischen Streitkräfte nicht mehr als geschlossene taktische Bataillonsgruppen (BTGs) operieren. Sie operierten zunehmend mit ad hoc gebildeten und stark unterbesetzten Verbänden. Nordwestlich von Slowjansk führten russische Kräfte erfolglose Offensivoperationen durch, während ukrainische Streitkräfte die Vorbereitungen für Gegenoffensiven westlich von Isjum wieder aufnahmen. Russische und ukrainische Streitkräfte erzielten in Begegnungsgefechten nördlich und nordöstlich von Charkiw keinerlei nennenswerte Erfolge. Im Raum nordwestlich von Cherson bauten russische Streitkräfte Verteidigungsstellungen in der Tiefe des Raumes weiter aus, um Rückfallpositionen in Erwartung ukrainischer Gegenoffensiven zu gewährleisten.
Bundeskanzler Olaf Scholz, Frankreichs Präsident Emmanuel Macron, der italienische Ministerpräsident Mario Draghi und Rumäniens Präsident Klaus Johannis reisten am 16. Juni zu Gesprächen mit Präsident Selenskyj nach Kiew. Dabei verpflichteten sie sich gegenüber der ukrainischen Führung, von der Ukraine keine Zugeständnisse zu verlangen, um Russland zu beschwichtigen. Die Ukraine sollte bis zu einem Ende des Krieges unterstützt werden. Sie versprachen außerdem, die Bewerbung der Ukraine als offizieller Kandidat für die EU-Mitgliedschaft zu unterstützen. Frankreichs Präsident Emmanuel Macron kündigte nach dem Treffen mit dem ukrainischen Staatschef Wolodymyr Selenskyj in Kiew die Lieferung weiterer Artillerie-Systeme an. Russland hat vor dem Hintergrund des Ukraine-Besuchs vor weiteren Waffenlieferungen an das Land gewarnt. Diese wären „absolut nutzlos“ und würden dem Land nur „weiter schaden“, sagte Kreml-Sprecher Dmitri Peskow in Moskau. Russlands früherer Präsident Dmitri Medwedew bezeichnete die Visite als den Besuch der „europäischen Fans von Fröschen, Leberwurst und Spaghetti“.
Am 16. Juni adressierte General Sir Patrick Sanders, seit kurzem Stabschef der britischen Landstreitkräfte, alle Soldaten und zivilen Mitarbeiter des britischen Heeres mit einem Rundschreiben, in dem er auf die grundsätzlich geänderte globale Sicherheitslage verwies. Das britische Heer müsse für einen möglichen Krieg gegen Russland gemeinsam mit den Alliierten ertüchtigt werden, um Russland von weiteren Übergriffen in Europa abzuschrecken und notfalls einen Krieg führen zu müssen.
Die Slowakei erklärte, der Ukraine fünf Hubschrauber aus der Mi-Serie sowjetischer Bauart zu liefern. Außerdem seien Tausende slowakische 122-mm-Grad-Raketen an die ukrainischen Streitkräfte gegangen, teilte Verteidigungsminister Jaroslav Nad per Twitter mit. Zudem sei vereinbart, dass acht neue selbstfahrende Haubitzen vom Typ Zuzana 2 in die Ukraine transportiert werden sollten. Die Ukraine hat ebenso aus Litauen gepanzerte Fahrzeuge als Militärhilfe für den Krieg gegen Russland erhalten. Mit der Übergabe von Mannschaftstransportern des Typs M113 sei eine Lieferung im Wert von etwa 15,5 Millionen Euro abgeschlossen worden, teilte die litauische Armee in Vilnius mit.
Der private US-Satellitenbetreiber Maxar teilte mit, Schiffe unter russischer Flagge hätten in den vergangenen Monaten Getreide aus der vergangenen Ernte-Saison nach Syrien transportiert. Die Ukraine warf Russland vor, das Getreide in den eroberten Gebieten zu stehlen.
UN-Menschenrechtskommissarin Michelle Bachelet hat schwere Menschenrechtsverstöße bei der Belagerung der ukrainischen Hafenstadt Mariupol durch russische Truppen angeprangert. „Die Gräuel, die der Zivilbevölkerung zugefügt wurden, werden unauslöschliche Spuren hinterlassen, auch bei künftigen Generationen“, sagte sie in Genf. Rumäniens Staatspräsident Klaus Johannis hat erneut verlangt, dass Gräueltaten Russlands in dessen Angriffskrieg gegen die Ukraine vor ein internationales Strafgericht gebracht werden.

### 17. Juni
Russische Streitkräfte führten weiterhin Bodenangriffe gegen Sjewjerodonezk und seine südöstlichen Vororte durch. Nach Angaben des ukrainischen Generalstabs hatten russische Truppen rund um die umkämpfte Stadt Sjewjerodonezk Gebietsgewinne erzielt bzw. die Ortschaft Metjolkine weitgehend eingenommen.
Sowohl das ukrainische Innenministerium als auch das ISW berichteten, dass es bei Charkiw zu russischen Artillerieangriffen gekommen sei. Dort befänden sich russische Versorgungsrouten in Reichweite ukrainischer Artillerie. Die russische Armee versuche, deren Beschuss zu unterbinden. Dabei versuchte sie weiter, die ukrainischen Versorgungswege nach Lyssytschansk zu unterbrechen, sowohl von Norden in Richtung Slowjansk als auch im Süden in der Nähe von Bachmut.
Ukrainische Land- und Luftstreitkräfte griffen weiterhin russische Logistik und Befestigungen in besetzten Siedlungen entlang der Südachse an.

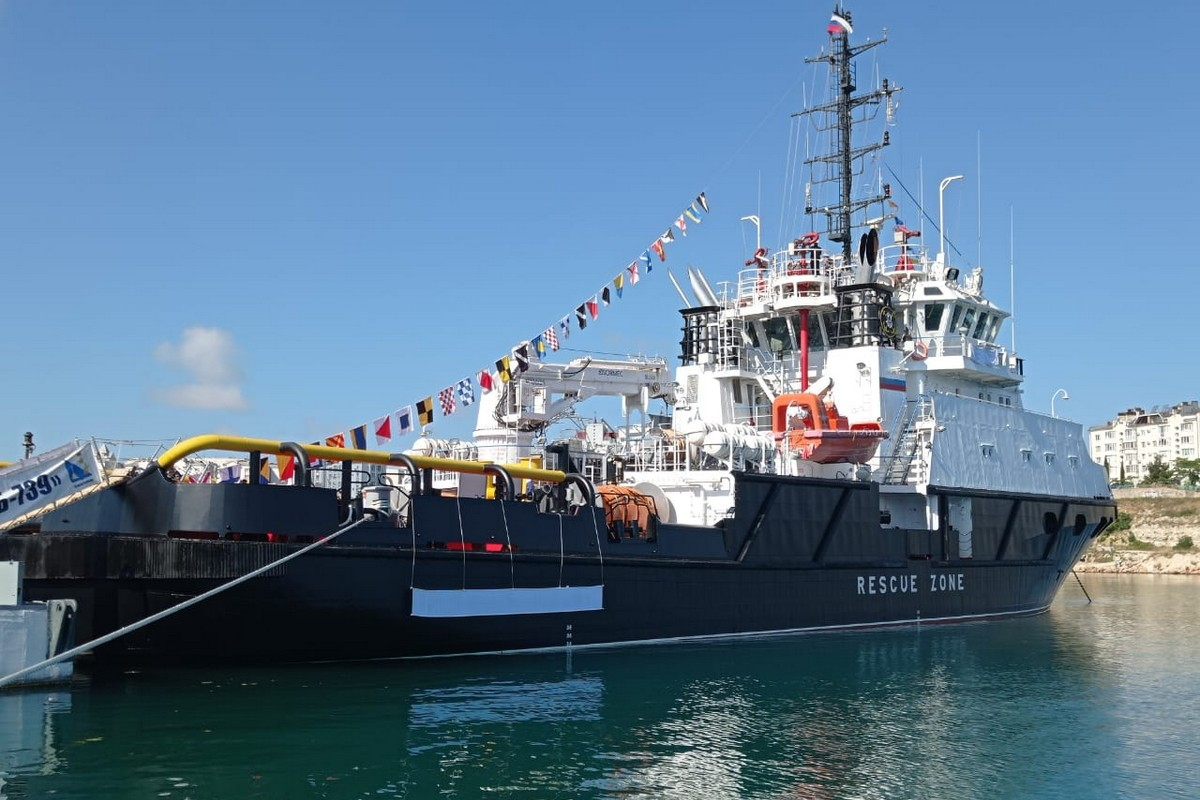
Spasatel Vasily Bekh SB-739

In der Nacht zum 17. Juni wurde das erst 2017 auf Kiel gelegte russische Schleppschiff Spasatel Wasily Bech (SB-739) von mindestens zwei Schiffsabwehrraketen getroffen, als es mit Nachschub an Waffen, Munition und Soldaten zur besetzten Schlangeninsel fuhr. Ein Video einer türkischen TB2-Drohne wurde veröffentlicht, Verbleib von Wrack und Besatzung blieben unklar.
Der ukrainische General Karpenko bezifferte die Ausrüstungsverluste seit Kriegsbeginn: Es seien „infolge aktiver Gefechte […] 30 bis 40, manchmal bis zu 50 Prozent Verluste“ zu verzeichnen, etwa „1300 Infanterie-Kampffahrzeuge, 400 Panzer und 700 Artilleriesysteme.“
Wegen eines Hackerangriffs auf das Internationale Wirtschaftsforum in St. Petersburg verzögerte sich nach Kreml-Angaben die geplante Rede des russischen Präsidenten Wladimir Putin. Die für 13 Uhr MESZ geplante Rede wurde demnach um eine Stunde nach hinten verlegt. Eine Gruppe mit dem Namen „IT-Armee der Ukraine“ reklamierte den Distributed-Denial-of-Service-Angriff für sich. Auf dieser Konferenz, auf der u. a. die afghanischen Taliban und die international nicht anerkannten Separatistenrepubliken Donezk und Luhansk vertreten waren, erklärte Russlands Präsident Wladimir Putin, die westlichen Sanktionen seien gescheitert, und sagte einen Wandel der Weltordnung voraus. Er machte zugleich deutlich, nichts gegen einen EU-Beitritt der Ukraine einzuwenden. Putin dementierte auch, dass Russlands Angriffskrieg gegen die Ukraine mit der internationalen Lebensmittelkrise zu tun habe. Nach Darstellung des russischen Präsidenten wären die ukrainischen Getreidelieferungen für den Weltmarkt unbedeutend. Der Präsident Kasachstans, Kassym-Schomart Tokajew, erklärte am Rande des Wirtschaftsforums, die ostukrainischen Separatistenrepubliken Donezk und Luhansk nicht als selbstständige Staaten anzuerkennen.
Russlands Präsident Putin bekräftigte seine Entschlossenheit, die Operation in der Ukraine „abzuschließen“, räumte jedoch ein, dass nicht näher bezeichnete neue russische Taktiken Zeit brauchen würden. Das ISW bewertete dies als Entschuldigung bisherig ungenügender Leistungen.
Der britische Premierminister Johnson besuchte den ukrainischen Präsidenten Selenskyj in Kiew und erklärte, Großbritannien werde ein Programm anführen, bei dem alle 120 Tage bis zu 10.000 ukrainische Soldaten an einem ungenannten Ort außerhalb des Landes ausgebildet werden könnten. Das Programm könne „die Gleichung dieses Krieges verändern“. Ferner sprach er sich für eine Austragung des nächsten Eurovision Song Contest (ESC) in der Ukraine aus. Danach besuchte Selenskyj erstmals seit Beginn der Invasion die Frontlinie in der Südukraine und reiste nach Mykolajiw.
Die EU-Kommission sprach sich dafür aus, die Ukraine und Moldau offiziell zu Kandidaten für den Beitritt zur Europäischen Union zu ernennen. Russland gab daraufhin bekannt, den Beitrittsprozess genau zu beobachten, da man sich der zunehmend militärischen Strukturen der EU bewusst sei.
Das CERN (Europäische Organisation für Kernforschung) erklärte, aufgrund des russischen Angriffskriegs die Zusammenarbeit mit Russland und Belarus zu beenden.
Ein russisches Kriegsschiff war in der Nähe der Ostsee-Insel Bornholm gleich zweimal in dänische Gewässer eingedrungen, teilte das dänische Verteidigungskommando mit.

### 18. Juni
Die russischen Streitkräfte sicherten sich am Stadtrand von Sjewjerodonezk geringfügige Geländegewinne und rückten wahrscheinlich nach Metolkine vor. Die russischen Operationen blieben aber langsam. Sie versuchten weiter, ukrainische Versorgungswege entlang der Autobahn T1302 Bachmut-Lyssytschansk mit Boden- und Artillerieangriffen zu stören. Russische Streitkräfte versuchten, ukrainische Streitkräfte aus der Artilleriereichweite der Eisenbahnlinien, die zur Versorgung russischer Offensivoperationen in Richtung Slowjansk dienten, aus dem Raum Charkiw zu verdrängen. Die russischen Streitkräfte haben keine bestätigten Operationen entlang der Südachse durchgeführt und sind in den dort besetzten Gebieten der Südukraine weiterhin dem Druck der Partisanen ausgesetzt.
Der ukrainische Chefunterhändler Dawyd Arachamija erklärte im Sender Voice of America, die Friedensverhandlungen mit Russland erst Ende August nach der Durchführung von Gegenangriffen wieder aufzunehmen. Dann werde die Ukraine eine bessere Verhandlungsposition haben.
Nach Angaben des russischen Verteidigungsministeriums verloren die ukrainische Streitkräfte bis zum 18. Juni 2022 insgesamt 3.613 gepanzerte Fahrzeuge (darunter Panzer), 3.687 anderweitige Militärfahrzeuge, 206 Flugzeuge, 132 Helikopter, 1.241 Drohnen, 2.032 Artilleriestände und Mörser, 547 Mehrfachraketenwerfer und 343 Flugabwehr-Systeme.

### 19. Juni

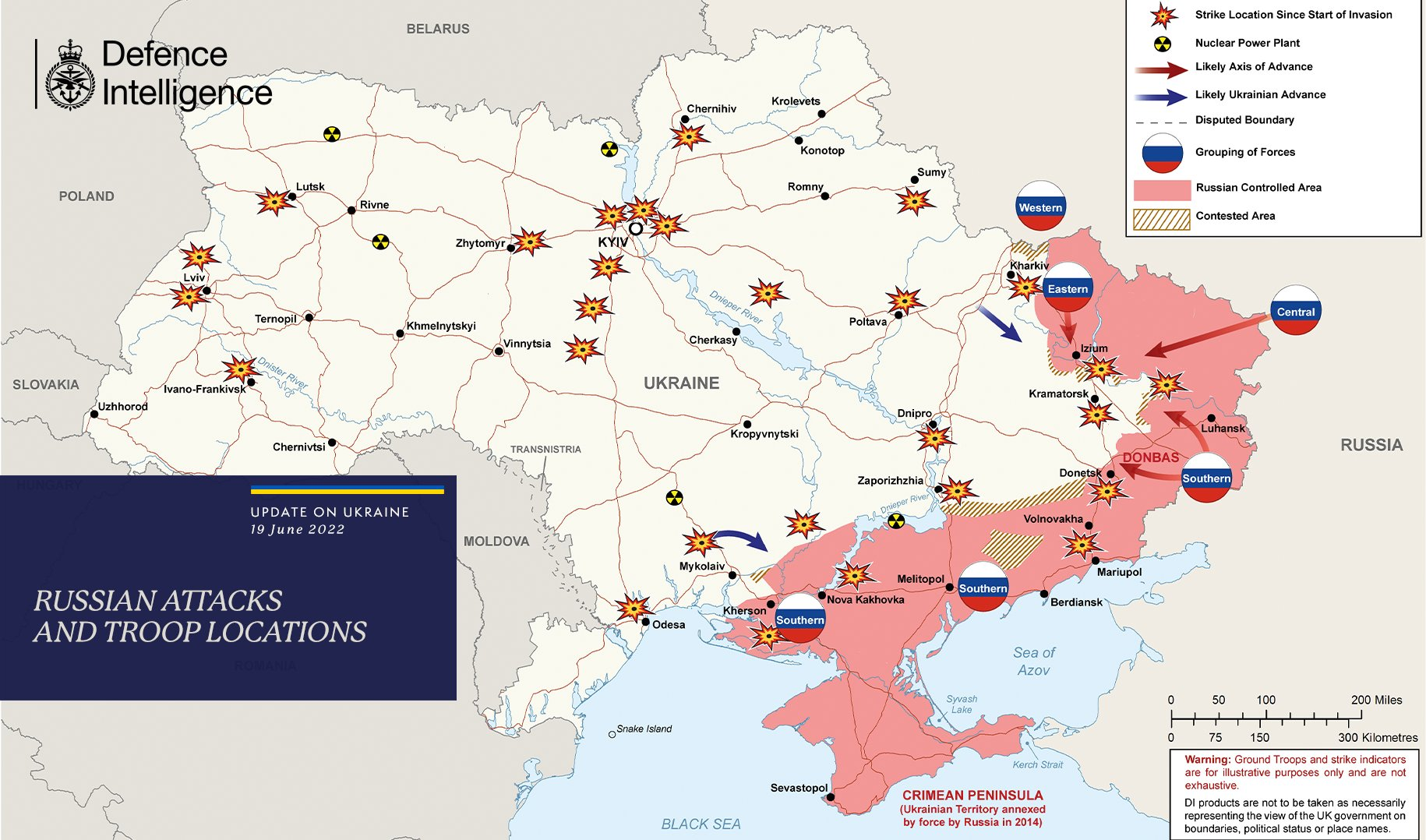
Lagebild in einer Veröffentlichung des britischen Verteidigungsministeriums am 19. Juni

Laut russischem Militär wurde mit einem Raketenangriff ein ukrainischer Führungsgefechtsstand mit über fünfzig hochrangigen Offizieren zerstört.
Das britische Verteidigungsministerium ging davon aus, dass die fortgesetzte Darstellung des Einmarsches in die Ukraine als „spezielle Militäroperation“ und nicht als Krieg aktiv die russischen Fähigkeiten zur Truppenaufstellung behindere. So hätten die russischen Behörden Schwierigkeiten, Deserteure und Verweigerer von Einberufungen zu bestrafen, anders als während eines formellen Krieges.
Ebenfalls schwinde nun auch bei den ukrainischen Streitkräften wegen heftiger Kämpfe im Donbass die Kampfmoral und sie mussten u. a. Desertionen hinnehmen. Die Motivationsprobleme der russischen Streitkräfte wären jedoch größer: Weiterhin gäbe es bewaffnete Meutereien gegenüber Offizieren. Grund seien fehlendes Vertrauen in die Führung, schlechte Logistik und wenig Austausch abgekämpfter Truppenteile.
Der britische Premierminister Boris Johnson forderte die westlichen Verbündeten auf, die Ukraine langfristig zu unterstützen. In einem Gastbeitrag für die Sunday Times schrieb er, alles werde davon abhängen, „ob die Ukraine ihre Verteidigungsfähigkeit schneller stärkt, als Russland seine Angriffsfähigkeit erneuert“. Ausdrücklich warnte Johnson davor, russische Gebietsgewinne dauerhaft hinzunehmen: „Eine solche Farce wäre der größte Sieg für einen Aggressor in Europa seit dem Zweiten Weltkrieg.“

### 20. Juni
Ukrainische Quellen bestätigten, dass russische Streitkräfte ganz Sjewjerodonezk mit Ausnahme des Industriegebiets Azot kontrollieren, wo Kämpfe andauern. Russische Streitkräfte intensivierten ihre Operationen, um ukrainische Versorgungsstraßen entlang der Autobahn T1302 Bachmut-Lyssytschansk abzuschneiden. Die russischen Streitkräfte konzentrierten sich weiterhin darauf, weitere ukrainische Vorstöße nördlich von Charkiw in Richtung der ukrainisch-russischen Grenze abzuwehren. Entlang der Südachse setzen die russischen Streitkräfte ihre Verteidigungsoperationen fort. Die Aktivitäten der ukrainischen Partisanen erschwerten weiterhin die Versuche der russischen Besatzungsbehörden, die Kontrolle über die besetzten Gebiete zu festigen.
Die Moskauer Regierung hat ein Transitverbot Litauens für bestimmte Waren in die russische Exklave Kaliningrad als beispiellos und illegal kritisiert. Russland werde darauf in den kommenden Tagen reagieren, sagte Präsidialamtssprecher Dmitri Peskow. Die litauische Regierung hat die Beschränkung des Bahnverkehrs zwischen Russland und der russischen Exklave Kaliningrad an der Ostsee verteidigt. Es sei keine nationale Entscheidung, sondern die Umsetzung von EU-Sanktionen.
Australien hat nach Angaben des Verteidigungsministeriums die ersten vier der 14 zugesagten gepanzerten Mannschaftstransportwagen des Typs M113AS4 an die Ukraine geschickt.
Der Sprecher für Justizfragen und Rechtsstaatlichkeit der EU-Kommission, Christian Wigand, erklärte gegenüber der Zeitung „Welt“, dass der Betrag der eingefrorenen Vermögen von russischen Oligarchen von 6,7 Milliarden Euro im April auf aktuell etwas mehr als 12,5 Milliarden Euro sich nahezu verdoppelt hätte. In Deutschland wurden zum ersten Mal auf Grundlage der Sanktionen gegen Russland wegen des Angriffskriegs in der Ukraine Immobilien beschlagnahmt. Nach Mitteilung der Staatsanwaltschaft München I wurden drei Privatwohnungen eines russischen Oligarchen in München sowie das Konto für die Mietzahlungen beschlagnahmt.

### 21. Juni

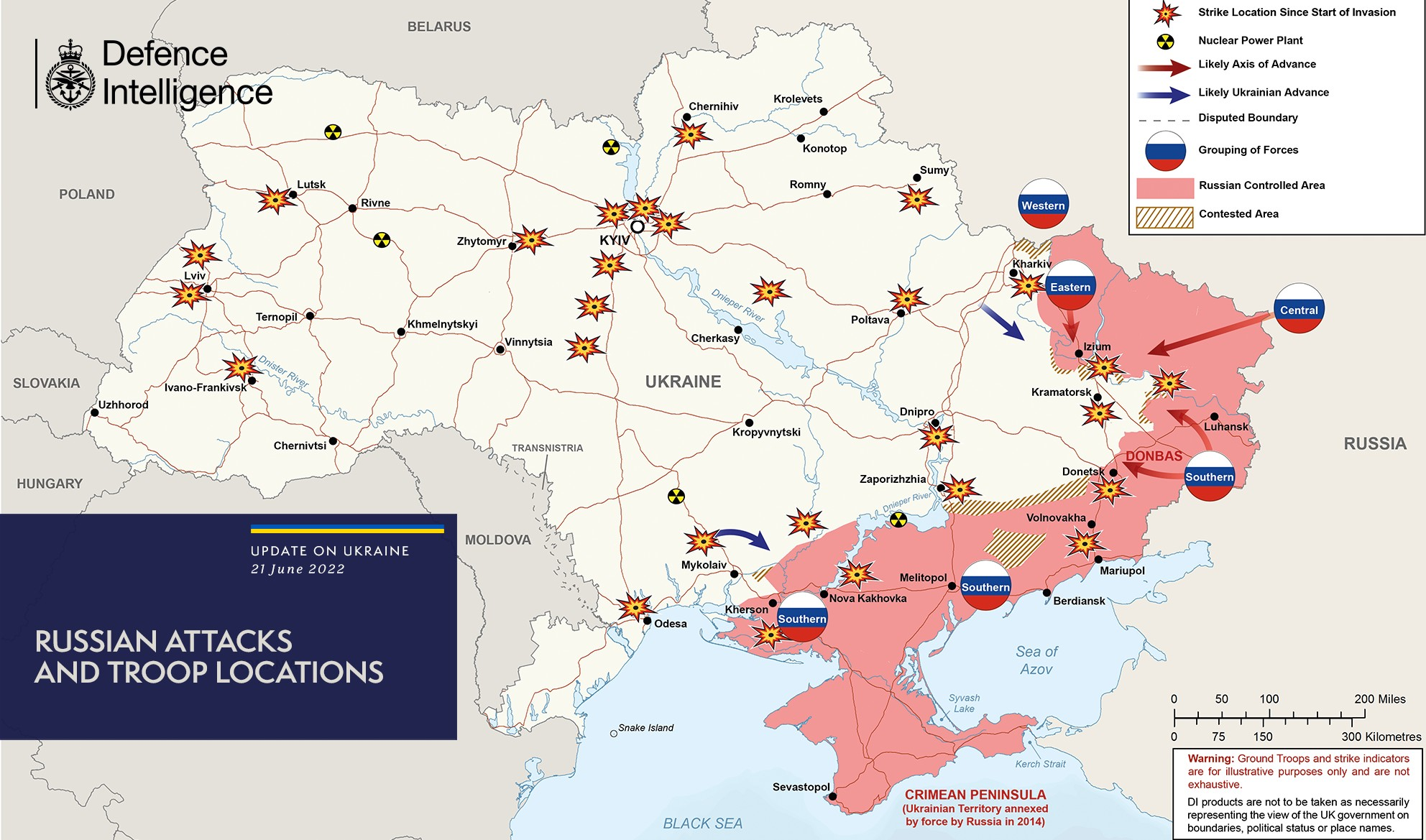
Lagebild in einer Veröffentlichung des britischen Verteidigungsministeriums am 21. Juni

Russische Streitkräfte führten am 21. Juni mehrere erfolgreiche Vorstöße in Siedlungen südöstlich von Sjewjerodonezk durch. Sie führten weiterhin Angriffe auf Siedlungen entlang der Autobahn T1302 Lyssytschansk-Bachmut durch. In der ostukrainischen Region Charkiw sind durch russische Angriffe 15 Menschen getötet worden. 16 weitere wurden verletzt, wie der Gouverneur des Gebiets Oleh Synjehubow im Nachrichtendienst Telegram mitteilte. Die russischen Operationen entlang der Achse Isjum-Slowjansk gerieten zunehmend ins Stocken, da die russischen Streitkräfte den Operationen um Sjewjerodonezk Vorrang einräumten. Berichten zufolge griffen ukrainische Streitkräfte russische Stellungen auf der Schlangeninsel im Schwarzen Meer an. Die Ukraine hat einen Angriff auf Ölbohrinseln im Schwarzen Meer vor der Halbinsel Krim bestätigt, die demnach aber vom russischen Militär genutzt wurden. Der Kreml hat nach einer Einschätzung des ISW aktuell den Kommandeur der russischen Luftlandetruppen abgelöst und auch den Kommandeur des südlichen Militärbezirks aus seiner Führungsverantwortung entbunden. Es wurde ein neuer Oberbefehlshaber der russischen Streitkräfte in der Ukraine ernannt, was auf anhaltende Probleme in der Kriegsführung des Kremls hinweisen würde. In den besetzten Gebieten stünden die russischen Besatzungsbehörden weiterhin vor Herausforderungen bei der Rekrutierung lokaler Kollaborateure. Daher musste russisches Regierungspersonal eingesetzt werden, um die Kontrolle zu festigen.
Ein amerikanischer und ein spanischer Kriegsfreiwilliger fielen in den Gefechten auf ukrainischer Seite. Zwei Amerikaner, die an der Seite ukrainischer Truppen gekämpft hatten und in den Vortagen in Gefangenschaft geraten waren, sollten „für die Verbrechen, die sie begangen haben, zur Rechenschaft gezogen werden“, erklärte der Kreml-Sprecher Dmitri Peskow. Die beiden seien aus russischer Sicht zudem nicht durch die Genfer Konventionen als Kriegsgefangene geschützt. Ein Verhängen der Todesstrafe sei nicht ausgeschlossen. Nach Darstellung der US-Regierung sind für die gefangengenommenen US-Bürger auch die Genfer Konventionen gültig. Dieses wurde der russischen Regierung übermittelt.

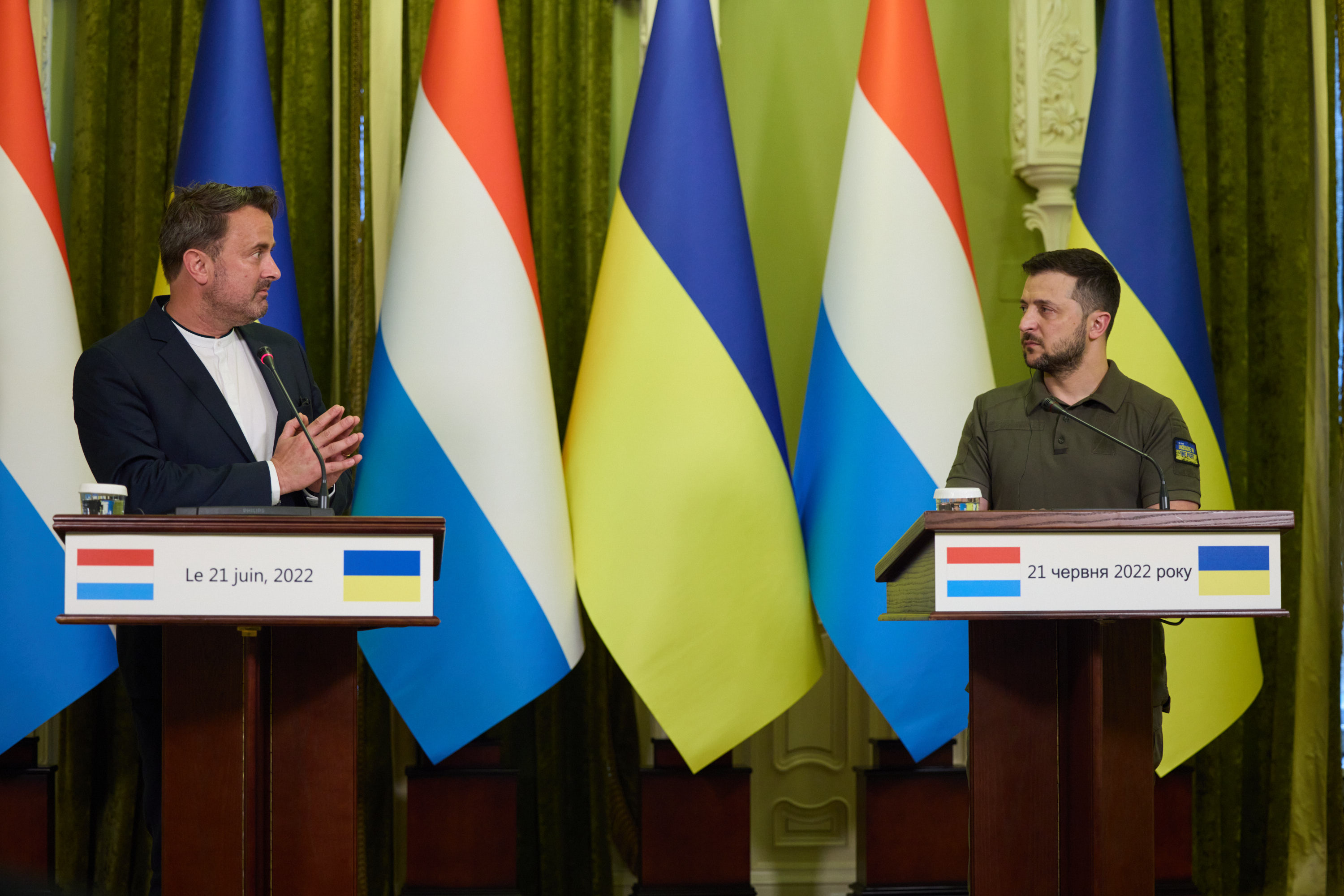
Besuch des luxemburgischen Premierministers in der Ukraine

Der luxemburgische Premierminister Xavier Bettel besuchte die Ukraine und sagte Unterstützung bei den Bemühungen der Ukraine um eine EU-Mitgliedschaft zu.
US-Justizminister Merrick Garland reiste für ein Treffen mit der ukrainischen Generalstaatsanwältin Iryna Wenediktowa in die Ukraine. Bei der Zusammenkunft sollten die Anstrengungen der USA und auf internationaler Ebene besprochen werden, der Ukraine dabei zu helfen, Personen zu identifizieren, festzunehmen und strafrechtlich zu verfolgen, die sich in dem Land an Kriegsverbrechen oder anderen Gräueltaten beteiligt haben.
In Moskau wurde der Kommunalpolitiker Alexei Gorinow am 21. Juni wegen der Verbreitung angeblicher Falschinformationen über die russische Armee in der Ukraine vor Gericht gestellt. Mitte März hatte er erklärt, „Kinder werden zu Waisen und die Enkel und Urenkel der Teilnehmer des Zweiten Weltkriegs werden in die Hölle der Kämpfe in der Ukraine geschickt“ und gefordert, deswegen auf Freizeitveranstaltungen in seinem Wahlkreis zu verzichten. Der Angeklagte hielt beim Prozessauftakt einen Zettel mit der Aufschrift „Nein zum Krieg“ hoch.
Der Sekretär des russischen Nationalen Sicherheitsrats, Nikolai Patruschew, warnte in Folge der in den Vortagen bekanntgegebenen Einschränkung des Güterverkehrs in die russische Exklave Kaliningrad vor „schwerwiegenden“ Konsequenzen. „Russland wird auf solche feindseligen Aktionen natürlich reagieren“, sagte Patruschew laut der Nachrichtenagentur Interfax in Kaliningrad. Nach dieser Drohung erklärte der Sprecher im US-Außenministerium, Ned Price, Washington stehe zu seinen „NATO-Verbündeten“ und damit auch zu Litauen.
Die von Deutschland zugesagten Panzerhaubitzen 2000 wurden nach ukrainischen Angaben ausgeliefert. Nach wochenlanger Kritik änderte die Bundesregierung ihren Kurs bei der Veröffentlichung von Waffenlieferungen an die Ukraine und machte eine Liste mit militärischer Ausrüstung für die Ukraine publik.
Russlands Präsident Wladimir Putin hat die russischen Streitkräfte als Erben der „legendären“ militärischen Traditionen des Landes bezeichnet. Er äußerte sich bei einem Empfang des Kreml für Absolventen russischer Militärakademien. Das Land durchlaufe eine weitere Reihe von Prüfungen, sagte er – und äußerte sich zuversichtlich, dass Russland alle Herausforderungen meistern und immer stärker werde.
Die dem Beginn des Krieges gegen die Ukraine folgende Massenausreise russischer IT-Spezialisten hat nach offiziellen Angaben zu einem gravierenden Fachkräftemangel im Land geführt. „Die Höhe des Bedarfs wird von Experten auf etwa 170.000 geschätzt, dabei sind insgesamt in der Branche etwa eine Million Menschen beschäftigt“, sagte Russlands Vize-Innenminister Igor Subow auf einer in den sozialen Netzwerken übertragenen Sitzung des Föderationsrats.
In der Region um die besetzte südukrainische Stadt Cherson wurden ab 21. Juni nun überall russische statt ukrainischer Fernsehsender ausgestrahlt.

### 22. Juni

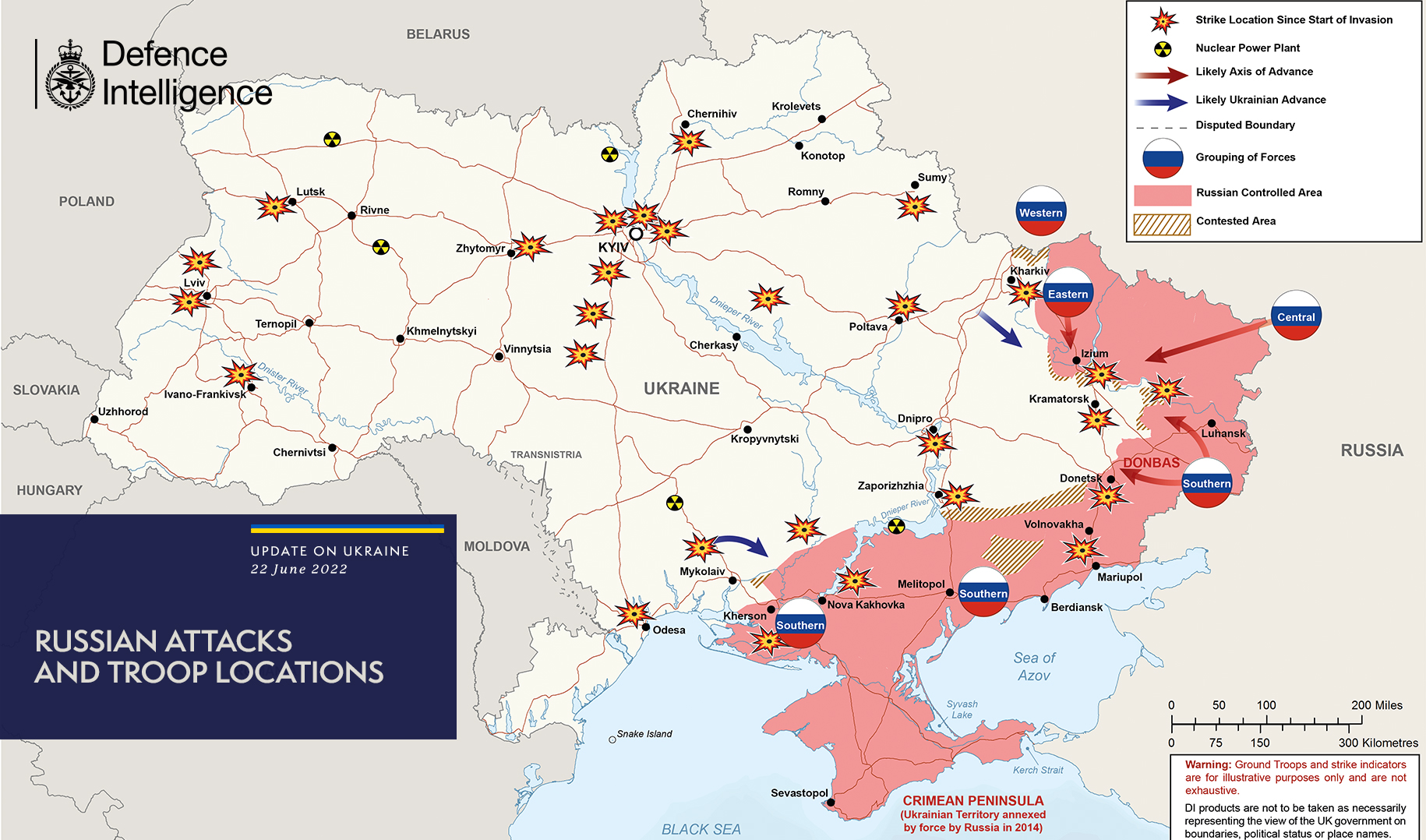
Lagebild in einer Veröffentlichung des britischen Verteidigungsministeriums am 22. Juni

Russische Streitkräfte machten südlich von Lyssytschansk weiter Fortschritte. In Richtung Slowjansk setzten sie ihre Angriffe weiter fort, machten aber nur geringfügige Fortschritte. Die russischen Verbände verstärkten ihre Angriffe auf die ukrainischen Versorgungswege entlang der Autobahn T1302 Bachmut-Lyssytschansk, um die eigenen Operationen in Richtung Lyssytschansk zu unterstützen. Entlang der Südachse konzentrierten sich die russischen Streitkräfte auf Verteidigungsoperationen.
Das russische Außenministerium erklärte, die Antwort Russlands auf die teilweise Transitblockade Litauens gegen die Exklave Kaliningrad werde sich nicht nur auf diplomatische Wege beschränken. Vielmehr werde die Reaktion Russlands „praktisch“ ausfallen. Der Ausschuss des litauischen Parlaments für nationale Sicherheit und Verteidigung erklärte, die Grundlagen der Entscheidung zu prüfen und sich mit den Leitlinien der EU-Kommission zur Umsetzung von Sanktionen zu befassen.
Die Präsidenten der BRICS-Staaten, Brasilien, Russland, Indien, China und Südafrika, führten am 22. Juni in einer Videokonferenz Gespräche. Neben der teilweise verdeckten Kritik an westlichen Sanktionen gegen Russland wurden Maßnahmen zur engeren wirtschaftlichen Zusammenarbeit der fünf Länder erörtert, um die Auswirkung der Sanktionen auf Russland zu mildern und, so Putin, die BRICS-Staaten zu einem „Vorreiter“ der Abschaffung einer „unipolaren Welt“ zu machen. Besprochen wurden u. a. der Aufbau einer chinesischen Automobilproduktion und die Etablierung einer indischen Supermarktkette in Russland.
Die Bundesregierung erklärte, fünfzehn Milliarden Euro zur Verfügung zu stellen, um die Befüllung der Gasspeicher in Deutschland bis zum 1. November auf einen Speicherstand von 90 % zu gewährleisten.
UNHCR-Schätzungen zufolge haben seit dem Beginn der russischen Invasion mehr als acht Millionen Menschen die Ukraine verlassen müssen.
Großbritannien verweigerte einer russischen Delegation von Duma-Abgeordneten zur Teilnahme einer Sitzung der OECD in Birmingham die Einreisevisa, da die russischen Abgeordneten auf einer Sanktionsliste stünden. Da russische Flugzeuge aufgrund von Sanktionen der USA nicht in den US-amerikanischen Luftraum einfliegen durften, verweigerten US-amerikanische Behörden die Landung eines russischen Flugzeugs in den USA, um ausgewiesene russische Diplomaten und ihre Familien nach Russland ausfliegen zu können.
Russland benannte den Platz vor der amerikanischen Botschaft in Moskau nach der separatistischen „Donezker Volksrepublik“ (DVR) um. Ein entsprechender Erlass zur Umbenennung wurde von der Stadtverwaltung veröffentlicht. Der Schritt zwang die US-Botschaft, bei Angabe ihrer Adresse auf die DVR zu verweisen, die Russland als unabhängigen Staat anerkannt hat.
Der russische Präsident Wladimir Putin verfügte mit Dekret, dass angesichts der umfassenden Sanktionen gegen sein Land und des damit verbundenen Drucks auf das Finanzsystem einige Auslandswährungs-Schulden Russlands in Rubel beglichen werden könnten. Die Regierung wurde angewiesen, dazu einen Verfahrensablauf ähnlich wie bei der Zahlung von Energierohstoffen in Rubel zu erarbeiten.
Bundesverteidigungsministerin Christine Lambrecht kündigte an, ab Juli mit der Ausbildung ukrainischer Soldaten an dem von Deutschland zugesagten Mehrfachraketenwerfersystem Mars II zu beginnen.

### 23. Juni

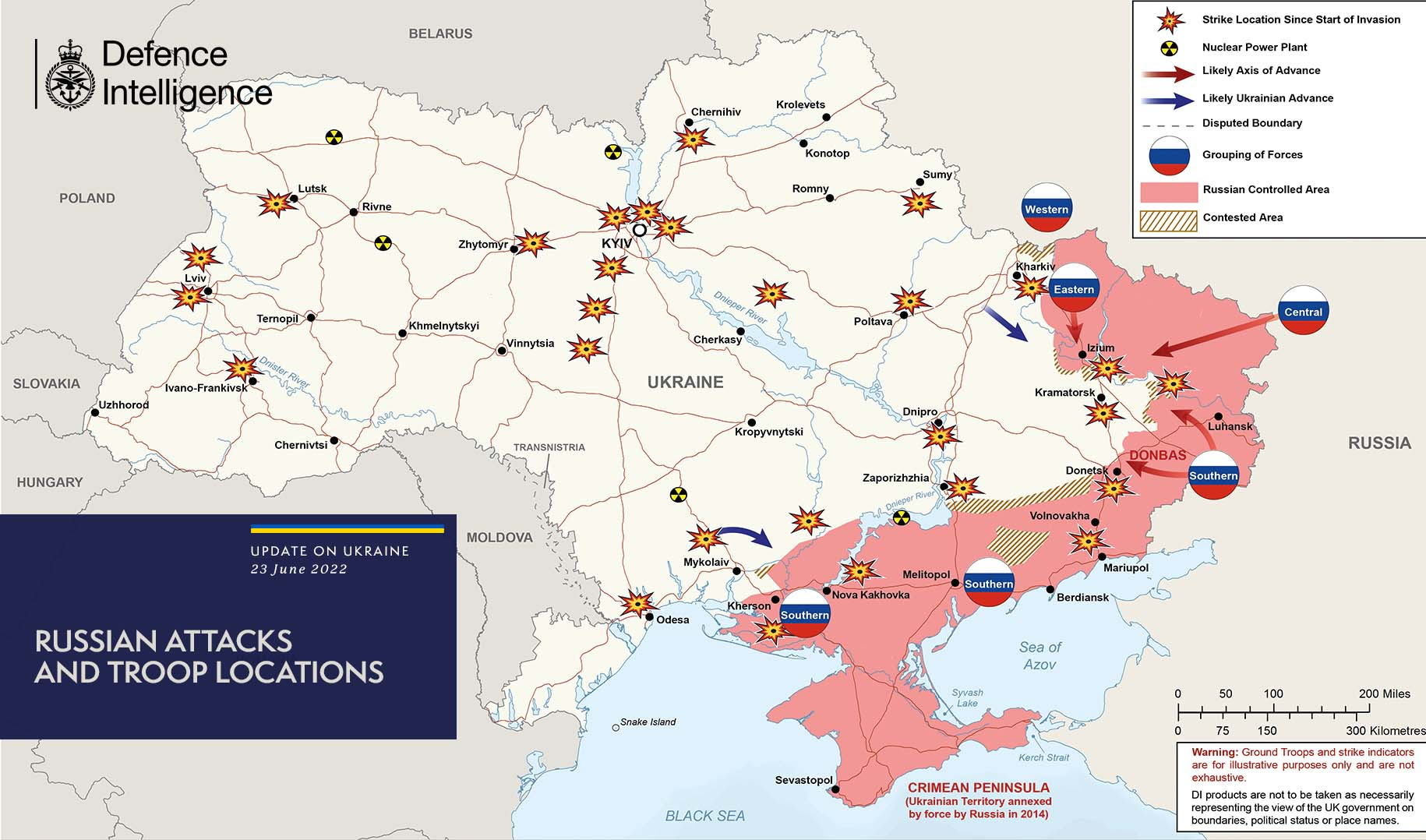
Lagebild in einer Veröffentlichung des britischen Verteidigungsministeriums am 23. Juni

Russische Streitkräfte hatten nach Einschätzung des ISW die südlichen Außenbezirke von Lyssytschansk erreicht und verstärken ihre Gruppierung um Sjewjerodonezk, um die Eroberung sowohl von Sjewjerodonezk als auch von Lyssytschansk abzuschließen.
Sie setzen ihre Bemühungen fort, die ukrainische Gruppierung in Hirske und Zolote einzukesseln.
Nach Einschätzung des ISW hatten russische Kräfte ebenso die ukrainischen Versorgungsstraßen entlang der Autobahn T1302 erfolgreich unterbrochen und nutzen die jüngsten Fortschritte, um Angriffe auf Lyssytschansk zu verstärken.

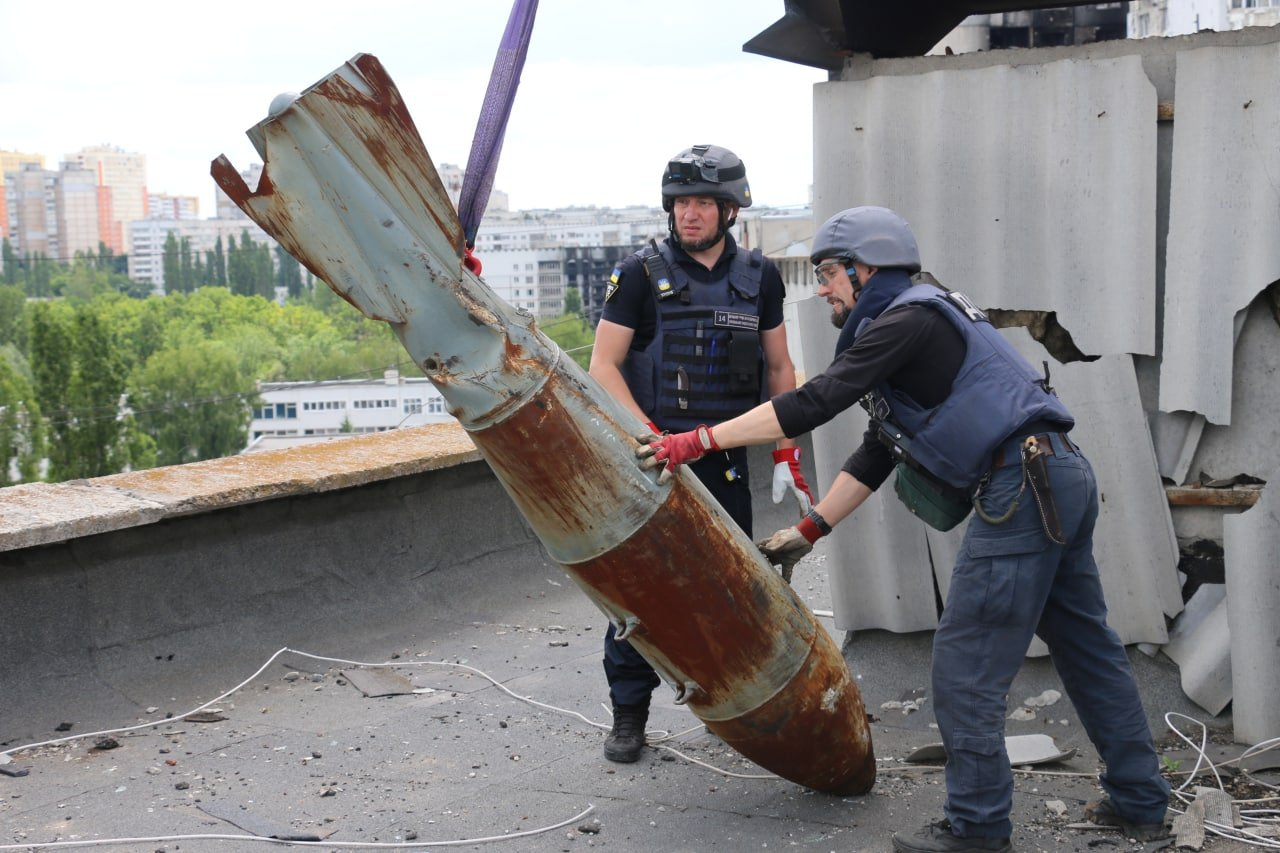
Bergung eines russischen Blindgängers vom Dach eines Wohnhauses in Charkiw

Russische Truppen haben den Beschuss der Stadt Charkiw und umliegender Ortschaften nach ukrainischen Angaben fortgesetzt und dabei zehn Menschen getötet. Unter den Toten seien fünf Frauen im Dorf Pryschyb, teilte Gebietsgouverneur Oleh Synjehubow mit.
Ein Dutzend Länder der EU waren am 23. Juni von Kürzungen der Gaslieferungen aus Russland betroffen. Zehn der 27 EU-Mitgliedsländer hätten nach Darstellung von EU-Kommissar Frans Timmermans überdies eine „Frühwarnung“ für die Gasversorgung herausgegeben.
Bundeswirtschaftsminister Robert Habeck hat am Vormittag des 23. Juni die zweite Krisenstufe im Notfallplan Gas, die „Alarmstufe“, ausgelöst.
Der US-Sportartikelhersteller Nike erklärte, Russland endgültig zu verlassen. Die zunächst vorübergehend geschlossenen Filialen würden nicht mehr öffnen.
Am 23. Juni wurde bekannt, dass Indien Russland geholfen hat, trotz westlicher Sanktionen weiter Öl weltweit verkaufen zu können. Nach offiziellen Angaben stellte Indien die Sicherheitszertifizierung für Tanker bereit, die von einer in Dubai ansässigen Tochtergesellschaft des führenden russischen Schifffahrtskonzerns Sovcomflot betrieben wurden.
Die Türkei erklärte, die Berichte über mutmaßlich durch Russland gestohlenes ukrainisches Getreide zu prüfen. Auf einer gemeinsamen Pressekonferenz mit der britischen Außenministerin Liz Truss sagte der türkische Außenminister Mevlüt Çavuşoğlu, sein Land werde nicht zulassen, dass von Russland oder einem anderen Land gestohlenes Getreide in die Türkei gebracht wird.
Die EU hat die Ukraine offiziell in den Kreis der Beitrittskandidaten aufgenommen.
Vor dem G7-Gipfel in Deutschland haben die USA weitere Waffenlieferungen an die Ukraine im Umfang von 450 Millionen Dollar angekündigt. Dazu gehörten auch Mehrfachraketenwerfer-Artilleriesysteme und Patrouillenboote.
In der Ukraine sind seit Russlands Überfall nach UN-Angaben 152 Kulturstätten ganz oder teilweise zerstört worden. Wie die UNESCO in Paris mitteilte, sind darunter siebzig Kirchen und Kultgebäude, dreißig historische Bauten, achtzehn Kulturzentren, fünfzehn Denkmäler, zwölf Museen und sieben Bibliotheken. Der ukrainische Präsident Wolodymyr Selenskyj hat darüber hinaus Russland die Zerstörung von mehr als 2000 Bildungseinrichtungen einschließlich Kindergärten in seinem Land vorgeworfen.

### 24. Juni

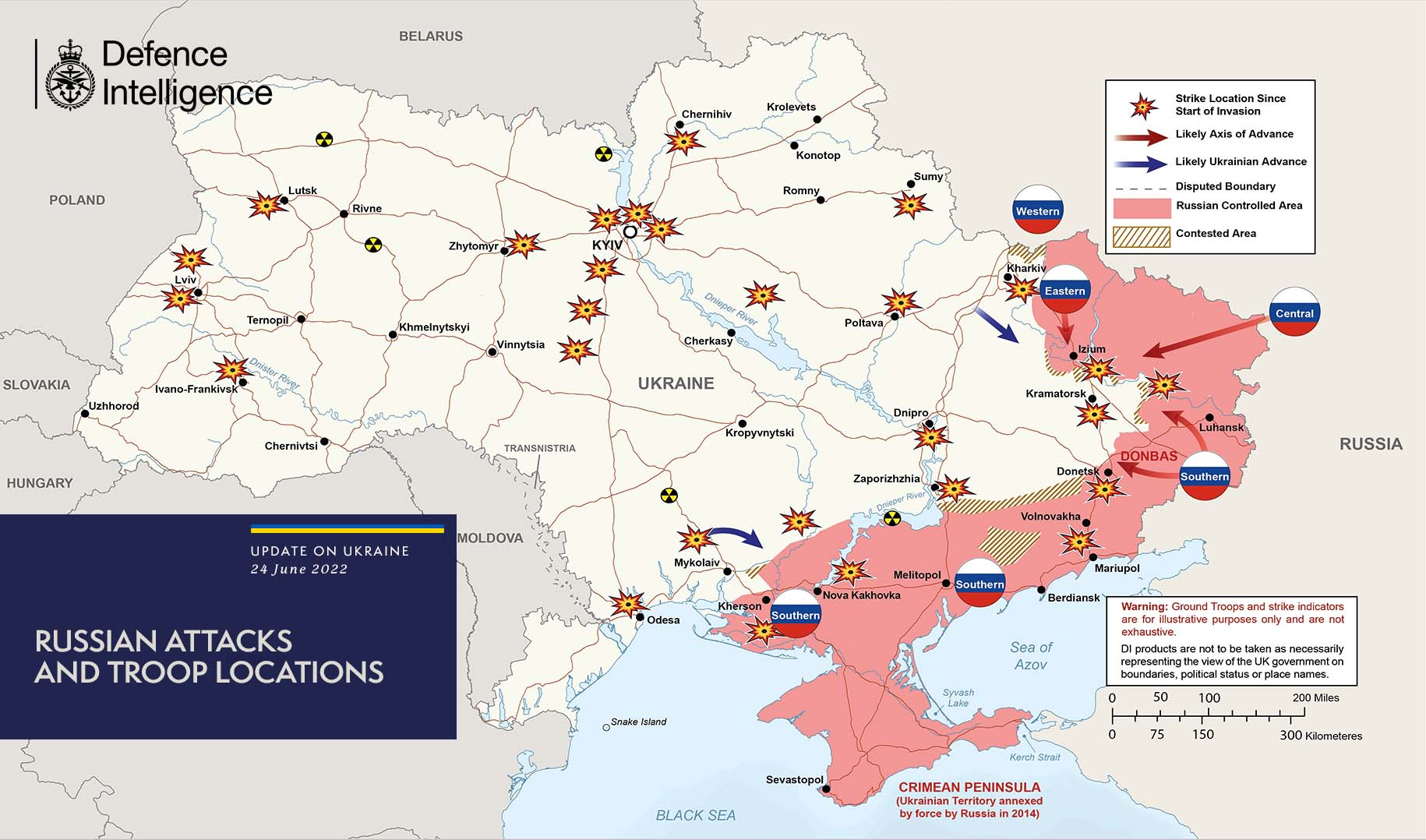
Lagebild in einer Veröffentlichung des britischen Verteidigungsministeriums am 24. Juni

Am 24. Juni ordnete die ukrainische Seite den Rückzug ihrer Streitkräfte aus Sjewjerodonezk an, welcher laut offiziellen Stellen in einigen Tagen abgeschlossen sein soll. Serhij Hajdaj, ukrainischer Leiter der Oblast Luhansk, gab bekannt, dass sich die ukrainischen Streitkräfte aus „zerstörten Stellungen“ in Sjewjerodonezk zurückziehen, um weitere Personalverluste zu verhindern und anderswo eine Verteidigung aus günstigeren Stellungen aufrechtzuerhalten.
Russische Truppen sind weiter nach Norden bis Lyssytschansk vorgedrungen, um ukrainische Truppen in Hirske-Zolote einzukesseln.
Russische Streitkräfte führten westlich von Isjum und nördlich von Slowjansk erfolglose Offensivoperationen durch, um der Einkesselung ukrainischer Truppen in Lyssytschansk und der Unterbrechung der verbleibenden Versorgungsstraßen nordwestlich der Stadt Vorrang einzuräumen.
Ukrainische Streitkräfte führen weiterhin Gegenoffensiven entlang der Grenze zwischen Cherson und der Oblast Dnipropetrowsk durch und bedrohen russische Streitkräfte in Cherson.
In Cherson wurde der Leiter für Sport und Jugend der russischen Besatzungsverwaltung mit einer Autobombe in seinem Fahrzeug getötet.
Die russische Zeitung Baza berichtete über zwei Vorfälle, bei denen unbekannte Angreifer am 24. Juni Molotow-Cocktails auf militärische Rekrutierungsbüros in Belgorod und Perm warfen. In der Oblast Belgorod wurde über die Fahndung nach vier russischen Deserteuren berichtet.
Es wurden Meldungen über Deserteure in der ukrainischen Armee bekannt. Dies soll sich negativ auf die Moral der ukrainischen Armee niederschlagen. Der Leiter des Bereichs Forschung und Entwicklung der Theresianischen Militärakademie des österreichischen Bundesheeres, Oberst Markus Reisner, vermutete in einem Beitrag der Berliner Zeitung Erschöpfungserscheinungen bei den ukrainischen Truppen.
Das russische Außenministerium hat die USA für das litauische Transitverbot sanktionierter Güter in die russische Exklave Kaliningrad verantwortlich gemacht: „Der sogenannte 'kollektive Westen' hat auf ausdrückliche Anweisung des Weißen Hauses ein Verbot des Bahntransits mit einer breiten Palette von Gütern in das Kaliningrader Gebiet verhängt.“ Der Schritt sei Teil eines Musters „zunehmend feindseliger Handlungen von amerikanischer Seite“ gegenüber Russland.
Nach dem Erhalt des EU-Kandidatenstatus hat der ukrainische Präsident Wolodymyr Selenskyj von einem Wendepunkt für sein Land gesprochen. Die Ukraine sei ein zukünftiger gleichrangiger Partner für mindestens 27 EU-Länder – kein Drittland mehr, sondern werde Mitglied der Europäischen Union. Der Kreml macht für einen möglichen EU-Beitritt der Ukraine und der Republik Moldau zur Bedingung, dass sich deren Beziehungen gegenüber Russland nicht weiter verschlechtern. „Für uns ist es sehr wichtig, dass diese Prozesse weder uns noch den Beziehungen mit den genannten Ländern noch mehr Probleme bescheren“, betonte Kremlsprecher Dmitri Peskow der Nachrichtenagentur Interfax zufolge. Das russische Außenministerium hingegen hat die Verleihung des EU-Kandidatenstatus an die Ukraine und Moldau als geopolitisches Manöver gegen Moskau verurteilt. Die Entscheidung bestätige, dass „eine geopolitische Vereinnahmung“ der ehemaligen Sowjetrepubliken „aktiv vorangetrieben“ werde, „um Russland in Schach zu halten“, sagte die Sprecherin des russischen Außenministeriums, Marija Sacharowa.
Für die Aufnahme ukrainischer Flüchtlinge erhielt Polen einen Kredit in Höhe von 450 Millionen Euro von der Entwicklungsbank des Europarats. Es handle sich um die größte je bewilligte Summe, teilte der Europarat in Straßburg mit. Die G7-Außenminister haben Russland aufgefordert, die ukrainischen Schwarzmeerhäfen für Lebensmittelexporte freizugeben.
Der britische Premierminister Boris Johnson hat die Bereitschaft seines Landes signalisiert, bei der Räumung von Seeminen vor der Küste der Ukraine zu helfen. Nach Berichten der Deutschen Presseagentur beabsichtigte die Bundesregierung der Ukraine weitere Panzerhaubitzen zu überlassen. Dazu wären Gespräche mit den Niederlanden sowie einem weiteren europäischen Partner anberaumt worden. Die weitere Ausstattung diene der Ausrüstung eines vollständigen ukrainischen Artilleriebataillons mit insgesamt achtzehn Haubitzen.
Der ukrainische Präsident Wolodymyr Selenskyj hat Russland die Zerstörung von mehr als 2000 Bildungseinrichtungen einschließlich Kindergärten in seinem Land vorgeworfen.

### 25. Juni
Russische Behörden haben die polnische Flagge von einer Gedenkstätte nahe der Stadt Smolensk entfernt, die an die Ermordung von rund 25.000 polnischen Militärangehörigen erinnert.
Das russisches Militär vermeldet die Tötung von 80 polnischen Kämpfern auf Seiten der Ukraine, in der Stadt Kostjantyniwka.
Von Belarus aus sind nach ukrainischen Angaben am 25. Juni 20 Raketen in Richtung des Grenzgebiets das bei Tschernihiw liegende Dorf Desna abgefeuert worden.
Ukrainische Streitkräfte setzen erstmals US-amerikanische Mehrfachraketenwerfer vom Typ HIMARS ein.
Nach Angaben von Naturschützern sind seit Ende Februar im Schwarzen Meer mindestens 3.000 Delfine infolge des Krieges gestorben und an Strände angespült worden.

### 26. Juni

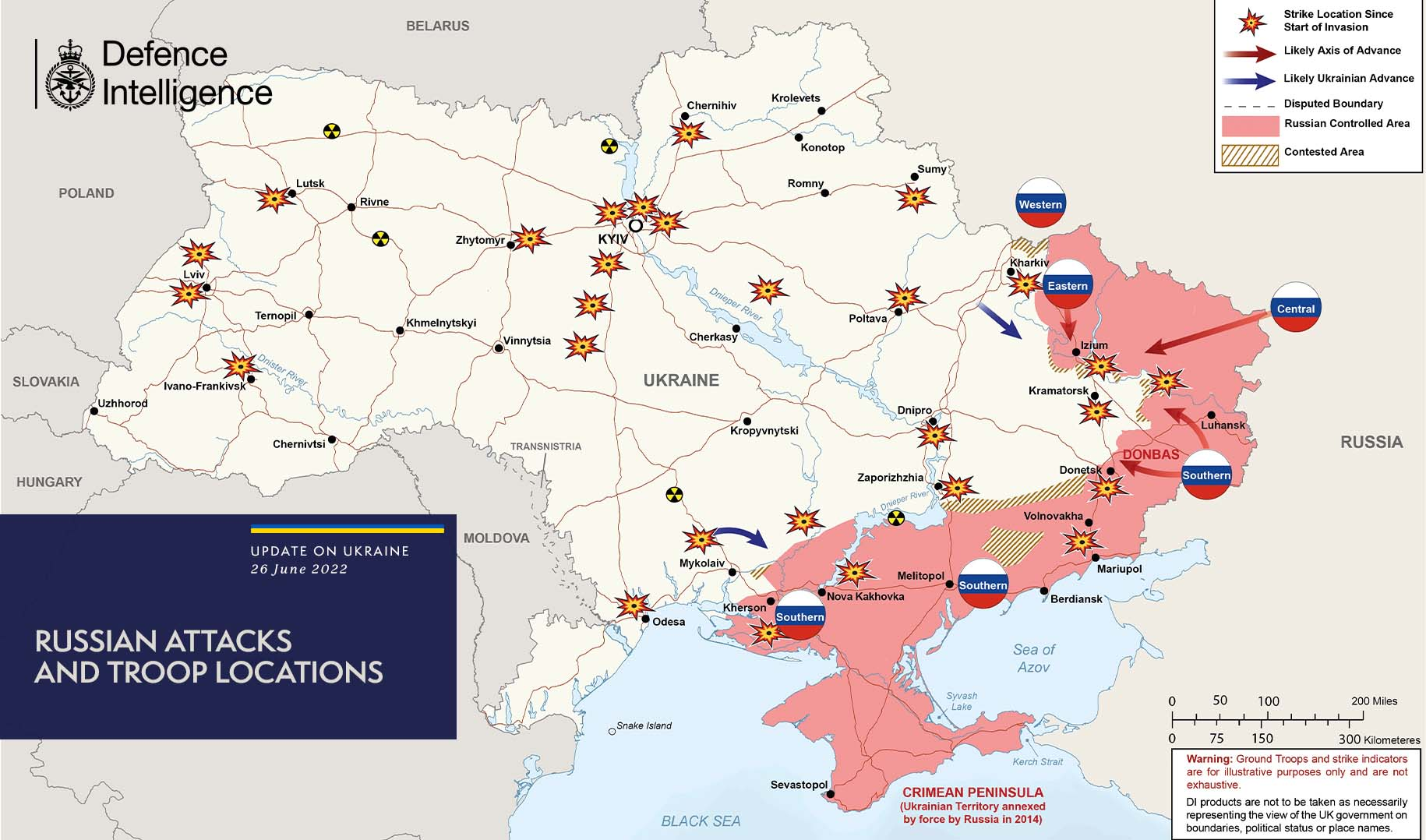
Lagebild in einer Veröffentlichung des britischen Verteidigungsministeriums am 26. Juni

Am 26. Juni begann die Tagung der G7 auf Schloss Elmau.
Russland griff Ziele in der Ukraine außerhalb der Kampfgebiete mit Raketen an. Dabei führte Russland unter anderem Raketenangriffe auf Kiew und Odessa durch. Auf Kiew wurden laut ukrainischen Angaben vierzehn Raketen abgefeuert, dabei wurden von den nicht abgeschossenen Flugkörpern ein Wohngebäude und ein Kindergartenareal getroffen, wobei eine Person ihr Leben verlor und mehrere verletzt wurden. Nach Angaben des ukrainischen Militärs wurden dazu Langstreckenbomber des Typs Tu-22 und Marschflugkörper, die vom Schwarzen Meer aus abgefeuert worden seien, verwendet. Getroffen wurden u. a. eine militärische Anlage in Jaworiw bei Lwiw und Ziele in der Region Schytomyr und Tschernihiw.

Die Raketenangriffe wurden seitens der Ukraine als russischer Einschüchterungsversuch zum laufenden Gipfeltreffen der Staats- und Regierungschefs der G7 gesehen. Es war der erste größere Angriff dieser Art seit Ende April und zielte auch auf westliche Führer ab, die auf dem laufenden G7-Gipfel über Hilfe für die Ukraine diskutieren. Russland erklärte, auch in der Region Tschernihiw, Mykolajiw und Lwiw Distanzangriffe durchgeführt zu haben. 

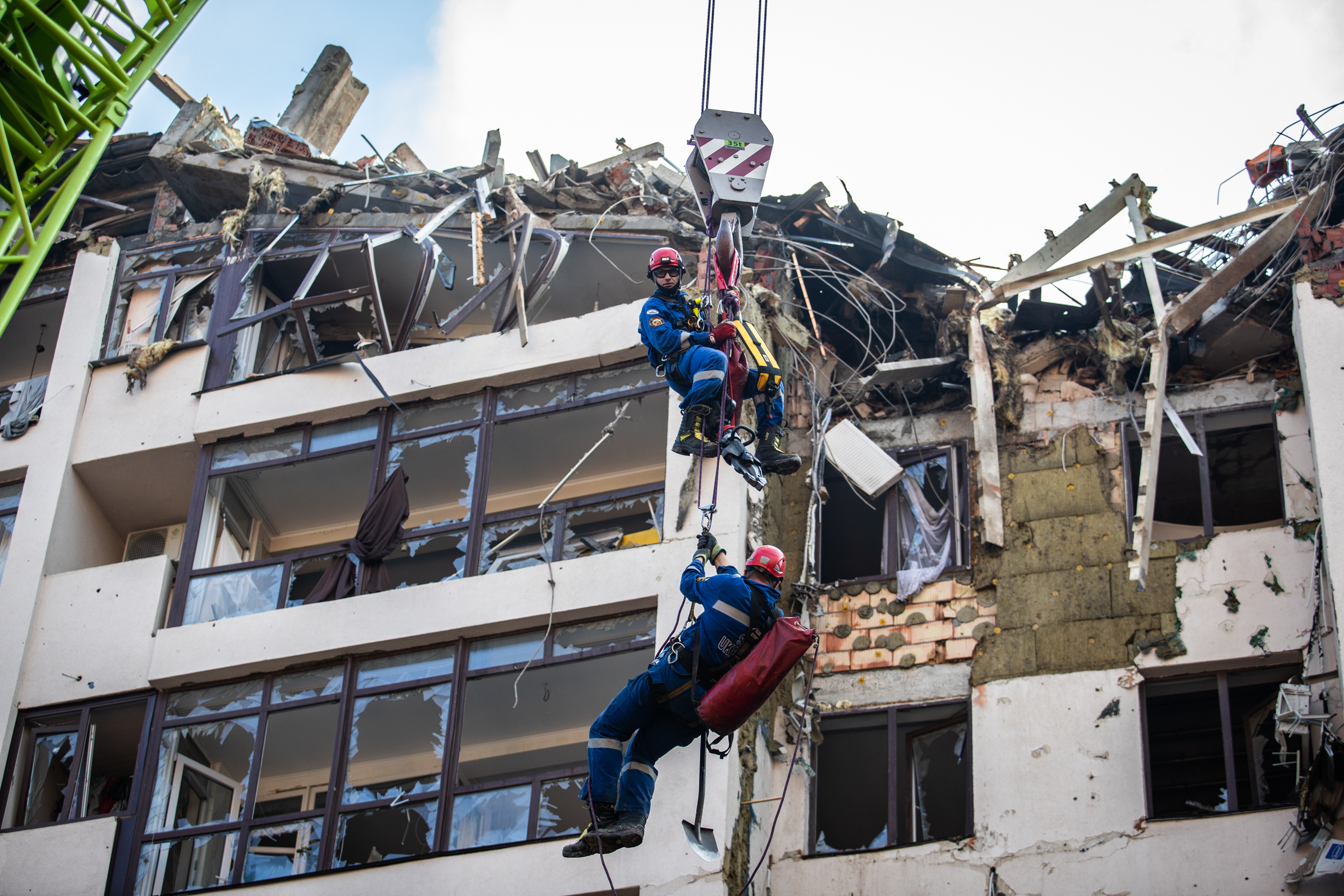
Getroffenes Wohngebäude in Kiew am 26. Juni

Nach der Einnahme der strategisch wichtigen Stadt Sjewjerodonezk in der Ostukraine sind russische Truppen nach Angaben prorussischer Separatisten in die Nachbarstadt Lyssytschansk vorgedrungen. Die Stadt ist die letzte bedeutende in der Region Luhansk, die noch nicht von russischen Truppen erobert wurde.
Das ukrainische Militär hat laut eigenen Angaben westlich von Lyssytschansk russische Angriffe zurückgeschlagen und damit eine Einkesselung der strategisch wichtigen Großstadt verhindert.
Angriffe russischer Kräfte östlich von Bachmut sollten die Kontrolle über die Autobahn T1302 Bachmut-Lyssytschansk sichern.
Russische Bodenangriffe nordwestlich von Slowjansk blieben erfolglos.
Die Evakuierung von Menschen aus einem Chemiewerk in Sjewjerodonezk wurde nach russischen Angaben wegen ukrainischen Beschusses zunächst ausgesetzt. Nach ukrainischen Angaben befanden sich auch nach dem Rückzug ukrainischer Truppen aus Sjewjerodonezk noch Spezialeinheiten in der Stadt, die das Artilleriefeuer auf die russischen Truppen leiteten. Später am Tag wurde von den Separatisten die Evakuierung von ca. 200 Zivilisten gemeldet.
Ukrainische Streitkräfte beschossen erneut eine Ölförderplattform vor der Küste der Halbinsel Krim.
Russlands Verteidigungsminister Sergei Schoigu war nach russischen Angaben zu einem Truppenbesuch in der Ukraine. Nach Einschätzung des ISW hat Generaloberst Gennadi Schidko, vorheriger Direktor des militärisch-politischen Direktorats Russlands, das Oberkommando der russischen Streitkräfte in der Ukraine übernommen.
Der russische Präsident Wladimir Putin gab bekannt, dass Russland Belarus mit Iskander-M-Raketensystemen ausrüsten werde.
Pläne der russischen Duma wurden bekannt, in Russland Freiwillige für den Militärdienst auch ohne Ableistung des Pflichtwehrdienstes rekrutieren und verpflichten zu können. Analysten bewerteten das als weitere Maßnahme einer verdeckten Gesamtmobilisierung der russischen Streitkräfte.
Kanada schickte die Fregatten „HMCS Kingston“ und „HMCS Summerside“ in die Ostsee und den Nordatlantik. Der viermonatige Einsatz sei Teil der „Abschreckungsmaßnahmen in Mittel- und Osteuropa“, die 2014 nach der russischen Annexion der Krim eingeleitet wurden.
In den von Russland besetzten Gebieten wurden zunehmende russische Aktivitäten zur Bekämpfung von Partisanen gemeldet: Verstärkte Kontrollen an Checkpoints und Festnahme von Bürgern zu Verhören zu Personen im Umfeld und organisatorischen Vorbereitungen von Anschlägen. Dabei wären gezielt Familienangehörige von im Einsatz befindlichen ukrainischen Soldaten betroffen.

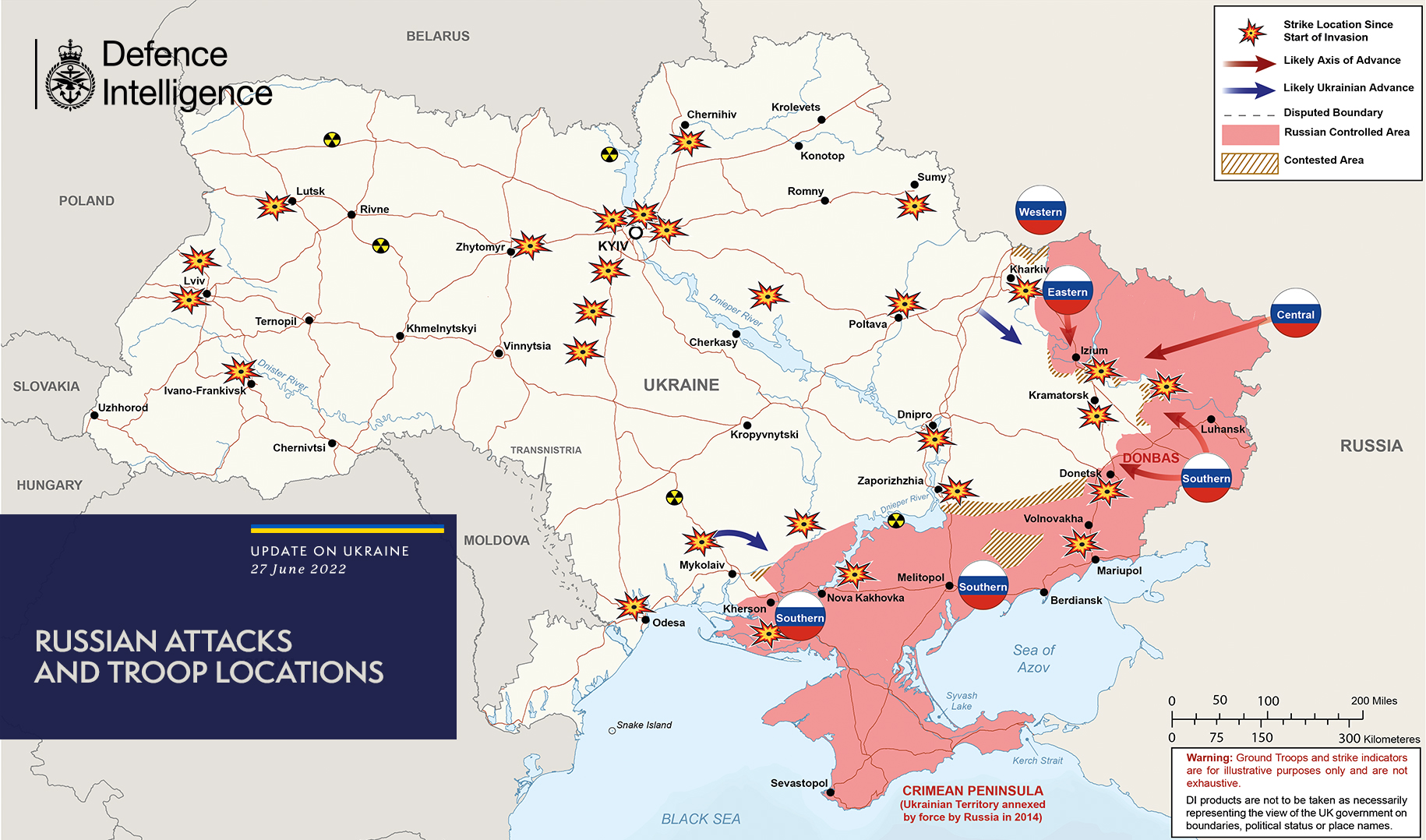
Lagebild in einer Veröffentlichung des britischen Verteidigungsministeriums am 27. Juni

### 27. Juni
Erstmals seit Beginn des Krieges im Februar 2022 hat der russische Präsident Wladimur Putin das russische Staatsgebiet verlassen. Er traf sich in Tadschikistan mit dem dortigen Präsidenten Emomalij Rahmon. 

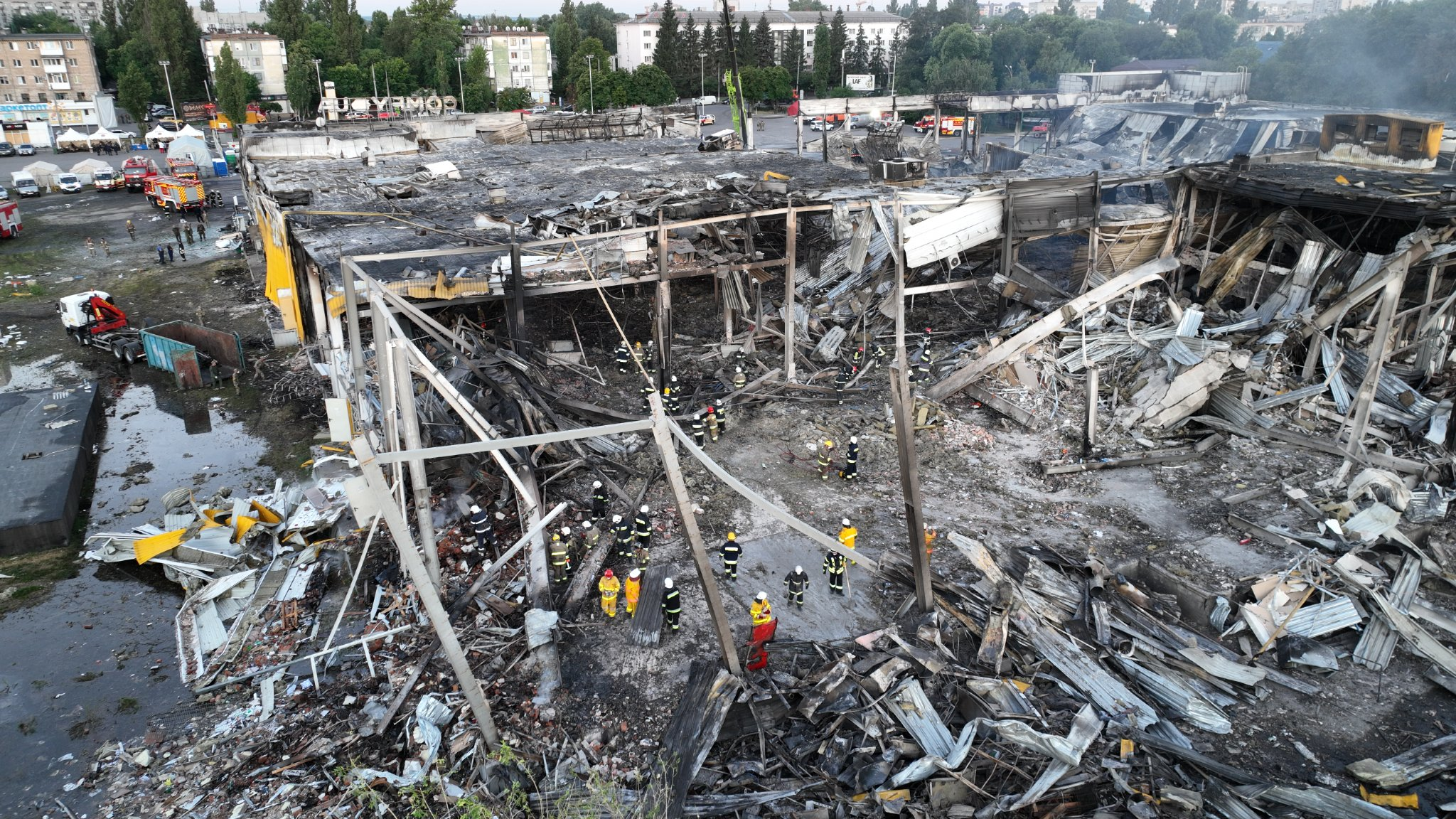
Raketenangriff auf ein Einkaufszentrum in Krementschuk

Russland führte einen Luftangriff auf ein Einkaufszentrum im 100 km von der Frontlinie entfernten Krementschuk durch. Zum Zeitpunkt des Angriffs befanden sich laut ukrainischen Angaben etwa 1000 Menschen in dem Gebäude, mindestens achtzehn Menschen wurden getötet und sechzig verletzt. Einen Tag später galten noch mehr als 35 Menschen als vermisst.
Nach Angaben des Kommandos der ukrainischen Luftwaffen wurde das Einkaufszentrum von einer Ch-22-Langstreckenrakete mit 950 kg SAP-Sprengkopf getroffen, die von einem Tu-22M3-Bomber abgefeuert wurde, welcher vom Flugplatz Shaykovka (aus der Oblast Kaluga) kam. Eine zweite Ch-22 schlug rund 500 m nördlich in ein Industriegebiet ein. Russland erklärte, dass es einen Luftangriff auf Hallen in Krementschuk ausgeführt habe, in denen aus den USA und Europa gelieferte Waffen und Munition gelagert worden seien. Die Detonation der Munition habe dann einen Brand „in einem nicht mehr betriebenen Einkaufszentrum“ in der Nähe ausgelöst.
Die G7 haben dem zum G7-Gipfel per Video zugeschalteten Präsidenten der Ukraine unter anderem bis zu 28 Milliarden Euro finanzielle Hilfe für das Jahr 2022 zugesagt und humanitäre, militärische und diplomatische Hilfen versprochen. Am Rande des G7-Gipfels erklärten die USA, weitere Sanktionen gegen Russland verhängen zu wollen. Ziel sollte insbesondere die Rüstungslogistik der russischen Streitkräfte sein. Über eine durch die USA initiierte Blockade russischer Goldexporte konnte zunächst keine Einigung erzielt werden.
NATO-Generalsekretär Jens Stoltenberg hat angekündigt, die NATO Response Force von rund 40.000 Soldaten auf 300.000 Kräfte zu erhöhen.
Der britische Militärgeheimdienst berichtete von einer zunehmenden Auffüllung der Personalausfälle der russischen Streitkräfte durch ältere Reservisten. Russland wolle so eine allgemeine Mobilmachung umgehen.
Staatliche Einrichtungen und private Unternehmen in Litauen sind nach Angaben der litauischen Regierung vielfach durch DDoS-Anfragen angegriffen worden.
In Lyssytschansk sind bei einem russischen Raketenangriff auf eine zivile Wasserausgabestelle nach Behördenangaben acht Menschen getötet worden.

### 28. Juni
Nach Aussage des britischen Generalstabschefs Patrick Sanders ist der Munitionsverbrauch im russisch-ukrainischen Krieg derart hoch, dass die Munitionslagerbestände mehrerer NATO-Mitgliedstaaten innerhalb weniger Tage aufgebraucht wären, würden diese sich am Krieg mit derselben Intensität beteiligen. 

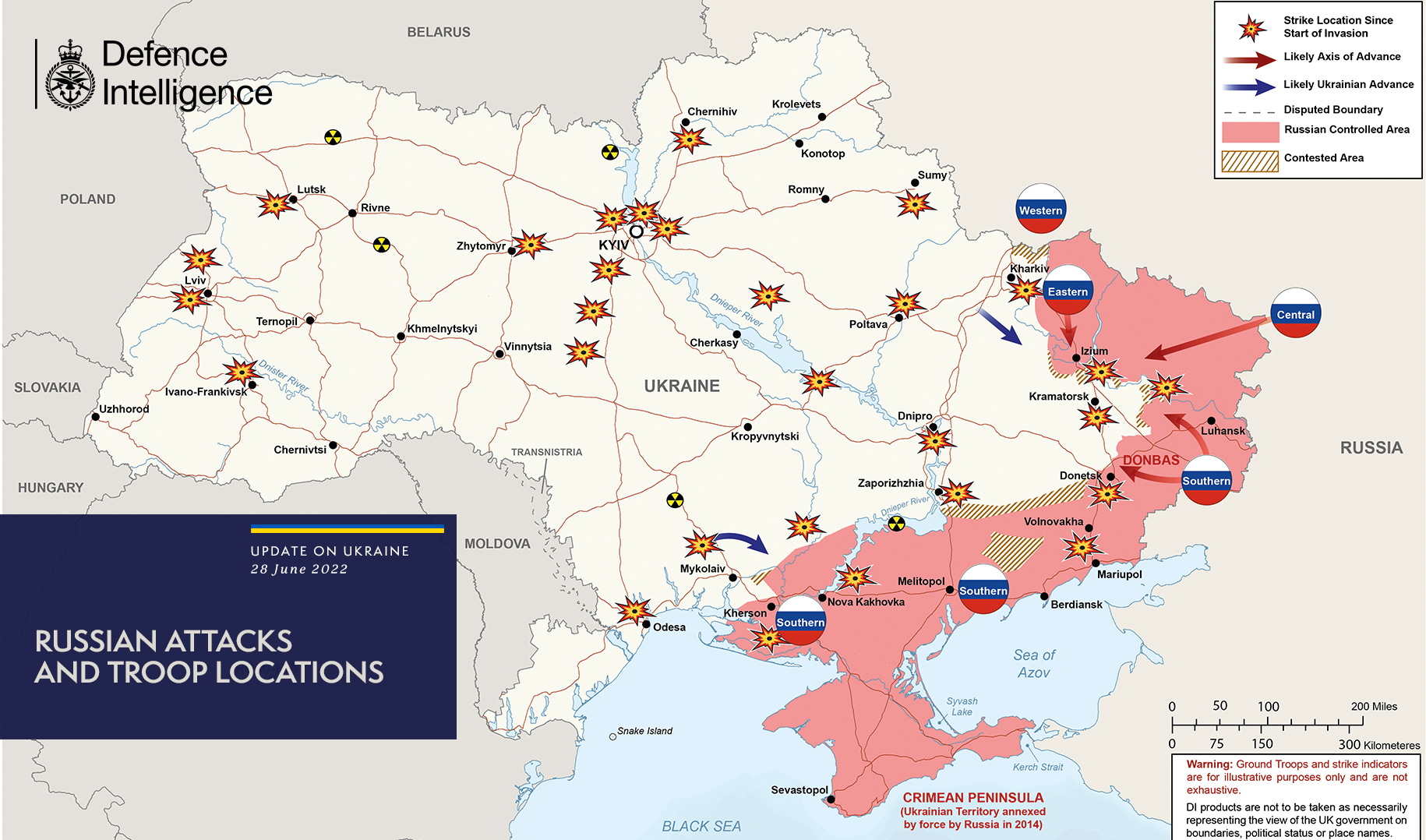
Lagebild in einer Veröffentlichung des britischen Verteidigungsministeriums am 28. Juni

Auf Dnipro führten russische Streitkräfte am 28. Juni nach ukrainischer Darstellung mindestens einen Raketenangriff aus. Es seien Teile der Bahn-Infrastruktur und ein Industriegebäude beschädigt worden. Zudem brenne ein Dienstleistungsunternehmen.
Nach ukrainischen Angaben hätten russische Truppen die Siedlung Wowtschojariwka gestürmt und seien bis an die südliche Stadtgrenze von Lyssytschansk vorgerückt. Gekämpft werde zudem an einer Ölraffinerie bei Lyssytschansk.
Die russischen Besatzungstruppen in Cherson nahmen Ihor Kolychajew, den gewählten Bürgermeister, fest. Das bestätigte der prorussische Vizechef der Militär- und Zivilverwaltung von Cherson, Kyrylo Stremoussow, der Nachrichtenagentur Ria Nowosti. Kolychajew habe die Angestellten der Stadtverwaltung offen zur Sabotage aufgerufen und dazu, die Anweisungen der neuen Administration zu ignorieren.
Laut dem täglichen Lagebericht des britischen Verteidigungsministeriums zum Ukraine-Krieg sind die russischen Einheiten zunehmend ausgezehrt und in ihrer Kampfkraft geschwächt. So habe Russland durch die Einnahme von Sjewjerodonezk zwar einen taktischen Sieg erzielt, jedoch wurde dafür der Einsatz von sechs verschiedenen russischen Armeen benötigt. Dem ukrainischen Militär gelänge es durch Distanzangriffe auf Kommandoposten hinter der Front, die Führung und Befehlskette der feindlichen Truppen zu unterbrechen bzw. stören.
Nach Angaben der Vereinten Nationen (UN) sind in der Ukraine 5,5 Millionen Menschen, die nach dem russischen Angriff in andere Teile der Ukraine geflohen waren, wieder in ihre Heimat zurückgekehrt. Weiterhin seien aber 6,2 Millionen Menschen innerhalb des Landes vertrieben. Aus dem Ausland seien etwa zehn Prozent der Menschen in ihre Heimat zurückgekehrt, berichtete IOM. Nach Daten des UN-Flüchtlingshilfswerks sind noch etwa 5,2 Millionen der Ukrainer, die seit Beginn des Überfalls ins Ausland geflohen waren, eben dort.
Bulgarien weist wegen Spionageverdachts siebzig russische Diplomaten und damit die Hälfte der russischen diplomatischen Präsenz in Bulgarien aus.
In Litauen ist der wegen des russischen Angriffskriegs gegen die Ukraine landesweit verhängte Ausnahmezustand bis zum 15. September 2022 verlängert worden.
Die Ratingagentur Moody’s hatte am Morgen wegen nicht fristgemäß beglichener Schulden bei internationalen Investoren einen Zahlungsausfall Russlands festgestellt. Währenddessen hatten sieben taiwanesische Versicherer die fälligen Zinszahlungen für russische Staatsanleihen auch nach Ablauf einer Schonfrist nicht erhalten. Das gab die Finanzaufsicht in Taipeh bekannt. Die Zahlungen waren eigentlich bereits am 27. Mai fällig.
Während in Madrid der für zwei Tage angesetzte NATO-Gipfel begann, endete der G7-Gipfel auf Schloss Elmau.
Der russische Regierungssprecher Dmitri Peskow sagte, dass der Krieg innerhalb eines Tages durch eine Kapitulation der ukrainischen Regierung und durch eine Erklärung, alle russischen Bedingungen zu erfüllen, beendet werden kann.
War die Türkei zuvor noch gegen eine Aufnahme von Finnland und Schweden in die NATO, schlossen die beiden Staaten mit der Türkei eine Abmachung zu einer engeren Zusammenarbeit; die Türkei gab ihre Vorbehalte gegen eine Aufnahme der beiden Länder in die NATO schließlich auf.

### 29. Juni

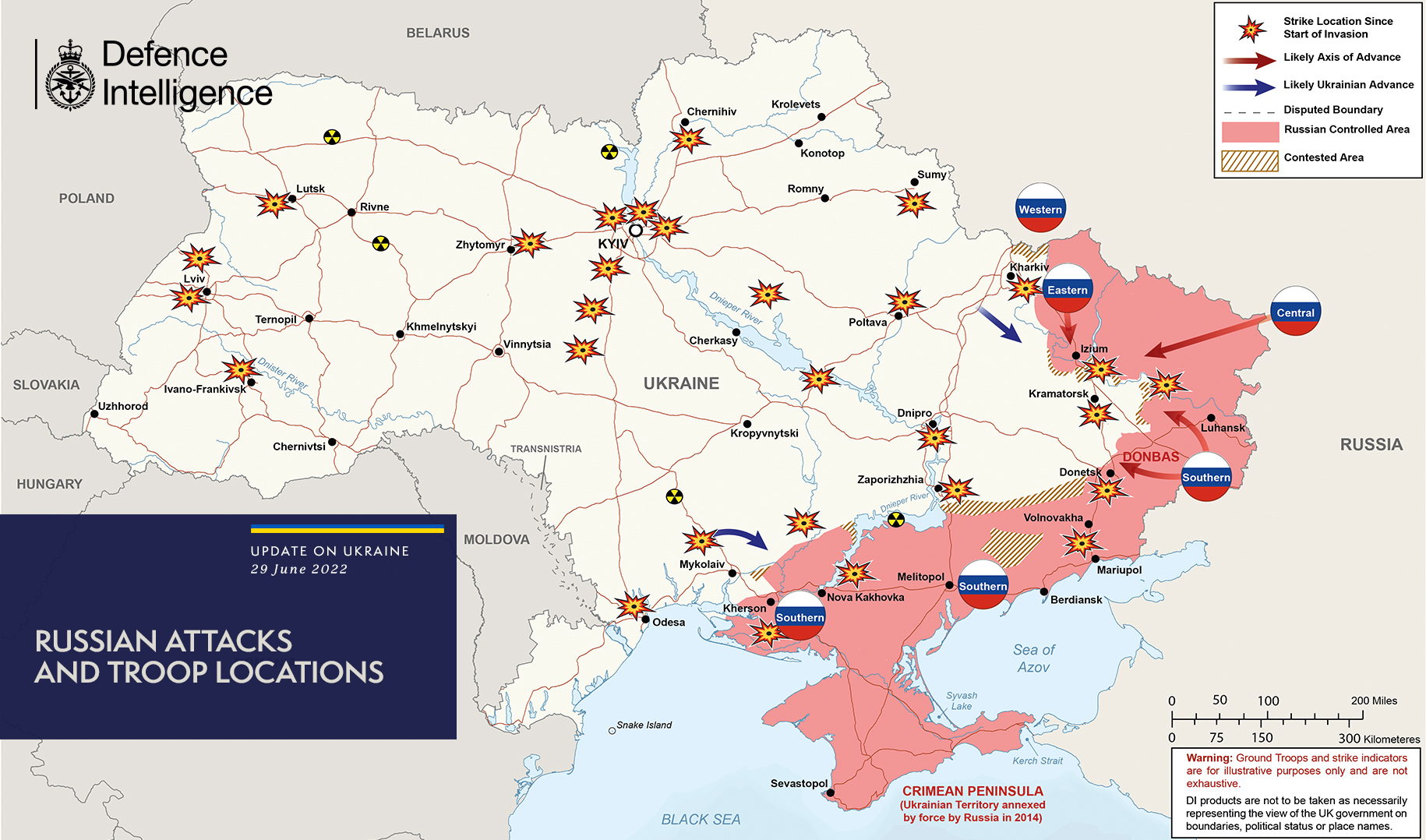
Lagebild in einer Veröffentlichung des britischen Verteidigungsministeriums am 29. Juni

Bei Kämpfen im Süden der Stadt Lyssytschansk in der Ostukraine haben ukrainische Truppen nach Darstellung Moskaus deutliche Verluste erlitten. Von den 350 Mann einer Gebirgsjägerbrigade seien lediglich noch 30 Soldaten am Leben geblieben, teilte das russische Verteidigungsministerium in Moskau mit und bezog sich dabei auf Kämpfe an einer Ölraffinerie.
Informationen russischer Quellen zufolge wurde bekannt, dass in der von russischen Truppen besetzten Stadt Cherson im Süden der Ukraine ein Referendum vorbereitet werden sollte, das über einen möglichen Beitritt zu Russland entscheidet. Nach Darstellung des ISW unter Berufung auf ukrainische Quellen wurden deshalb Bürger in dem Gebiet gezwungen, Bankkonten bei der staatlichen russischen Promswjasbank zu eröffnen. Strikte Verkehrskontrollen im Norden Chersons unterbanden ferner jeglichen Zivilverkehr in das besetzte Gebiet hinein und hinaus. Dieses wurde als Beeinflussung der Bevölkerung gewertet.
Die NATO hat Russland in einer Erklärung als bedeutendste und unmittelbarste Bedrohung für den Frieden und die Sicherheit ihrer Mitglieder bezeichnet. Als eine der ersten Entscheidungen der 30 NATO-Staaten beim NATO-Gipfel wurde eine Verstärkung der Ostflanke beschlossen. Die bisherige schnelle NATO-Eingreiftruppe NRF mit 40.000 Soldaten sollte nach Beschluss der Mitglieder durch das neue Streitkräfte-Modell mit 300.000 Mann ersetzt werden. Das Verfahren zur Aufnahme von Finnland und Schweden in die NATO wurde gestartet.
Nach Hackerangriffen am 27. Juni auf litauische Einrichtungen meldete auch die norwegische IT-Sicherheitsbehörde Cyberangriffe auf Einrichtungen im Land. Wie in Litauen bereits bestätigt, vermutete man auch in Norwegen pro-russische Gruppen als Verursacher.
Die westlichen Verbündeten haben nach eigenen Angaben im Zuge der Sanktionen gegen Russland bisher persönliche Vermögenswerte im Wert von mehr als 30 Milliarden US-Dollar (28,5 Milliarden Euro) eingefroren. Außerdem sei Vermögen der russischen Zentralbank im Wert von etwa 300 Milliarden Dollar (285 Milliarden Euro) eingefroren worden, teilte das US-Finanzministerium mit.
Nach der syrischen Anerkennung der prorussischen Separatistengebiete in der Ostukraine beendete die Ukraine die diplomatischen Beziehungen mit Syrien.

### 30. Juni

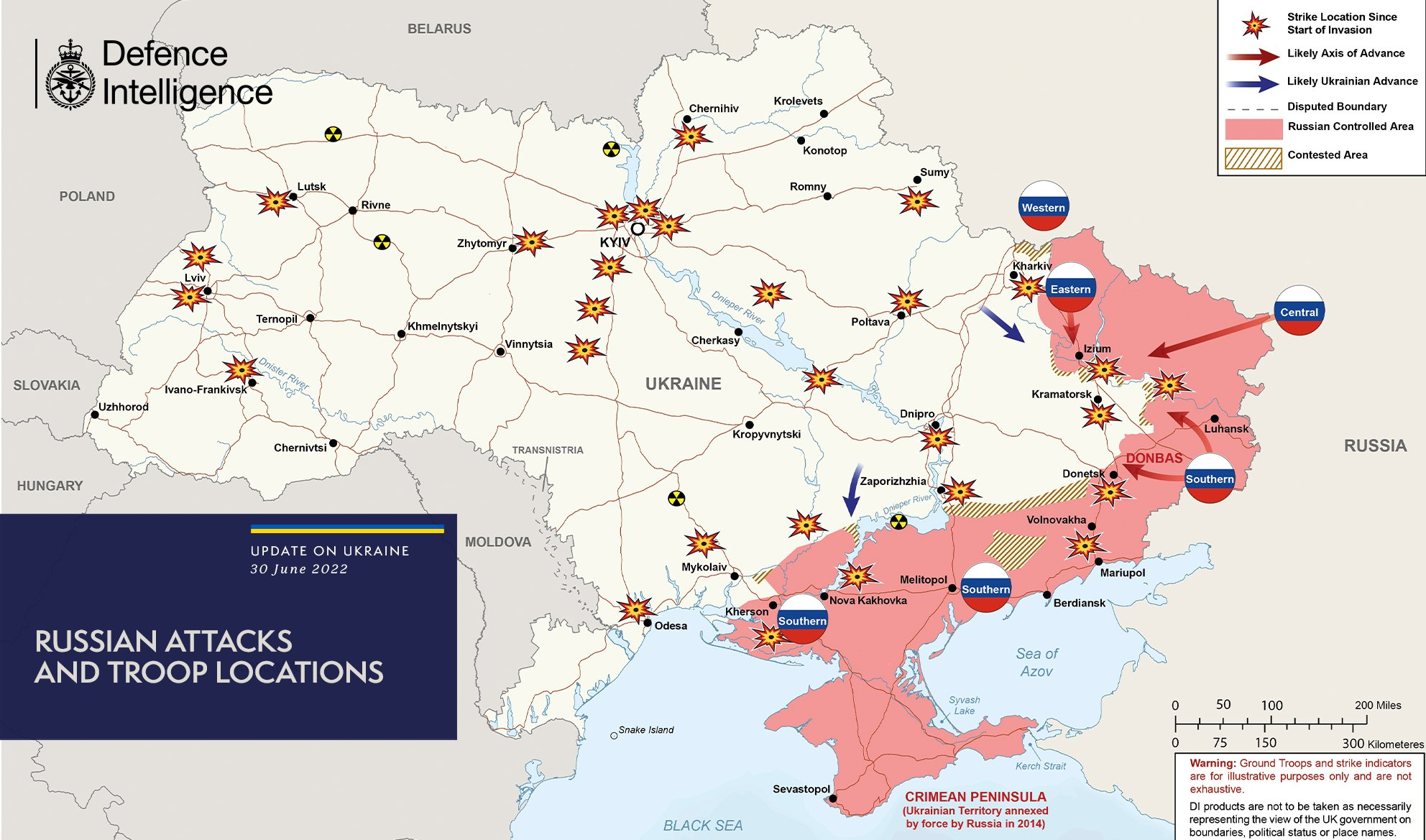
Lagebild in einer Veröffentlichung des britischen Verteidigungsministeriums am 30. Juni

Die gleich nach Kriegsbeginn besetzte Schlangeninsel im Schwarzen Meer wurde von russischen Truppen geräumt. Nach ukrainischen Angaben war der Rückzug die Folge eigener Angriffe auf die Insel, bei denen zuletzt ein Kurzstrecken-Flugabwehrsystem zerstört worden war. Russland hingegen bezeichnete den Abzug seiner Truppe als „Geste des guten Willens“, um der Ukraine wieder den Export von Getreide auf dem Seeweg zu ermöglichen. Im Osten der Ukraine dauerten nach ukrainischen Angaben die schweren Kämpfe um die strategisch wichtige Stadt Lyssytschansk an. Russische Kräfte versuchten, mit Unterstützung der Artillerie die Stadt zu blockieren, teilte der ukrainische Generalstab in seinem Lagebericht mit. Angriffe gebe es rund um die Ölraffinerie der Stadt. Dabei erzielten russische Truppen in der Ölraffinerie und um Lyssytschansk herum begrenzte Landgewinne. Südlich und östlich von Bachmut und nördlich von Slowjansk setzten russische Kräfte Offensivoperationen fort. Nördlich der Stadt Charkiw versuchten russische Kräfte Gelände zurückzugewinnen. Ukrainische Gegenoffensiven zwangen russische Truppen auf der Südachse weiterhin dazu, defensive Operationen zu priorisieren.
Stand 30. Juni befinden sich laut dem russischen Verteidigungsministerium mehr als 6000 ukrainische Soldaten in Kriegsgefangenschaft.
Die russischen Besatzungsbehörden ergriffen Maßnahmen, um die weitere wirtschaftliche und finanzielle Integration der besetzten Gebiete in das russische System sicherzustellen. Der stellvertretende russische Ministerpräsident Marat Chusnullin traf sich mit den Gouverneuren der russischen Oblaste, die Beziehungen zu Gebieten des Donbass aufgebaut haben und erörterte die Vorbereitungen für verschiedene Infrastrukturprojekte. Chusnullin berichtete, dass die russischen Behörden weiterhin die Wiedereröffnung des Hafens von Mariupol vorbereiten und dass die russischen Behörden bereits 7000 Tonnen ukrainisches Getreide über den Hafen von Berdjansk exportiert haben. Der Bürgermeister von Enerhodar, Dmytro Orlow, erklärte, dass die russischen Behörden in Enerhodar gefälschte Informationen verbreiten: Bargeldlose Zahlungssysteme würden keine Zahlungen mehr in ukrainischer Währung leisten. Einwohner sollten so veranlasst werden, große Geldbeträge abzuheben. Ebenso sollten laut Angaben des Bürgermeisters russische Pässe ausgegeben werden. Es sei eine Annahmestelle für Dokumente zur Beantragung der russischen Staatsbürgerschaft eröffnet worden.
Zum Abschluss des NATO-Gipfels erklärten Vertreter der teilnehmenden Nationen und der Generalsekretär der NATO in Pressekonferenzen ihre Positionen: Bundeskanzler Olaf Scholz erklärte sich dazu bereit, für den Schutz der NATO-Ostgrenze dauerhaft eine gepanzerte Division mit 15.000 Mann, 60 Flugzeugen und 20 Marineeinheiten zur Verfügung zu stellen. Dazu komme der Aufbau eines regionalen Marinekommandos in der Ostsee. Der britische Premierminister Boris Johnson hat eine Erhöhung der Militärausgaben von NATO-Staaten gefordert und dabei 2,5 Prozent des Bruttoinlandsprodukt (BIP) genannt. Das bisherige Ziel von zwei Prozent stamme aus einer „anderen Ära“. Der türkische Präsident Recep Tayyip Erdoğan hat verstärkte diplomatische Anstrengungen für eine Beendigung des russischen Kriegs gegen die Ukraine gefordert. Nötig sei eine Friedensvision für das Land. Frankreichs Präsident Emmanuel Macron hat vor dem Hintergrund des Ukraine-Kriegs eine geschlossene Haltung Europas und der USA betont, zugleich aber die Notwendigkeit eines Kontakts zu Kremlchef Wladimir Putin unterstrichen. US-Präsident Joe Biden hat weitere Waffenlieferungen seines Landes an die Ukraine im Volumen von 800 Millionen Dollar in Aussicht gestellt. Vor dem Hintergrund des russischen Angriffskriegs gegen die Ukraine unterstrich Biden zudem die Verteidigungsbereitschaft der NATO-Bündnispartner: „Wir werden jeden Zentimeter des NATO-Gebietes verteidigen.“ Die NATO will am kommenden Dienstag formell die Aufnahme von Finnland und Schweden in das Bündnis beschließen. Dann würden Vertreter der 30 Alliierten in Anwesenheit der Außenminister Finnlands und Schwedens die sogenannten Beitrittsprotokolle unterzeichnen, sagte NATO-Generalsekretär Jens Stoltenberg in Madrid. Der NATO-Gipfel im kommenden Jahr findet nach seinen Angaben in Vilnius, Litauen, statt.